# Rembrandt
Pour les articles homonymes, voir Rembrandt (homonymie).
Rembrandt Harmenszoon van Rijn (en néerlandais ), habituellement désigné sous son seul prénom Rembrandt, est un peintre et graveur néerlandais, né à Leyde le 15 juillet 1606 ou 1607 et mort à Amsterdam le 4 octobre 1669. Artiste innovant et prolifique, il est l'un des plus grands artistes visuels de l'histoire de la peinture et l'un des principaux peintres de l'École hollandaise du XVIIe siècle, le siècle d'or néerlandais.
Il a réalisé près de quatre cents peintures, trois cents eaux fortes et trois cents dessins. Contrairement à la plupart des artistes de l'Âge d'or de la peinture néerlandaise, Rembrandt aborde un large éventail de styles et de sujets : portraits, autoportraits, paysages, scènes de genre, scènes allégoriques et historiques, thèmes bibliques, peintures mythologiques et études animales. Sa famille proche — Saskia, sa première épouse, son fils Titus et sa deuxième concubine Hendrickje Stoffels — lui servent régulièrement de modèle.
Dans ses œuvres, il a exposé sa connaissance de l'iconographie et de la composition classiques, la représentation de ses scènes bibliques étant basée sur son érudition des textes spécifiques. Une de ses spécificités est l'utilisation de la lumière et de l'obscurité (technique du clair-obscur inspirée du Caravage) qui attire le regard par ses contrastes. Une autre est la matérialité de sa peinture et son style rugueux, en opposition avec le style lisse et fini de ses contemporains. Ses scènes sont intenses et vivantes. Ce n'est pas un peintre de la beauté ou de la richesse, il montre de la compassion et de l'humanité dans l'expression de ses personnages, parfois indigents ou usés par l'âge. Sa grande contribution à la technique de la gravure a été la transformation du procédé de gravure à l'eau-forte, passé d'une technique de reproduction à une forme d'art à part entière. Sa réputation de plus grand graveur de l'histoire du médium s'est établie durant son vivant. Peu de ses peintures ont quitté les Provinces-Unies de son vivant, mais ses estampes ont circulé dans toute l'Europe.
Rembrandt ne s'est jamais rendu à l'étranger, mais il a été considérablement influencé par le travail des maîtres italiens et des artistes des Pays-Bas historiques qui avaient étudié en Italie, comme Pieter Lastman, les caravagesques d'Utrecht, le baroque flamand et Pierre Paul Rubens, et par les maîtres du Nord, tels qu'Albrecht Dürer, Hieronymus Cock, Hendrik Hondius I et Lucas de Leyde, qu'il connaît grâce à ses acquisitions de gravures de reproduction. Après avoir connu un succès international dès sa jeunesse comme portraitiste, ses dernières années ont été celles d'une tragédie personnelle et de difficultés financières. Ses peintures étaient populaires de son vivant, sa réputation était grande, et pendant vingt ans, il a enseigné à des peintres néerlandais devenus célèbres.

## Biographie

### Famille

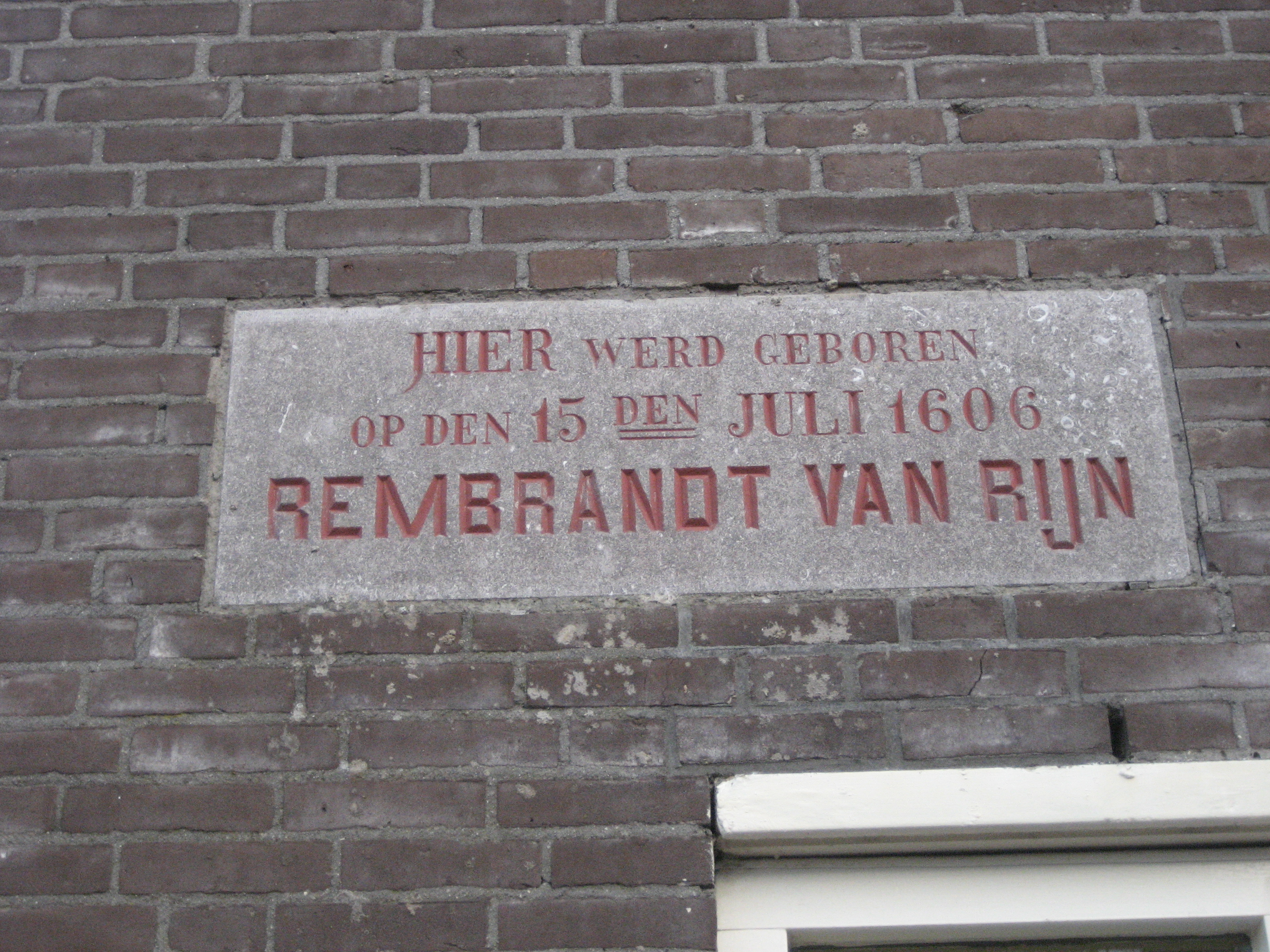
Plaque indiquant le lieu de naissance à Leyde.

Rembrandt Harmenszoon van Rijn naît le 15 juillet 1606 ou 1607 rue Weddesteeg à Leyde, ville universitaire et industrielle des Provinces-Unies (actuels Pays-Bas). Il est le neuvième des dix enfants d'une famille aisée : son père, Harmen Gerritszoon van Rijn, est meunier sur le Rhin et sa mère, Neeltgen Willemsdochter van Zuytbrouck, est fille de boulanger. Le patronyme « van Rijn » rappelle que le moulin familial donne sur le Rhin qui entoure alors la ville fortifiée, ce moulin broyant plutôt le malt ; au XXIe siècle, le patronyme des Rembrandt est toujours associé à la guilde des meuniers.
La religion occupe une place centrale dans l'œuvre de Rembrandt et la période de tension religieuse dans laquelle il a vécu donne à sa foi une certaine importance. Sa mère est catholique et son père appartient à l'Église réformée néerlandaise. Tandis que son œuvre dévoile une profonde foi chrétienne, on ne sait pas si l'artiste appartenait à une Église en particulier, bien que ses cinq enfants soient baptisés dans des églises réformées d'Amsterdam : quatre dans la Vieille église d'Amsterdam et un, Titus, dans la Zuiderkerk,.

### Jeunesse et formation à Leyde et Amsterdam (1606-1624)
Comme beaucoup d'autres enfants de la ville, Rembrandt fréquente l'école élémentaire entre 1612 et 1616, mais il est le seul de la fratrie qui étudie de 1616 à 1620, à l'école latine, institution calviniste stricte donnant un enseignement religieux très poussé, où il prend ses premiers cours de dessin et apprend l'actio et le pronunciato, pratiques visant à allier voix et gestes, notamment dans la pratique du théâtre, qui l'influenceront plus tard dans son travail, pour mettre en scène ses compositions et ainsi leur donner un effet plus naturel que le simple modèle qui pose dans l'atelier.
À l'âge de 14 ans, il s'inscrit à l'université de Leyde mais interrompt ses études peu de temps après pour commencer un apprentissage de peintre,, montrant très jeune une forte inclination vers la peinture. De 1620 à 1624, il est l'apprenti du peintre d'histoire Jacob van Swanenburgh, spécialisé dans la peinture architecturale et la représentation scénique de l'enfer, que Karel G. Boon présente comme un « peintre d'architecture passablement insignifiant, disciple attardé du maniérisme ». S'il est établi que Rembrandt, à l'âge de 15 ans, s'est perfectionné auprès de lui dans le dessin à la plume, « on ignore quelle influence a eu sur son jeune élève Jacob Izaaksz Swanenburch ». Il poursuit sa formation chez Joris van Schooten qui enseigne à ses élèves les bases de la peinture. Il y aurait rencontré Jan Lievens, considéré alors comme « plus doué que lui »,. Le jeune Rembrandt y apprend le dessin à la plume.
Son apprentissage de six mois chez le peintre d'histoire Pieter Lastman et chez Jan Symonsz. Pynas à Amsterdam en 1624, est déterminant dans sa formation. Lastman l'initie à la peinture d'histoire, qui est considérée comme un genre de plus grand prestige à l'époque. La formation avec deux maîtres n'était pas inhabituelle à l'époque. Rembrandt y côtoie à nouveau Jan Lievens, en apprentissage chez Lastman. Il y apprend le dessin au crayon, les principes de la composition et le travail d'après nature. Il aborde principalement les mêmes thèmes bibliques et antiques que Lastman et les traite avec la même « puissance narrative et des accents réalistes très remarquables ». Lastman lui transmet aussi l'influence d'artistes qu'il a côtoyés à Rome comme Adam Elsheimer et le Caravage, tandis qu'il découvre l'œuvre de Pierre Paul Rubens dans son atelier. Rembrandt s'approprie ainsi le clair-obscur pour en faire un langage propre « d'une rare poésie ». L'animation et l'art d'Amsterdam marquent son œuvre de jeunesse ; il y fait la connaissance de peintres flamands, dont Hercules Seghers. Il rentre à Leyde en 1624.

### Installation à Leyde et indépendance (1625-1630)

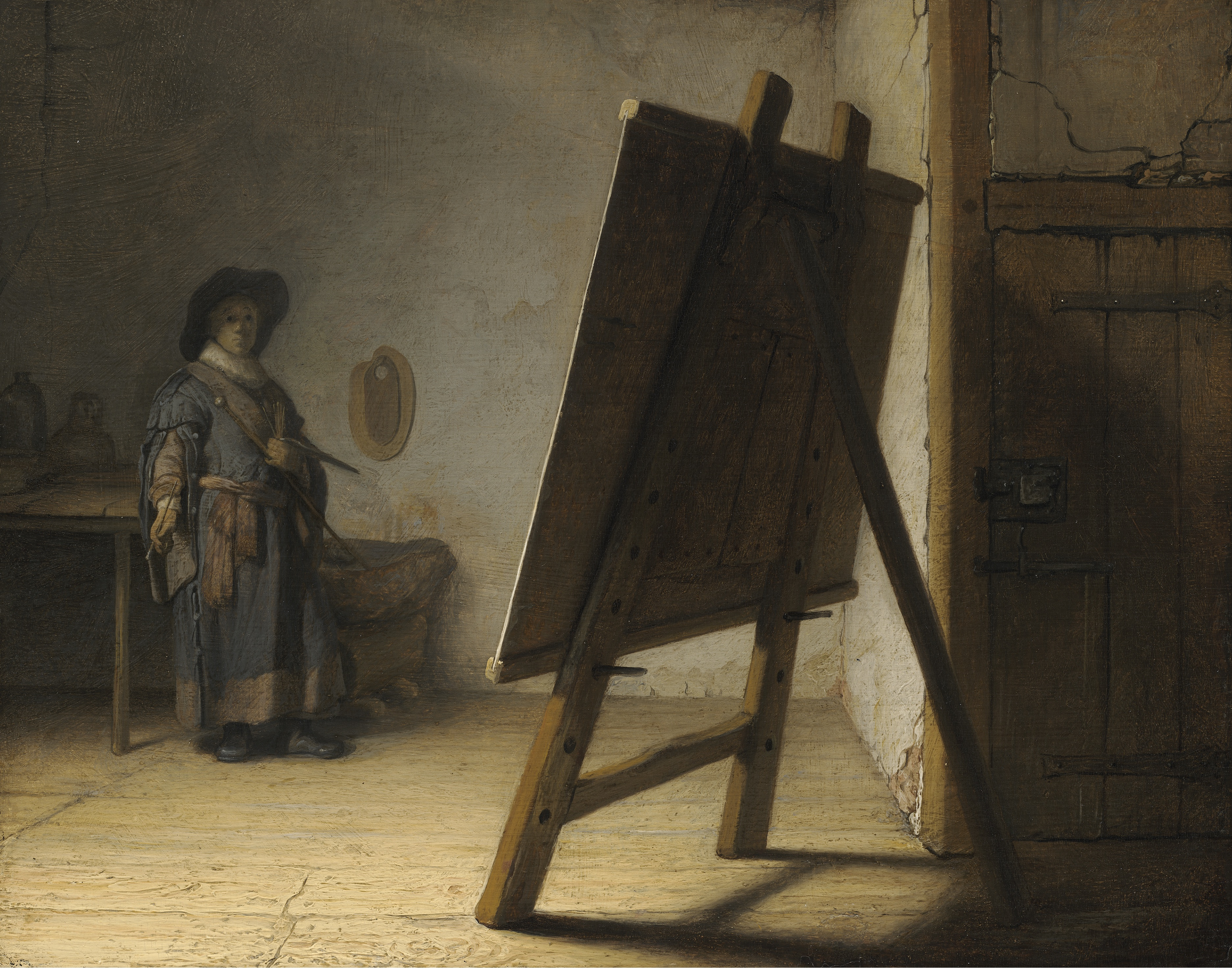
L'artiste dans son atelier (vers 1626-1628, Musée des Beaux-Arts, Boston).

Contrairement à beaucoup de ses contemporains qui font le Grand Tour en Italie lors de leur formation, Rembrandt ne quitte jamais les Provinces-Unies, ; il ouvre un atelier à Leyde en 1625, dans lequel Simon van Leeuwen prétend que Rembrandt bénéficie de l'enseignement de Joris van Schooten. Il partage son atelier avec son ami et collègue Jan Lievens. Dans son autobiographie, Constantijn Huygens fait part de sa rencontre avec les deux jeunes artistes : « Je dois confesser que je n'ai jamais vu plus grande diligence et industrie chez aucun individu, quels que soient son occupation ou son âge. Car en vérité ils consacrent tout leur temps [à la peinture] ; c'est la seule chose qui compte pour eux. Et le plus étonnant est que même les amusements les plus innocents de la jeunesse leur paraissent une perte de temps. » À cette époque, leur talent et leur style sont si proches qu'il est difficile pour les historiens de l'art de distinguer leurs œuvres, même si Huygens, qui n'est néanmoins pas un spécialiste du sujet, écrit en 1629-1631 que « Rembrandt était incomparable dans la narration par la vie qu'il savait prêter à ses sujets ».

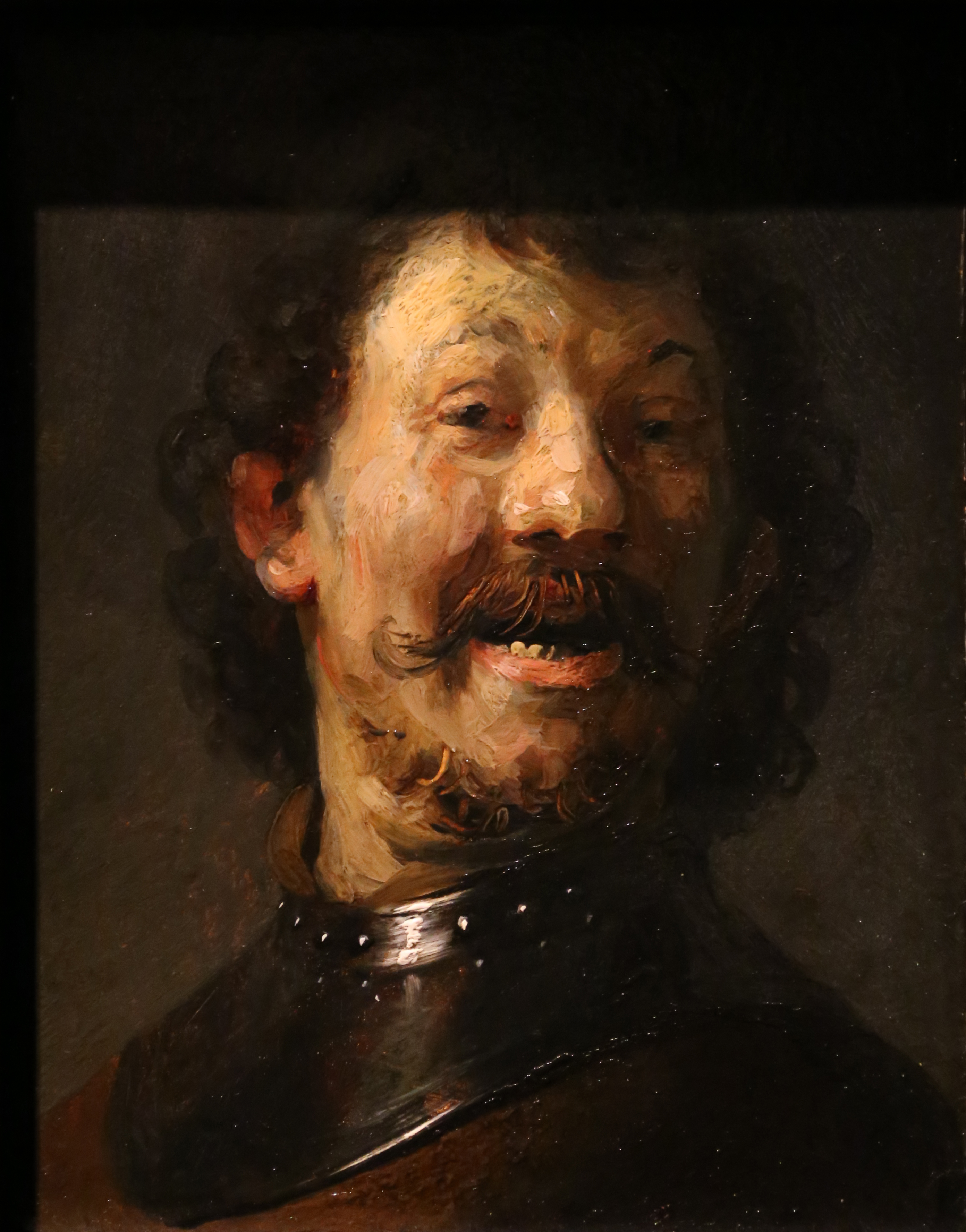
L'Homme qui rit, une tronie (1629, Mauritshuis, La Haye).

Il se consacre d'abord principalement à la peinture d'histoire sur le modèle de Lastman, aux tronies,, et aux scènes bibliques dans un style concis et avec des couleurs vibrantes. Concernant ses gravures, André-Charles Coppier parle d'une époque où sa production est limitée à une surproduction d'estampes à vocation commerciale — des « sujets de vente » pour lesquels il se contente d'un style purement linéaire —, associé aux peintres Jan Lievens, Gérard Dou, Hendrick Cornelisz. van Vliet et Jacques des Rousseaux.
En 1625, il signe La Lapidation de saint Étienne, premier tableau qui nous soit parvenu — c'est aussi la première fois qu'il se représente, in assistenza, de sa longue production d'autoportraits. L'année suivante, il réalise ses premières eaux-fortes, Le repos pendant la fuite en Égypte et La Circoncision. Dès 1627, Rembrandt commence à accepter des élèves, dont l'un des premiers est Gérard Dou, qui entre dans son atelier en 1628 et qui commence probablement par la préparation des panneaux et des toiles, qui étaient tous fabriqués à la main dans les ateliers des peintres,. Le tout premier commentaire connu sur Rembrandt date de 1628, quand l'humaniste Aernout van Buchel écrit : « On couvre d'éloges le fils du meunier de Leiden, mais cela me semble prématuré ».
En 1629, l'homme politique Constantijn Huygens, poète et secrétaire de Maurice de Nassau, lui rend visite dans son atelier ; il montre son enthousiaste pour l'artiste dans son autobiographie ; ses commandes apportent la notoriété au jeune Rembrandt et le sortent de ses difficultés financières. En 1629 et 1630, Rembrandt vend deux tableaux à la couronne anglaise, La résurrection de Lazare et Judas rapportant les trente pièces d'argent, qui ont été copiés plusieurs fois par d'autres artistes.
Le 27 avril 1630, son père meurt. Il délaisse quelque peu la peinture pour se consacrer à la gravure — c'est d'ailleurs son année la plus productive (quinze estampes connues), quoiqu'elles ne soient pas les plus intéressantes : selon Gary Schwartz, ces « petites planches (...) manquent de rigueur ».

### Installation à Amsterdam (1631-1639)

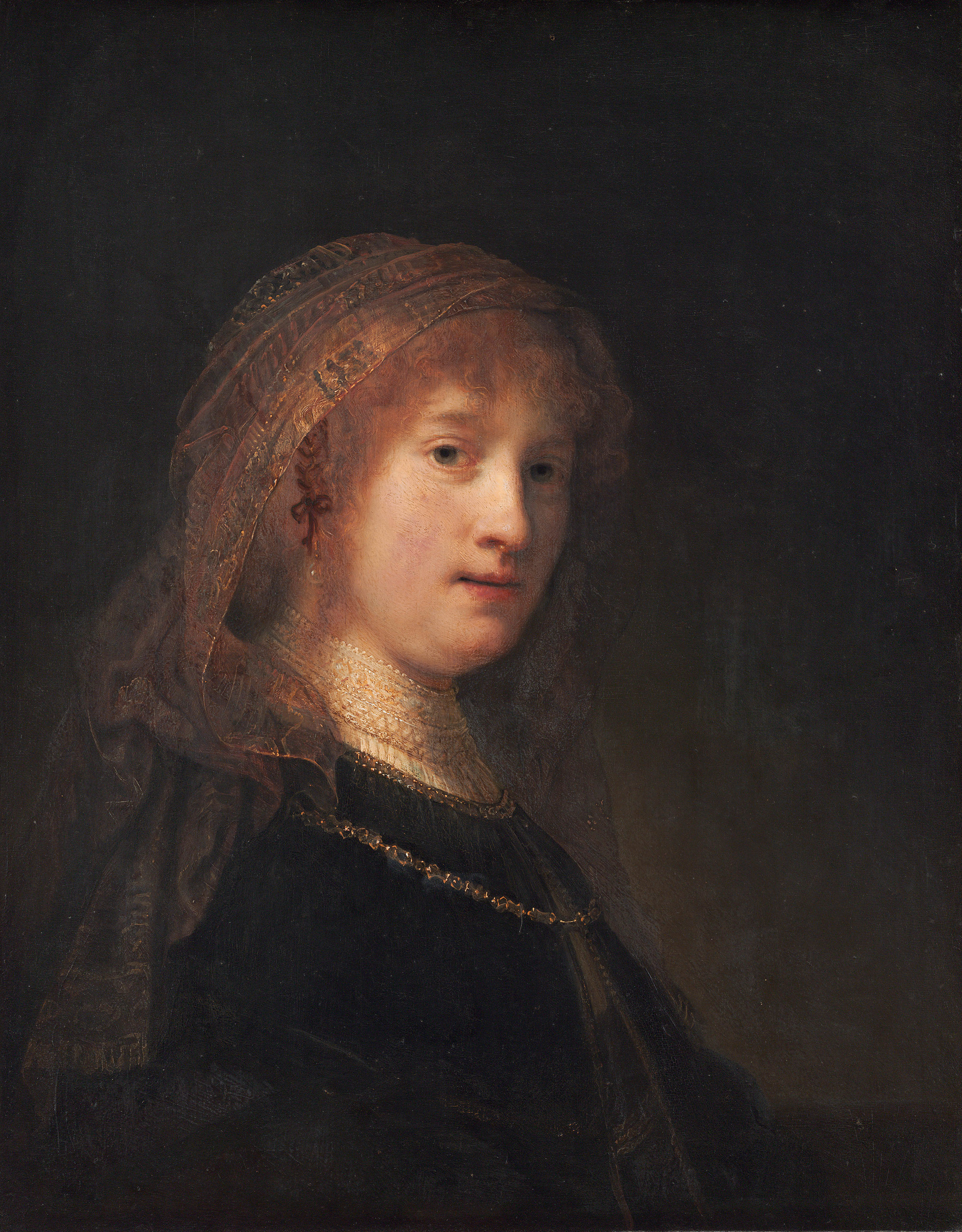
Portrait de Saskia, épouse de Rembrandt (après 1634, National Gallery of Art, Washington).

En 1631, après avoir acquis une certaine reconnaissance, Rembrandt se voit proposer de nombreuses commandes de tableaux de corporations et de portraits (les « Doelen »). Il commence ainsi à exercer comme portraitiste professionnel pour la première fois, avec beaucoup de succès, ce qui l'amène à s'installer à la fin de l'année à Amsterdam, une ville en pleine expansion, capitale des affaires et du commerce.
Un important marchand d'art, qui possède un grand atelier de copies et de restaurations, Hendrick van Uylenburgh, lui offre le gîte ; il épouse sa nièce Saskia van Uylenburgh le 22 juin 1634. Celui-ci l'introduit dans le cénacle de la haute société et favorise sa réputation, ce qui lui vaut plus de 50 commandes de portraits de patriciens dans les années 1631-1634, tournant déterminant dans sa carrière. En 1632, grâce à la médiation de Constantijn Huygens, le prince Frédéric-Henri d'Orange-Nassau achète quelques-uns de ses tableaux et commande un cycle de la Passion. Il lui achétera des peintures jusqu'en 1646. La même année, il réalise son premier portrait de groupe, La Leçon d'anatomie du docteur Tulp, ainsi que plusieurs portraits de sa femme entre 1633 (National Gallery of Art, Washington) et 1634 (musée de l'Ermitage, Saint-Pétersbourg). Il reste très prolifique en eaux-fortes ; celles-ci gagnent en qualité. Il grave notamment les scènes bibliques qu'il n'a pas le temps de peindre et peint pour la première fois des scènes de genre, des allégories et des portraits sur commande (1633).

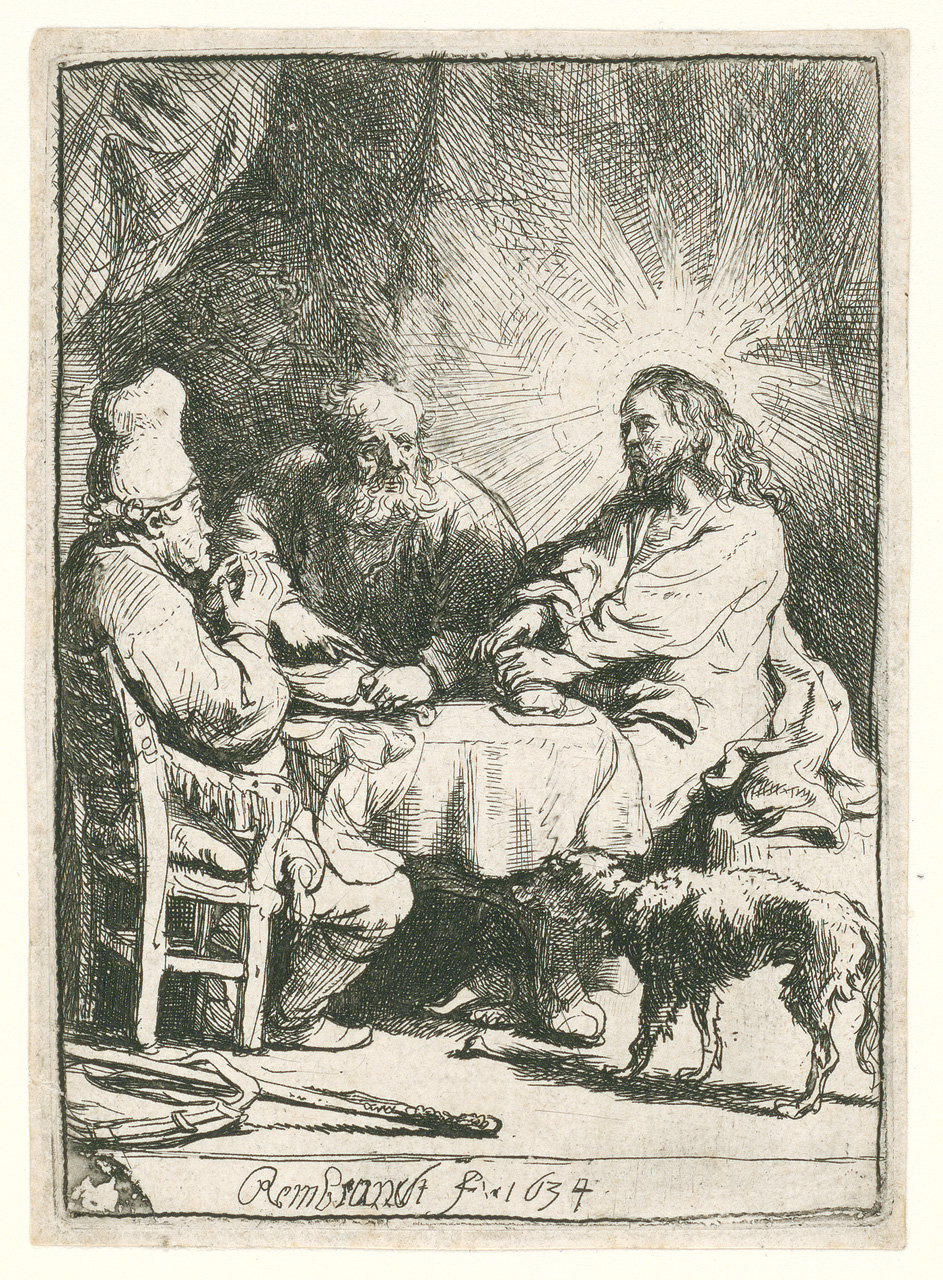
Pèlerins d'Emmaüs (1634, Rijksmuseum Amsterdam).

Rembrandt travaille probablement comme chef d'atelier pour Uylenburgh, car avant d'être accepté dans la guilde de Saint-Luc d'Amsterdam et acquérir l'indépendance qui va avec, il doit avoir travaillé pour un autre maître ou dans un atelier. À cette période, il développe un clair-obscur plus puissant, un pinceau plus lâche et un plus grand sens du drame. Il se concentre davantage sur les scènes historiques et réalise de nombreuses gravures et dessins.
Saskia vient d'une famille respectée : son père, Rombertus van Uylenburgh, a été avocat et bourgmestre de Leeuwarden. Le couple se marie dans l'église locale de Sint-Annaparochie en l'absence des proches de Rembrandt. La même année, Rembrandt devient citoyen d'Amsterdam et membre de la guilde locale des peintres. Cela lui permet de former des apprentis et des étudiants en tant que contremaître indépendant. Un certain nombre d'élèves le rejoint alors, parmi lesquels Ferdinand Bol et Govert Flinck. En 1635, il travaille entre autres sur les tableaux Le Sacrifice d'Isaac et Samson accusant son beau-père.
En 1635, Rembrandt et Saskia louent un logement dans un quartier prisé avec vue sur le fleuve. Il montre à cette époque une grande concentration dans ses gravures, qui sont désormais « d'un grand raffinement », comme Joseph et la Femme de Putiphar. Il connaît une nouvelle baisse de production picturale en 1636 ; les commandes de portraits cessent. Il achève sa série du cycle de la Passion entre 1635 et 1639.

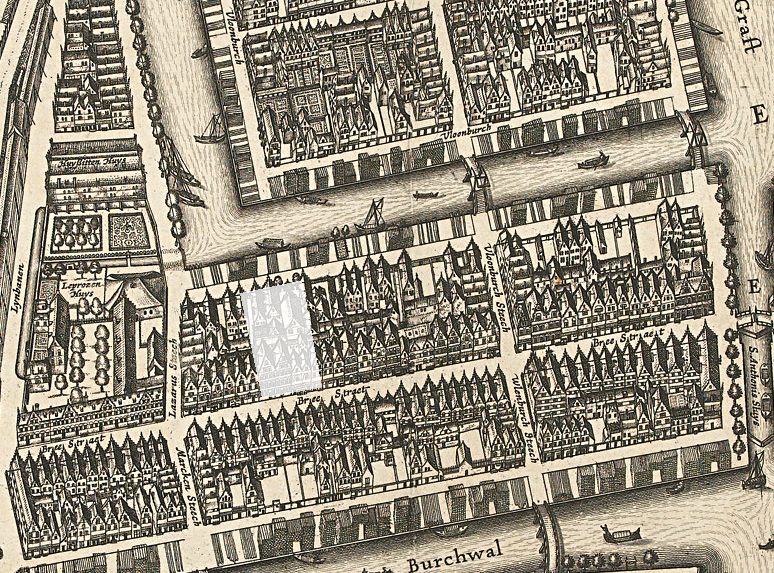
Carte du quartier de Vloonburch Steech où le rectangle figure l'endroit où habitaient Spinoza et Rembrandt à partir de 1639.

Cette année-là, Rembrandt et Saskia, qui vivent désormais dans une plus grande aisance financière, déménagent dans une grande maison cossue achetée le 5 janvier 1639 (qui deviendra le musée de la maison de Rembrandt), récemment modernisée, dans la Breestraat, un quartier prisé où résident des artistes et des marchands d'art ; Nicolaes Eliaszoon Pickenoy est leur voisin. Cette maison plus spacieuse lui permet de recevoir et d'exposer, mais il doit souscrire une hypothèque de 13 000 florins et contracte un lourd emprunt qu'il souhaite rembourser en cinq à six ans, qui deviendront la cause principale de ses difficultés financières ultérieures. Rembrandt a promis au propriétaire — une femme avec des problèmes mentaux — de payer un quart du prix d’achat dans un an. Pour une raison inconnue, l’achat n’est pas enregistré à l’hôtel de ville et doit être renouvelé en 1653,.
Le quartier abrite de nombreux immigrants et devient le quartier juif. Sa maison est presque adossée à celle de la famille Spinoza ; Rembrandt a dû croiser le jeune Baruch dans les rues avoisinantes et s'est inspiré de la communauté juive pour nombre de ses œuvres,. Rembrandt va trouver fréquemment ses voisins juifs de la Breestraat pour réaliser ses scènes de l'Ancien Testament.
En plus de son activité artistique, Rembrandt fait le commerce d'œuvres d'art et constitue une collection d'objets historiques et scientifiques, de plantes et d'animaux ainsi que d'objets de pays lointains comme l'Inde. En 1638, il poursuit les proches de sa femme, qui l'ont accusée d'extravagance, pour diffamation. Ceux-ci justifient cette accusation par le fait que leur héritage d'environ 40 000 florins est presque épuisé.

### Vie privée et succès artistiques (1640-1654)

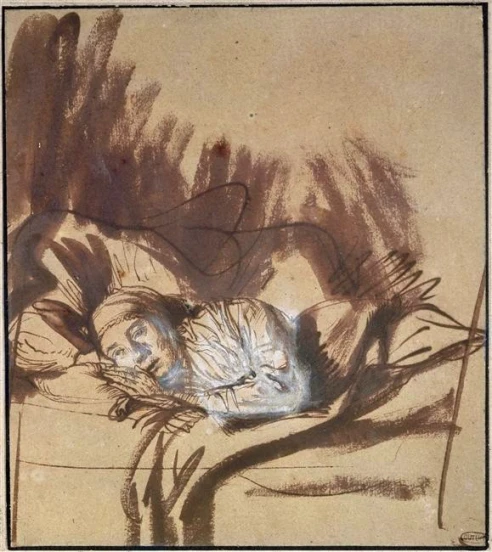
Femme malade au lit, probablement Saskia, épouse du maître, dessin (vers 1638-1639, Petit Palais, Paris).

Bien qu'il soit désormais aisé, le couple subit plusieurs revers personnels ; leur fils Rumbartus (autre orthographe Rombartus), baptisé le 15 décembre 1635, meurt deux mois après sa naissance en 1635 et leur fille Cornelia à seulement trois semaines en 1638. Un mois plus tard, la mère de l'artiste décède également. En 1640, ils ont une deuxième fille, également nommée Cornelia, qui meurt après avoir vécu à peine plus d'un mois. Seul leur quatrième enfant, Titus, né en 1641, survit jusqu'à l'âge adulte. Saskia meurt en 1642, probablement de la tuberculose. Les dessins de Rembrandt la représentant sur son lit de malade et de mort comptent parmi ses œuvres les plus émouvantes,.
Pendant la maladie de Saskia, Geertje Dircx, jeune veuve sans enfant, est embauchée comme gouvernante et nourrice sèche de Titus et noue une relation particulièrement étroite avec l'enfant. Entre 1643 et 1649, Rembrandt partage sa vie avec elle. En 1648, lorsqu'elle tombe gravement malade, elle rédige, à la demande de Rembrandt, son testament où elle lègue à Titus les bijoux de Saskia que Rembrandt lui avait offerts et le considère comme son principal héritier. Cette liaison entre un veuf et la nourrice de son fils provoque un scandale. Rembrandt ne peut pas se remarier car par testament il perdrait alors l'héritage de Saskia. En 1649, Geertje part et accuse l'artiste de kranzgeld, un euphémisme signifiant « argent de la couronne » désignant les réparations financières qu'un homme doit payer à une femme dont il a pris la virginité s'il ne l'épouse pas. Elle entame et gagne un procès contre Rembrandt au sujet de la promesse de mariage. Rembrandt avait tenté de régler l'affaire à l'amiable, mais Geertje avait mis en gage la bague qu'il lui avait donnée et qui appartenait autrefois à Saskia pour subvenir à ses besoins. Le tribunal déclare notamment que Rembrandt doit verser une pension alimentaire, à condition que Titus reste son seul héritier et qu'elle ne vende aucun des biens de l'artiste. L'année suivante, alors qu'elle met en gage d'autres bijoux qu'elle a reçus de Rembrandt, contrairement à l'accord conclu devant le tribunal, lui et son frère recueillent des déclarations incriminantes contre elle et lui font passer cinq ans dans un asile, le Spinhuis à Gouda, après l'avoir accusée de mauvaises mœurs, de conduite déraisonnable et de vol. Rembrandt paie son voyage pour la faire interner. En août 1656, elle figure sur la liste des sept principaux créanciers de l'artiste.

La Ronde de nuit (1642, Rijksmuseum Amsterdam).

Artistiquement, Rembrandt prend un tournant lorsqu'il commence à se consacrer à la peinture et à la gravure de paysage. À partir de 1642, alors que les années précédentes se caractérisent par une forte productivité, son activité artistique décroit désormais nettement ; sa production d'eaux-fortes se stabilise jusqu'à la fin de sa carrière autour de six estampes par an. Il connaît toutefois un grand succès commercial, étant l'un des peintres les plus demandés de la ville et son atelier ayant beaucoup de succès,. Il réalise d'importantes gravures dans tous les genres, mais le sommet artistique de cette période est le tableau La Ronde de nuit (De Nachtwacht, Rijksmuseum Amsterdam, 1642) : l'œuvre originale mesure 440 × 500 cm (mais sera plus tard diminuée) et constitue le portrait de 18 membres d'une milice civile d'une façon dynamique, révolutionnaire pour son temps.
En 1645, la jeune Hendrickje Stoffels devient la nouvelle servante de la maison ; début 1649, Rembrandt entame une relation avec elle. Elle est peut-être la cause du départ de Geertje. La vie privée de Rembrandt est très agitée. 1649 est la seule année où Rembrandt ne réalise aucun tableau ni estampe — à noter cependant, que bien que non datée, l'une de ses plus remarquables estampes, La Pièce aux cent florins, est achevée à cette période, après un long processus. Il s'identifie également fortement à son rôle de père et prend particulièrement soin de son fils Titus. Rembrandt aborde également sa situation familiale dans des œuvres, comme le dessin représentant un homme nourrissant un enfant.
Il vit à cette époque, sans doute en partie en raison de ses démêlés avec Geertje, « une situation financière catastrophique, l'artiste n'étant pas en mesure de régler ses hypothèques ni d'acquitter ses impôts ». Il reçoit très peu de commandes, les années 1650 étant moins prolifiques que la seule année 1632, alors que c'est sa principale source de revenus. On ne connaît par exemple qu'une seule eau-forte et un seul tableau de Rembrandt datés de 1653.
En 1652, il est chargé par le mécène sicilien Antonio Ruffo de peindre Aristote contemplant le buste d'Homère. Malgré des commandes, le produit de la vente des eaux-fortes et les revenus de ses activités comme maître, il ne parvient pas à rembourser ses dettes et doit continuer à emprunter de l'argent.
|                             |  |                                        |
| Le Christ et la Samaritaine |  | Joseph accusé par la Femme de Putiphar |

En juillet 1654, Hendrickje est enceinte et reçoit une convocation de l'Église réformée néerlandaise pour répondre à l'accusation « d'avoir commis des actes de putain avec Rembrandt le peintre ». Elle l'admet et est interdite de recevoir la communion. Rembrandt n'est pas sommé de comparaître au synode de l'Église dont il ne semble pas avoir été un membre très actif. Après avoir été condamnée par le synode de l'Église pour fornication, Hendrickje donne naissance à Cornelia en 1654. Rembrandt ne l'épouse pas, car cela lui ferait toujours perdre l'accès à une fiducie établie pour Titus dans le testament de Saskia.
Il se consacre à des sujets religieux, aussi bien dans ses estampes que dans ses tableaux, notamment Le Christ et la Samaritaine (1659, musée de l'Ermitage, Saint-Pétersbourg) et Joseph accusé par la Femme de Putiphar (1655, Gemäldegalerie, Berlin), peints « à double, peut-être sous la pression de sa situation financière désespérée ».

### Insolvabilité (1653-1658)

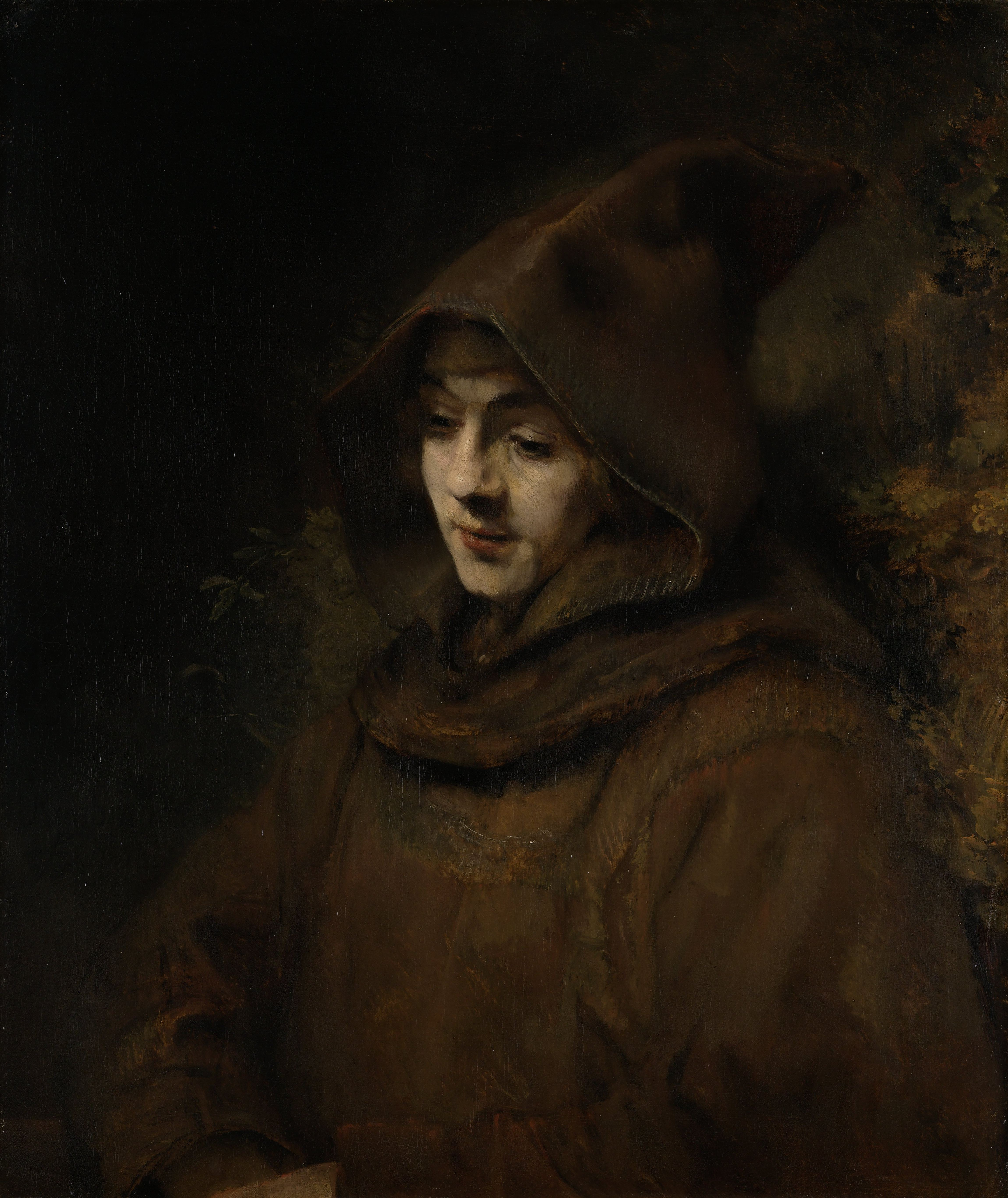
Titus en moine (1660, Rijksmuseum Amsterdam).

Rembrandt vit au-dessus de ses moyens, achetant des estampes, des œuvres, des pièces d'art et des costumes du monde entier ; sa collection lui sert de modèle pour ses peintures. En janvier 1653, la vente de la propriété est officiellement conclue mais il doit encore payer la moitié de l'hypothèque. Les créanciers commencent à exiger des versements, Rembrandt refuse et demande un report. La maison a besoin de travaux de menuiserie : il doit emprunter, entre autres, de l'argent à Jan Six. En 1655, Titus, âgé de 14 ans, fait un testament, faisant de son père l'unique héritier, excluant la famille de sa mère.
Après une année marquée par la peste et la première guerre anglo-néerlandaise, le marché de l'art a chuté ; Rembrandt demande un arrangement à la haute cour (cessio bonorum). Le 17 mai 1656, il cède sa maison à son fils Titus avant d'être déclaré en faillite peu de temps après : il déclare son insolvabilité, fait le bilan et cède volontairement ses biens. Les autorités et ses créanciers sont généralement accommodants avec lui, lui laissant tout le temps nécessaire pour payer ses dettes. Une vente aux enchères de 363 lots est organisée en novembre 1657 pour vendre ses tableaux et un grand nombre d'eaux-fortes, de dessins (certains de Raphaël, Andrea Mantegna et Giorgione). Jan van de Cappelle, entre autres, achète 500 des dessins et gravures de Lucas van Leyden, Hercules Seghers et Gortzius Geldorp. Il est autorisé à conserver tous ses outils, y compris sa presse à graver, comme moyen de revenu. Les prix réalisés dans la vente sont toutefois décevants. Il peint cette année-là La Leçon d'anatomie du docteur Deyman.
En février 1658, sa maison est vendue lors d'une vente aux enchères effectuée dans le cadre d'une saisie immobilière. La famille déménage rapidement dans un logis plus modeste loué au 184 du canal Rozengracht, où vivent principalement des classes socialement défavorisées. Il y mène une vie isolée parmi des amis mennonites et juifs. Début décembre 1660, la vente de la maison est conclue mais l'argent revient au tuteur de Titus : la tutelle de Titus est reprise par Louys Crayers (1623-1688), qui, à l'issue d'un long processus, obtient l'héritage de Titus de la masse de la faillite.
Il est difficile de connaitre la richesse de Rembrandt car il a surestimé la valeur de sa collection d'art ; quoi qu'il en soit, la moitié est destinée à l'héritage de Titus.

### Dernières années (1658-1669)

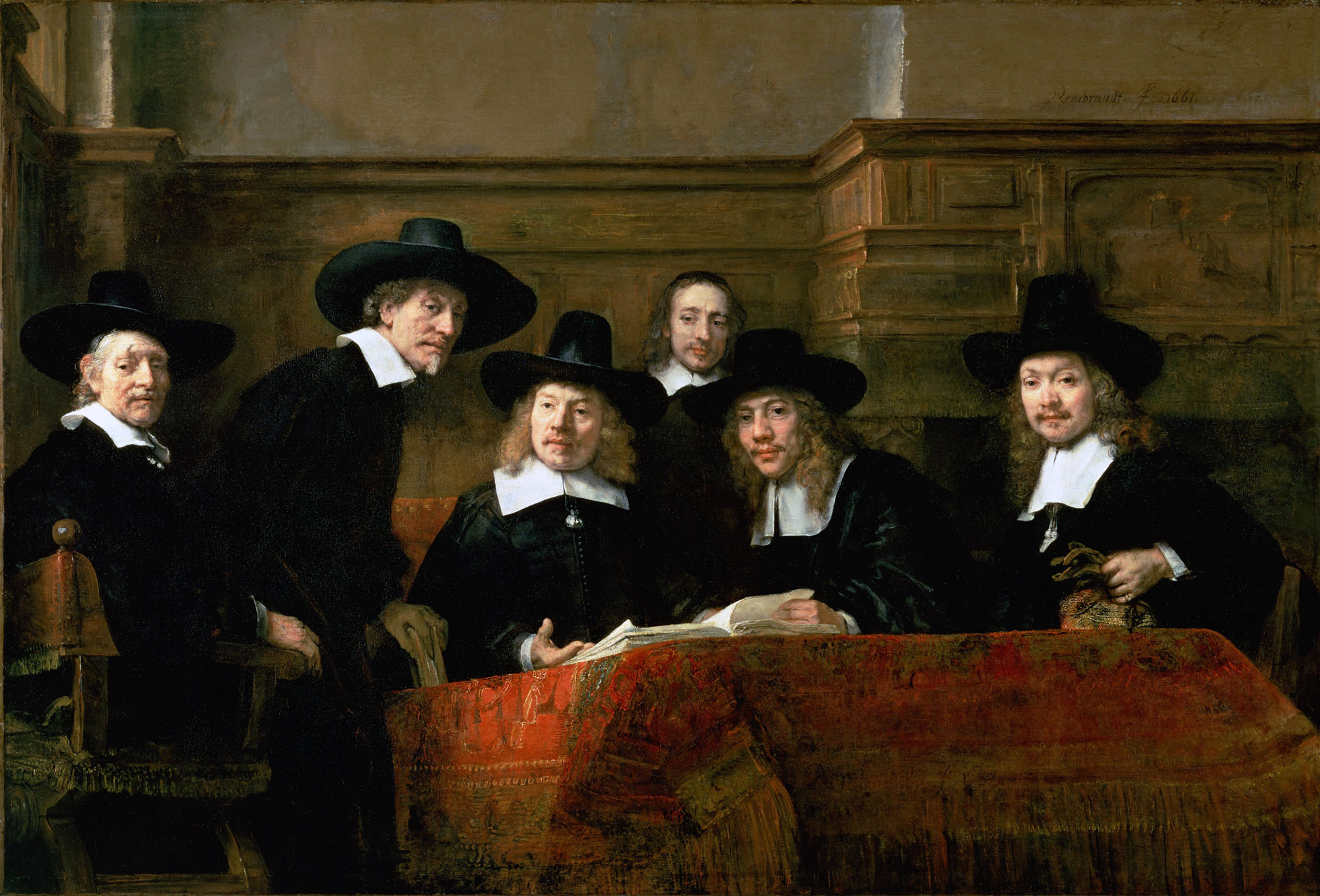
Le Syndic de la guilde des drapiers (1662, Rijksmuseum Amsterdam).

Sa compagne Hendrickje et Titus fondent en 1658 une association pour continuer le commerce d'œuvres d'art qu'ils ont entrepris avant ces événements et obtiennent l'exclusivité du commerce de celles de Rembrandt en contrepartie de l'obligation de l'entretenir toute sa vie. Cette association permet de soutenir matériellement Rembrandt mais aussi de protéger le commerce de ses œuvres, étant donné que lui-même n'en a légalement plus le droit,,. En 1660, ils emploient Rembrandt dans leur atelier d'art. Il maintient ainsi des contacts commerciaux, continue à accepter des commandes et enseigne aux étudiants. Malgré sa renommée qui continue à croître, les commandes diminuent et une grande toile de 1660, La Conspiration de Claudius Civilis (son tableau le plus grand), destiné à la nouvelle mairie d'Amsterdam, est refusée et retournée. Le fragment survivant ne représente qu'un quart de l'œuvre originale et est maintenant au Nationalmuseum de Stockholm. Il réalise néanmoins sa dernière commande en 1662 : Le Syndic de la guilde des drapiers.

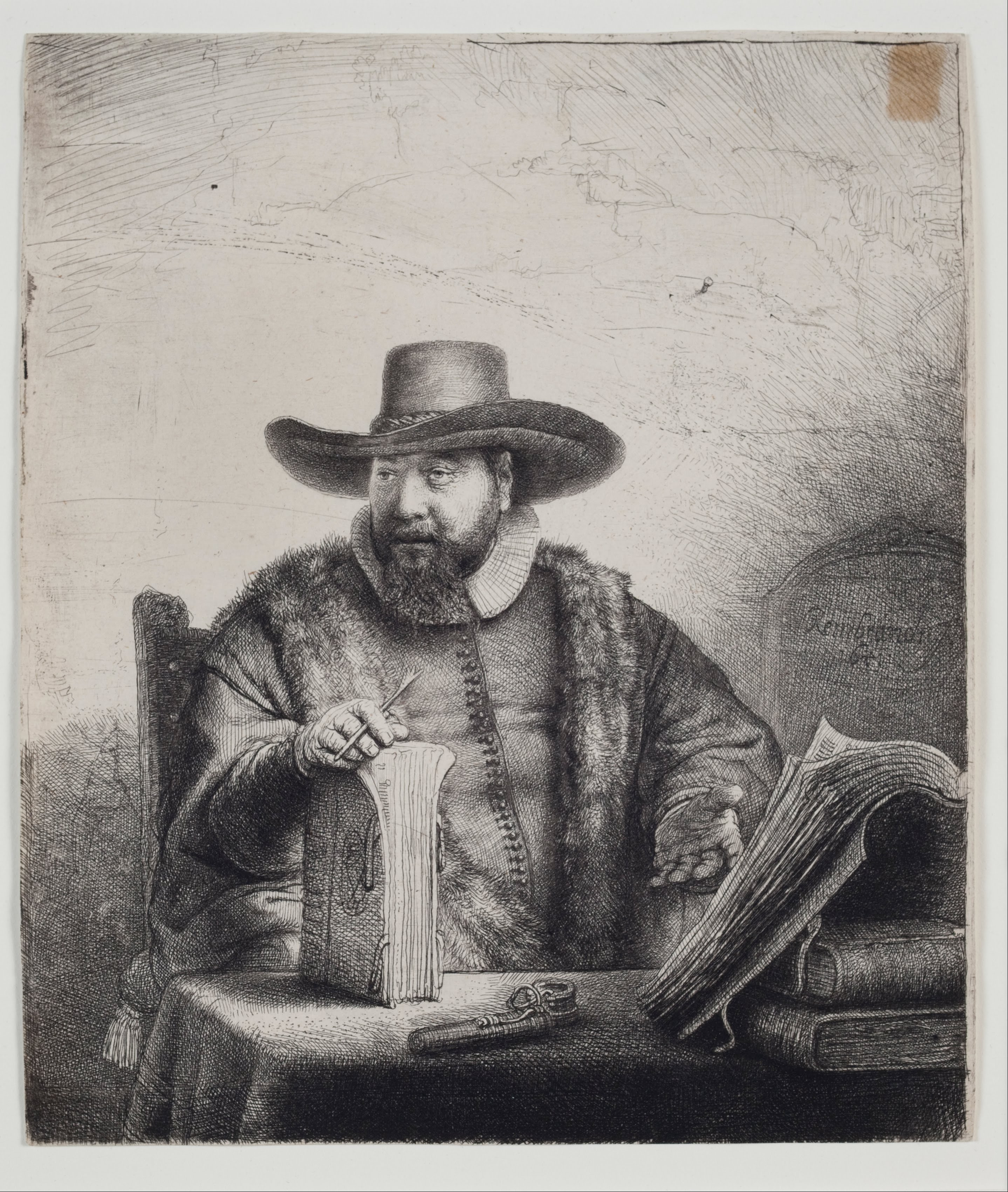
Cornelis Claesz. Anslo, eau-forte (1641, Zimmerli Art Museum, New Brunswick).

En 1663, Hendrickje meurt et Titus se marie, laissant Rembrandt complètement seul. Ces événements marquent ses contemporains, notamment Joost van den Vondel, le grand poète national qui écrit que lui-même et Rembrandt représentent « le moment baroque de l'« âge d'or » néerlandais, de ce XVIIe siècle qui [...] connut un épanouissement culturel sans précédent ». Van den Vondel a notamment défié Rembrandt de représenter la voix du ministre Cornelis Claesz Anslo dans un poème manuscrit au dos du portrait gravé par Rembrandt (1641) de ce dernier. Il fait le rapprochement avec ses œuvres, jugées plus obscures qu'avant, en le décrivant comme « l'ami et le fils de l'ombre, pareil au hibou nocturne ».
En mars 1663, alors que Hendrickje est malade de la peste, Titus est autorisé à agir : Isaac van Hertsbeeck, le principal créancier de Rembrandt, s'est adressé à la Haute Cour pour contester le fait que Titus devait être payé en premier. Il perd à plusieurs reprises et, en 1665, il doit rendre à Titus l'argent qu'il a déjà reçu ; Titus est alors déclaré majeur et reçoit son héritage,.
Les critiques de son époque, tels Joachim von Sandrart (Teutsche Academie, 1675), Samuel van Hoogstraten (Inleyding tot de Hooge Schoole der Schilderkonst, 1677), Arnold Houbraken (Le Grand Théâtre des peintres néerlandais, 1718-1721) et Gérard de Lairesse (Le Grand Livre des peintres, ou l'Art de la peinture considéré dans toutes ses parties, et démontré par principes... auquel on a joint les Principes du dessin, 1787) louent son génie mais réprouvent « son manque de goût, son naturalisme vulgaire, son dessin négligé, la rareté de sujets nobles dans son œuvre ». Rembrandt a suivi l'évolution du baroque international vers une phase plus classique, mais alors que son style personnel atteint son paroxysme, il s'éloigne de celui de ses contemporains, plus proche d'Antoine van Dyck, voire de ses élèves ou anciens compagnons d'ateliers comme Govaert Flinck et Jan Lievens.

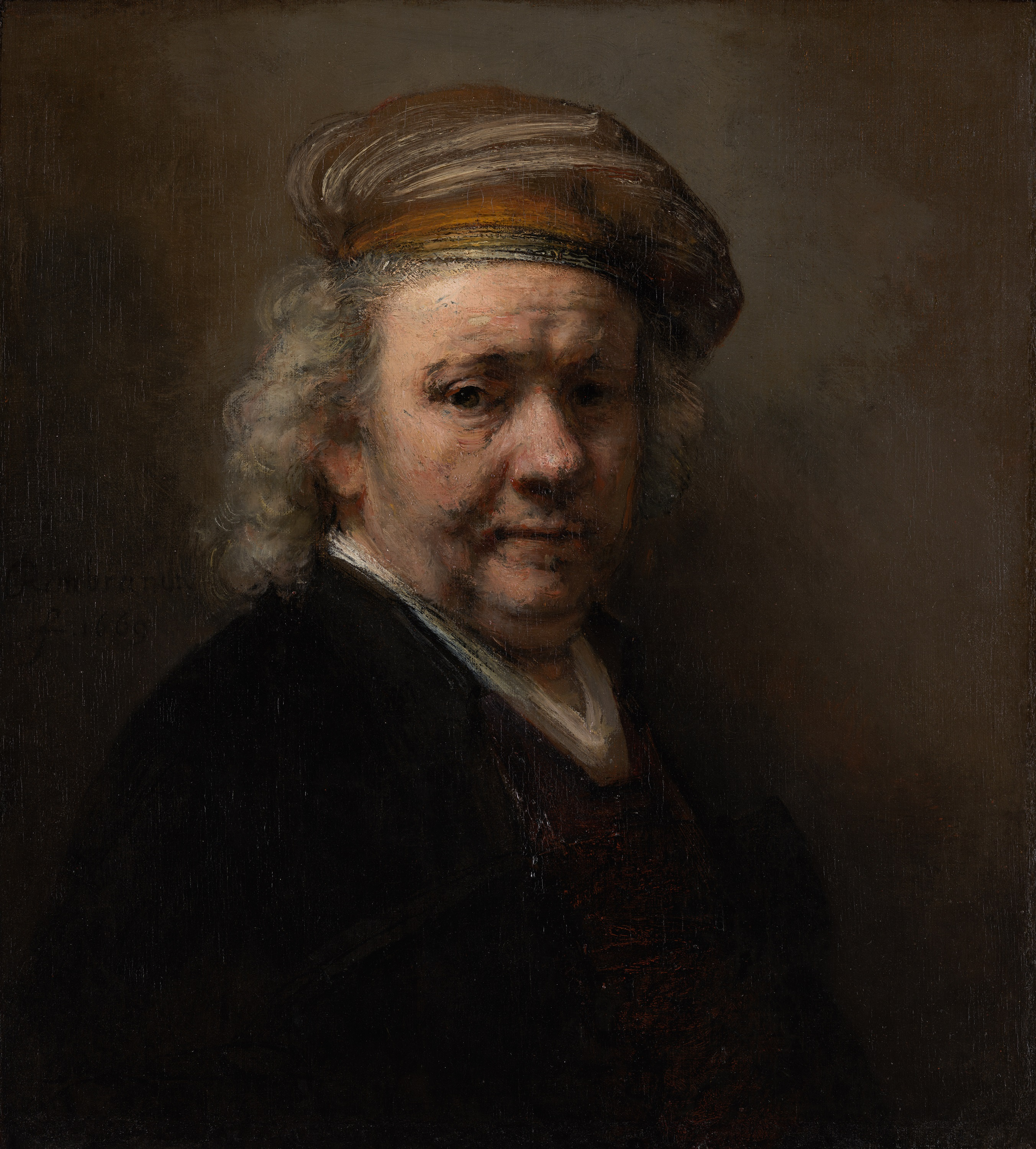
Le Dernier Autoportrait (1669, Mauritshuis, La Haye).

Malgré une image de solitaire incompris, Rembrandt continue à recevoir des commandes, notamment de portraits, provenant tout à la fois de particuliers, notamment de Jan Six, de corporations, comme l'atteste le fameux tableau Le Syndic de la guilde des drapiers (1662), et même à l'étranger : Antonio Ruffo lui commande un philosophe et reçoit Aristote contemplant le buste d'Homère (1653), puis plus tard, Alexandre le Grand (1661) et Homère (1663), ainsi que 189 eaux-fortes en 1669. Il continue par ailleurs à avoir des élèves, dont Philips Koninck et Arent de Gelder, son dernier apprenti. Il travaille sur La Fiancée juive (1667) et ses trois derniers autoportraits (1669) alors qu'il connait des arriérés de loyer. Cosme III de Médicis lui rend visite à deux reprises et retourne à Florence avec l'un de ses autoportraits.
Lors de ses huit dernières années, Rembrandt ne produit qu'une seule gravure : un portrait de commande « insignifiant ». Cette mise à l'écart de son art de prédilection ne s'explique pas par un quelconque empêchement lié à la vieillesse, mais, selon Sophie de Brussière, parce qu'il a déjà terminé l'exploration des techniques de la gravure — et en parallèle a réussi à obtenir ce qu'il a recherché pendant toute sa carrière de peintre, la « lumière-couleur » —, et n'y accorde plus d'attention.

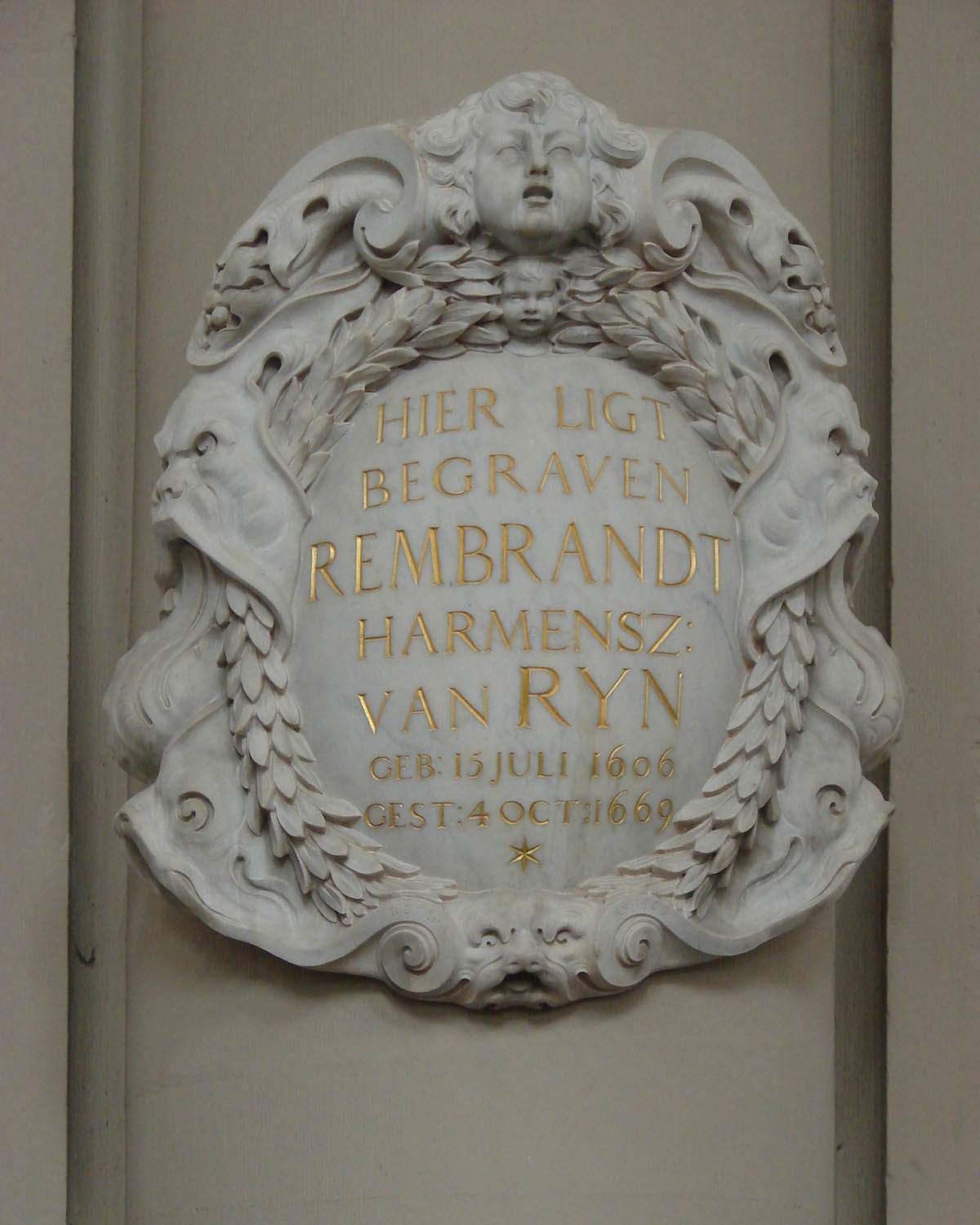
Plaque commémorative au Westerkerk Amsterdam.

Il survit aux disparitions de Hendrickje et Titus, inhumé le 7 septembre 1668, qui avait épousé Magdalena van Loo six mois plus tôt et qui laisse derrière lui une veuve enceinte. Il emménage avec sa belle-fille après cet événement et devient le parrain de sa petite-fille le 22 mars 1669.
Sa fille Cornelia, sa belle-fille Magdalena et sa petite-fille Titia sont à ses côtés quand il meurt le 4 octobre 1669 à Amsterdam. Désargenté, il est inhumé quatre jours plus tard dans une tombe louée dans l'église Westerkerk, où une plaque commémorative est déposée en 1906 sur une colonne septentrionale de la nef ; plus aucune trace de la tombe ne subsiste aujourd'hui, la famille van Rijn n'ayant plus assez d'argent pour y faire construire un tombeau personnel. Étant considéré comme un homme riche, les héritiers paient une somme d'argent substantielle en taxes funéraires. Le tableau Siméon au Temple, entamé en 1665 reste inachevé.
Cornelia (1654-1684), sa fille illégitime, s'installe à Batavia (Indes néerlandaises) en 1670 avec un peintre inconnu et l'héritage de sa mère. Son unique petite-fille, Titia (1669-1715), hérite d'une somme considérable de Titus. Selon Bob Wessels, avec plus de 20 conflits et litiges juridiques, dans tous les domaines de la vie et des affaires, Rembrandt a également mené une vie juridique et financière mouvementée.

## Œuvre

### Style

#### Caractéristiques

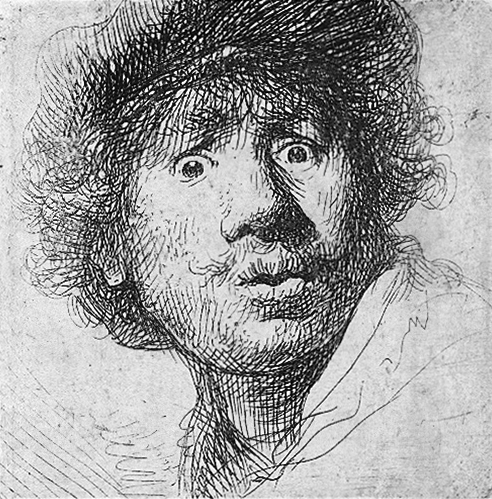
Rembrandt aux yeux hagards, autoportrait, eau-forte, (1630).

Dans une lettre à Huygens, Rembrandt donne la seule explication survivante sur ce qu'il cherche à réaliser à travers son art, écrivant : « le mouvement le plus grand et le plus naturel » (traduit de « de meeste en de natuurlijkste beweegelijkheid », le mot « beweegelijkheid » se traduisant par « émotion » ou « mouvement »). On ne sait pas s'il fait référence à des objectifs, à du matériel ou à autre chose, mais les critiques ont particulièrement attiré l'attention sur la façon dont Rembrandt a fusionné de manière transparente le monde terrestre et le spirituel.
Les experts du début du XXe siècle ont affirmé que Rembrandt avait produit plus de 600 peintures, près de 400 gravures et 2 000 dessins. Dans les années 1920, plus de 700 peintures lui sont encore attribuées. Des études plus récentes, des années 1960 à nos jours, notamment celles dirigées par le Rembrandt Research Project, ont évalué son œuvre à près de 300 peintures. Les gravures de Rembrandt, traditionnellement toutes dénommées eaux-fortes, bien que certaines d'entre elles soient réalisées en tout ou partie à la pointe sèche notamment, ont un total beaucoup plus stable d'un peu moins de 300. Il y a deux cents ans, Bartsch en a décompté 375. Des catalogues plus récents en ont ajouté trois (deux en impressions uniques) et en ont exclu suffisamment pour en décompter entre 279 et 289. Il est probable que Rembrandt ait réalisé beaucoup plus de dessins au cours de sa vie que 1 000, mais ceux qui subsistent sont plus rares que le nombre indiqué ; des projets de catalogue raisonné de tous les dessins de Rembrandt existent. Deux experts affirment que le nombre de dessins dont le statut autographe peut être considéré comme effectivement « certain » n'est pas supérieur à environ 75, bien que cela soit contesté.

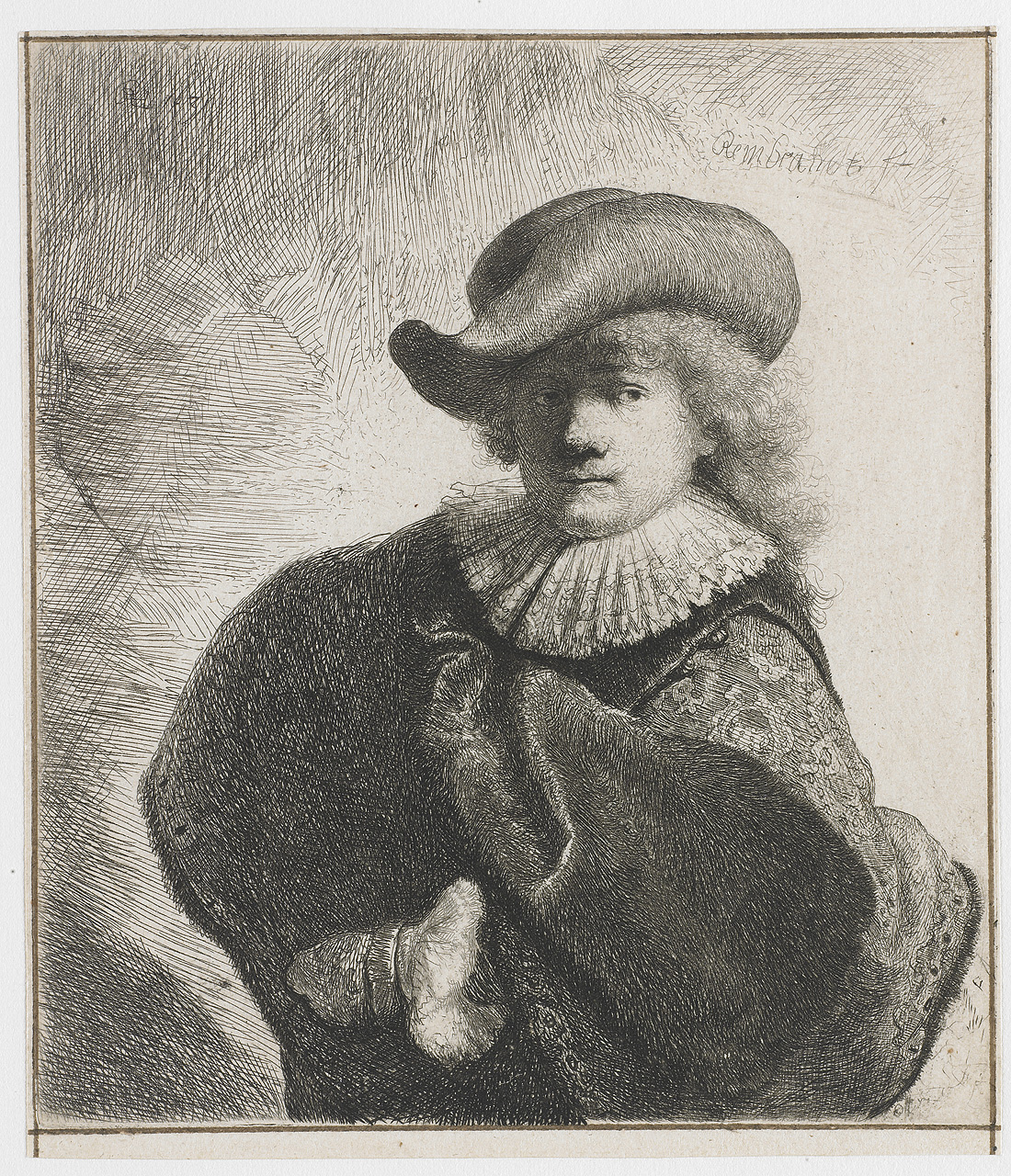
Autoportrait avec chapeau et une main sur la hanche (1631-1633, Rijksmuseum Amsterdam).

À une certaine époque, environ 90 peintures étaient dénombrées comme des autoportraits de Rembrandt, mais on sait maintenant que Rembrandt lui-même a demandé à ses étudiants de copier ses propres autoportraits dans le cadre de leur formation. Les recherches modernes ont réduit le nombre d'autographes à plus de quarante peintures, ainsi que quelques dessins et trente et une eaux-fortes, qui incluent plusieurs des images les plus remarquables de l'ensemble. Certains le montrent posant dans un déguisement historique ou exotique, se donnant un rôle ou faisant des grimaces. Ses peintures à l'huile retracent l'évolution d'un jeune homme dans l'incertitude, en passant par le portraitiste soigné et à succès des années 1630, jusqu'aux portraits troublés mais puissants de sa vieillesse. Ensemble, ils donnent une image remarquablement claire de l'homme, de son apparence et de sa constitution psychologique, comme le révèle son visage fortement patiné. Alors que l’interprétation répandue initialement est que ces peintures représentent un voyage personnel et introspectif, cette théorie est désormais rejetée, à la faveur de celle faisant de Rembrandt un artiste très conscient du marché de l'art : elles auraient davantage été peintes pour satisfaire un marché demandeur d'autoportraits par des artistes de premier plan.
Dans ses portraits et autoportraits, il incline le visage du modèle de telle sorte que l'arête du nez forme presque toujours la ligne de démarcation entre les zones fortement éclairées et les zones sombres. Un visage de Rembrandt est un visage partiellement éclipsé ; le nez, brillant et mis en évidence, plongeant dans l'énigme des demi-teintes, sert à dramatiser et à attirer l'attention du spectateur sur la division entre un flot de lumière d'une clarté écrasante et un crépuscule maussade.
L'utilisation du clair-obscur, l'emploi théâtral de la lumière et de l'ombre dérivé du Caravage, ou, plus probablement, de l'école caravagesque d'Utrecht, adapté à des fins très personnelles, figurent parmi les caractéristiques les plus importantes de son œuvre. L'originalité des techniques (son utilisation de l’impasto) et du traitement de la couleur, la lumière et l'espace est la raison principale du succès de l'œuvre peint et gravé de l'artiste : les amateurs cherchaient avant tout un échantillon de son art.
Il convient également de noter sa présentation dramatique et vivante des sujets, dépourvue de la formalité rigide que ses contemporains affichaient souvent, et une compassion profondément ressentie pour l'humanité, indépendamment de la richesse et de l'âge. Sa famille immédiate — sa femme Saskia, son fils Titus et sa concubine Hendrickje — figurent souvent en bonne place dans ses peintures, dont beaucoup ont des thèmes mythiques, bibliques ou historiques.

#### Périodes, thèmes et styles

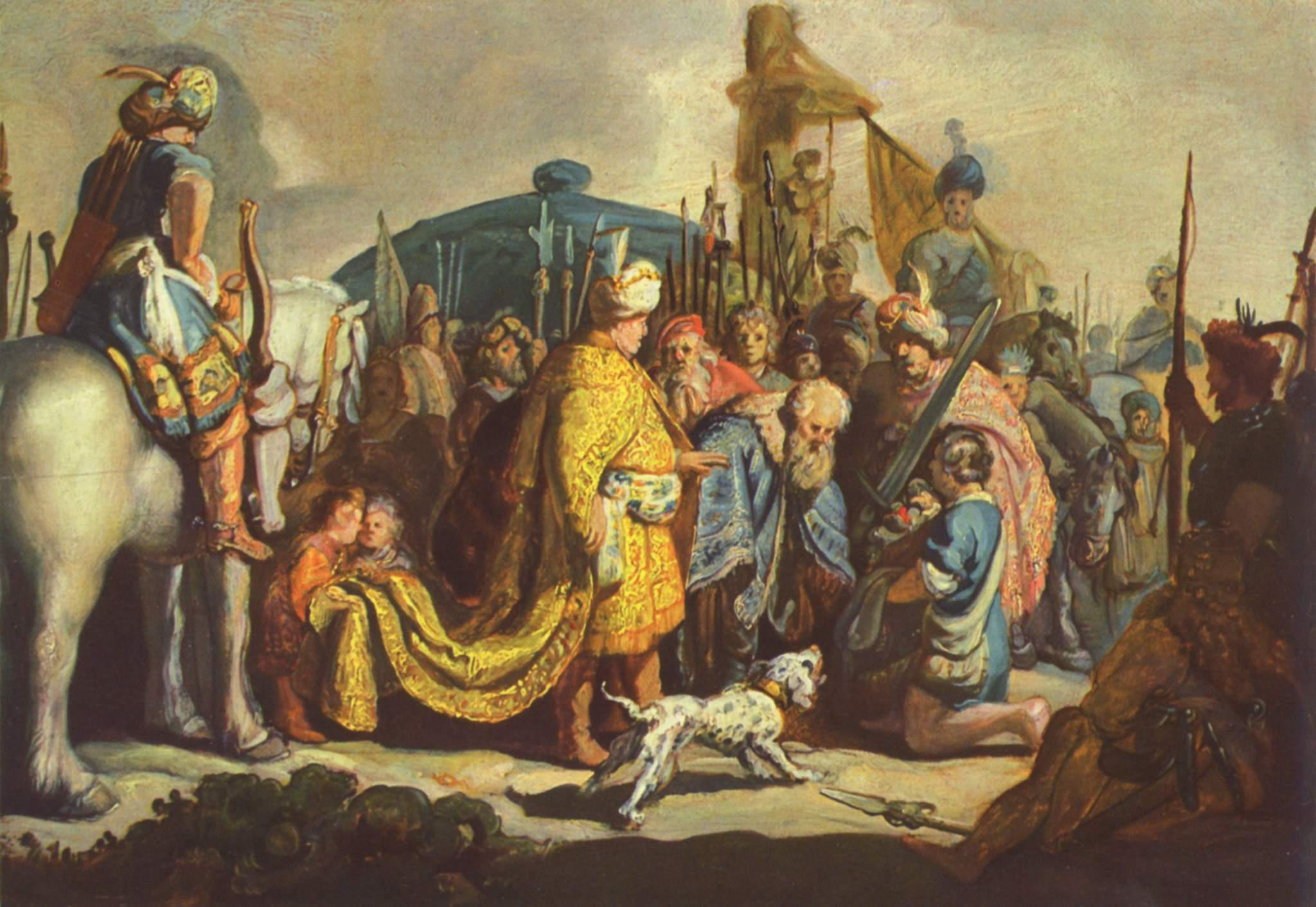
David présentant à Saül la tête de Goliath (1627, Kunstmuseum, Bâle), huile sur toile,. Cette œuvre est typique, par son format comme par la richesse des détails, de la « période de Leyde » du jeune Rembrandt.

Tout au long de sa carrière, Rembrandt a pris comme sujets principaux les thèmes du portrait, y compris des autoportraits, du paysage et de la peinture narrative. Il a été particulièrement loué par ses contemporains pour la dernière, qui l'ont reconnu comme un interprète magistral des histoires bibliques pour son habileté à représenter les émotions et son souci du détail. Sur le plan stylistique, ses peintures ont progressé de la manière « lisse » précoce, caractérisée par une technique fine dans la représentation de la forme illusionniste, au traitement « rugueux » tardif des surfaces de peinture richement mélangées, qui permet un illusionnisme de forme suggéré par la qualité tactile de la peinture elle-même.
Une évolution parallèle est visible dans les qualités de Rembrandt en tant que graveur. Dans les eaux-fortes de sa maturité, en particulier à partir de la fin des années 1640, la liberté et l'ampleur de ses dessins et peintures trouvent également leur expression dans le médium imprimé. Les œuvres embrassent un large éventail de sujets et de techniques, laissant parfois de grandes zones de papier blanc pour suggérer l'espace, à d'autres moments recourant aux enchevêtrements de lignes complexes pour produire de riches tons sombres.
Pendant sa période à Leiden, de 1625 à 1631, l'influence de Lastman est la plus marquante. Les peintures sont de taille modeste mais très détaillées (costumes, bijoux). Les thèmes religieux et allégoriques sont privilégiés, tout comme les tronies. En 1626, Rembrandt produit ses premières eaux-fortes, dont la large diffusion explique en grande partie sa renommée internationale. En 1629, il achève Judas retournant les trente pièces d'argent et Le Peintre dans son atelier, œuvres qui témoignent de son intérêt pour le maniement de la lumière et la variété des applications de peinture, et qui constituent sa première évolution majeure en tant que peintre.

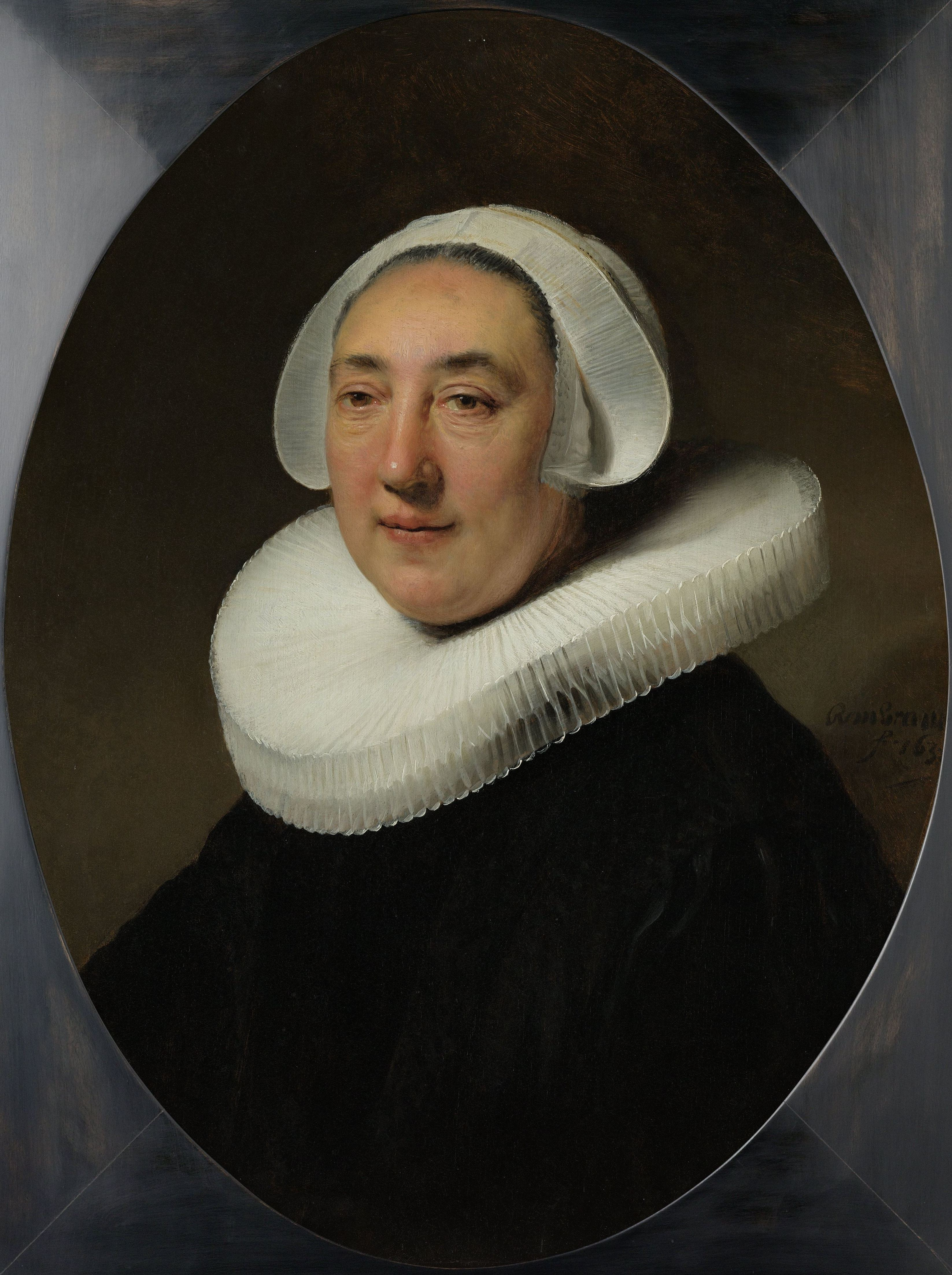
Portrait de Haesje Jacobsdr. van Cleyburg (Rijksmuseum Amsterdam) achevé au plus fort de son succès commercial en 1634.

Au cours de ses premières années à Amsterdam (1632-1636), il commence à peindre des scènes bibliques et mythologiques dramatiques de grand format, utilisant des tons puissants et des contrastes forts (L'Aveuglement de Samson, 1636, Le Festin de Balthazar, v. 1635, Danaé, 1636, retravaillée plus tard), cherchant à imiter le style baroque de Rubens. Dans l'atelier d'Uylenburgh, il peint de nombreuses commandes de portraits à la fois de petit (Portrait de Jacob de Gheyn III, 1632) et de grand format (Portrait de Jan Rijcksen et de sa femme Griet Jans, 1633, La Leçon d'anatomie du docteur Tulp, 1632), avec l'aide occasionnelle d'assistants.
À la fin des années 1630, il réalise de nombreux paysages, ainsi que des gravures inspirées par les thèmes de la nature, qui est parfois vue de façon agressive : arbres arrachés par les tempêtes, nuées menaçantes… : Paysage d'orage (1638) ; Les Trois Arbres, 1643). À partir de 1640, son travail gagne en sobriété et reflète les tragédies familiales qu'il traverse. L'exubérance est remplacée par une intériorisation des sentiments qui le tourmentent. Les scènes bibliques sont désormais plus souvent issues du Nouveau Testament que de l'Ancien Testament, contrairement à ces œuvres précédentes. La taille des toiles diminue également, à l'exception notable de La Ronde de nuit (1642), la plus importante des commandes de portraits de groupe qu'il reçoit à cette période ; il cherche à travers celles-ci des solutions aux problèmes de composition et de narration qu'il avait eus dans les œuvres précédentes.

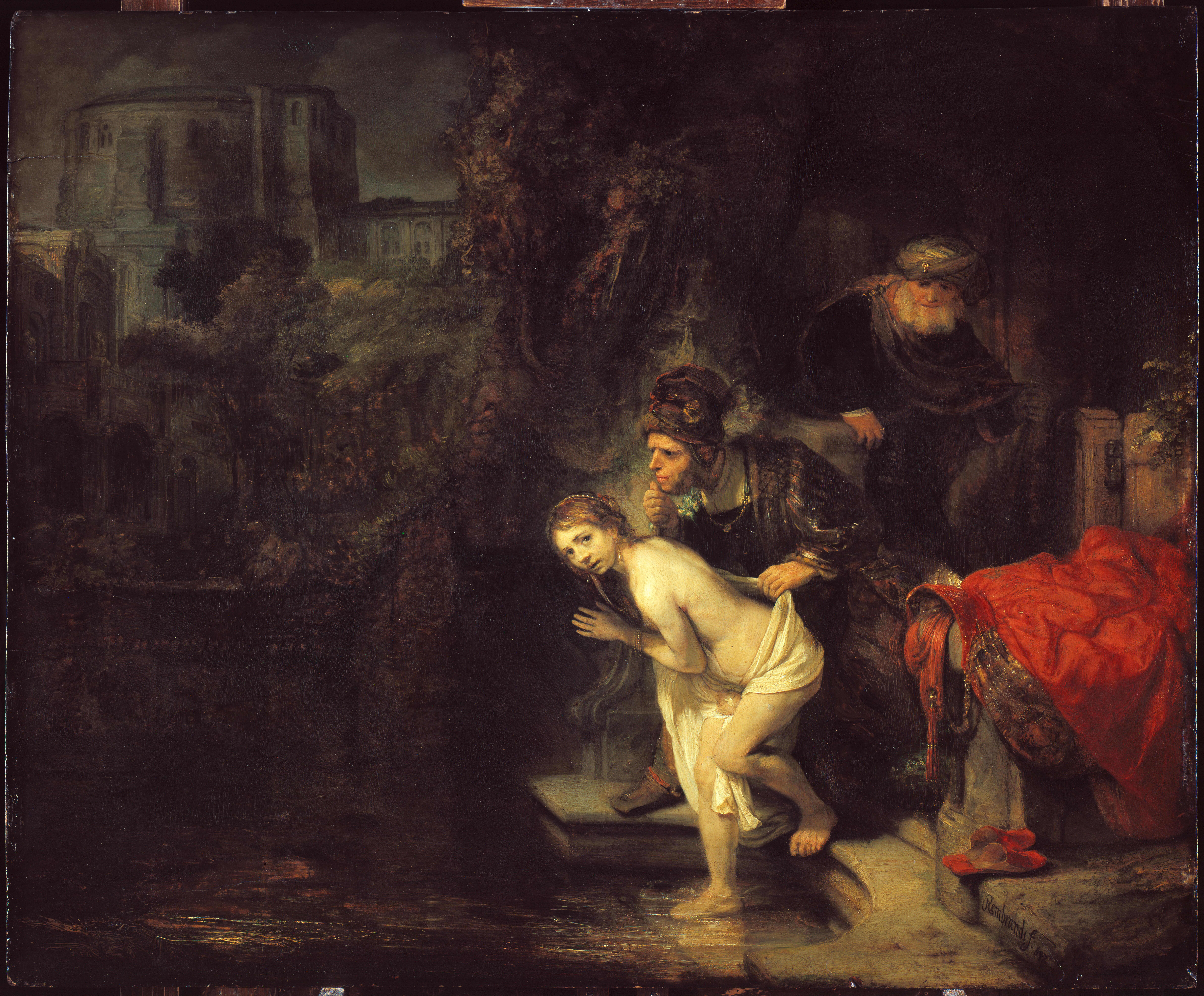
Suzanne et les deux vieillards (1647, Gemäldegalerie, Berlin).

À partir de 1640, on observe une nette diminution des œuvres peintes au profit des gravures et des dessins de paysages, où les forces sombres de la nature laissent place à de paisibles scènes hollandaises rurales. Il se remet néanmoins à peindre de grandes toiles et utilise des couleurs plus riches ; les coups de pinceaux regagnent en force. La tendance précédente à créer des effets dramatiques principalement par de forts contrastes de lumière et d'ombre cède la place à l'utilisation d'un éclairage frontal et de zones de couleur plus grandes et plus saturées. Simultanément, les personnages sont placés parallèlement au plan de l'image. Il semble prendre de la distance par rapport à son œuvre précédente et il s'éloigne aussi de la mode du moment, qui favorise le détail et la finesse de réalisation. Ces changements peuvent être considérés comme une évolution vers un mode de composition classique et, compte tenu également de l'utilisation plus expressive du pinceau, peuvent indiquer une familiarité avec l'École vénitienne (Suzanne et les deux vieillards).
Dans les années 1650, le style de Rembrandt change à nouveau. Les couleurs deviennent plus riches et les coups de pinceau plus prononcés. Avec ces changements, Rembrandt s'éloigne de ses œuvres antérieures et de la mode de son époque, qui s'oriente de plus en plus vers des œuvres fines et détaillées. Son utilisation de la lumière devient plus irrégulière et dure, la brillance devient presque inexistante. Son approche singulière de l'application de la peinture peut avoir été suggérée en partie par sa familiarité avec le travail de Titien — dont il s'est probablement inspiré pour l'utilisationde l'impasto, — et pourrait être vue dans le contexte de la discussion alors présente sur la « finition » et la qualité de surface des peintures. Les récits contemporains à Rembrandt remarquent parfois avec désapprobation la grossièreté de son coup de pinceau ; l'artiste lui-même aurait dissuadé les visiteurs de regarder de trop près ses peintures. La manipulation tactile de la peinture peut encore évoquer les procédures médiévales, lorsque les effets mimétiques du rendu informaient la surface d'une peinture. Le résultat est une manipulation richement variée de la peinture, profondément stratifiée et souvent apparemment aléatoire, qui suggère la forme et l'espace d'une manière à la fois illusoire et très individuelle.

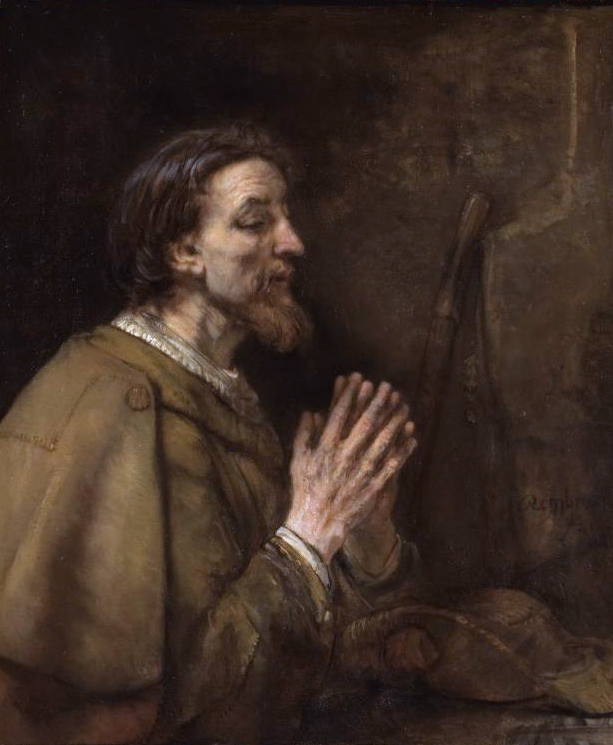
Saint Jacques le Majeur (1661, coll. priv.).

Par la suite, il reprend souvent des thèmes bibliques, mais l'accent se déplace des scènes de groupe dramatiques vers des personnages intimes ressemblant à des portraits (Saint Jacques le Majeur, 1661). Au cours de ses dernières années, Rembrandt peint ses autoportraits les plus profondément introspectifs (quinze de 1652 à 1669) et plusieurs images émouvantes d'hommes et de femmes (La Fiancée juive, v. 1666) — dans l'amour, dans la vie et devant Dieu,.
Après la mort de sa compagne Hendrickje Stoffels en 1663, les dernières années de sa vie sont marquées par de nombreux autoportraits, sur lesquels on voit son visage empreint de souffrance et marqué par les épreuves qu'il a traversées.
Rembrandt n'est pas un peintre de la beauté ou de la richesse, mais il montre la compassion et l'humanité, qui ressortent dans l'expression de ses personnages, qui sont parfois indigents ou usés par l'âge. En raison de son empathie pour la condition humaine, il a été reconnu comme « l'un des grands prophètes de la civilisation » par plusieurs historiens.

### Œuvre peint

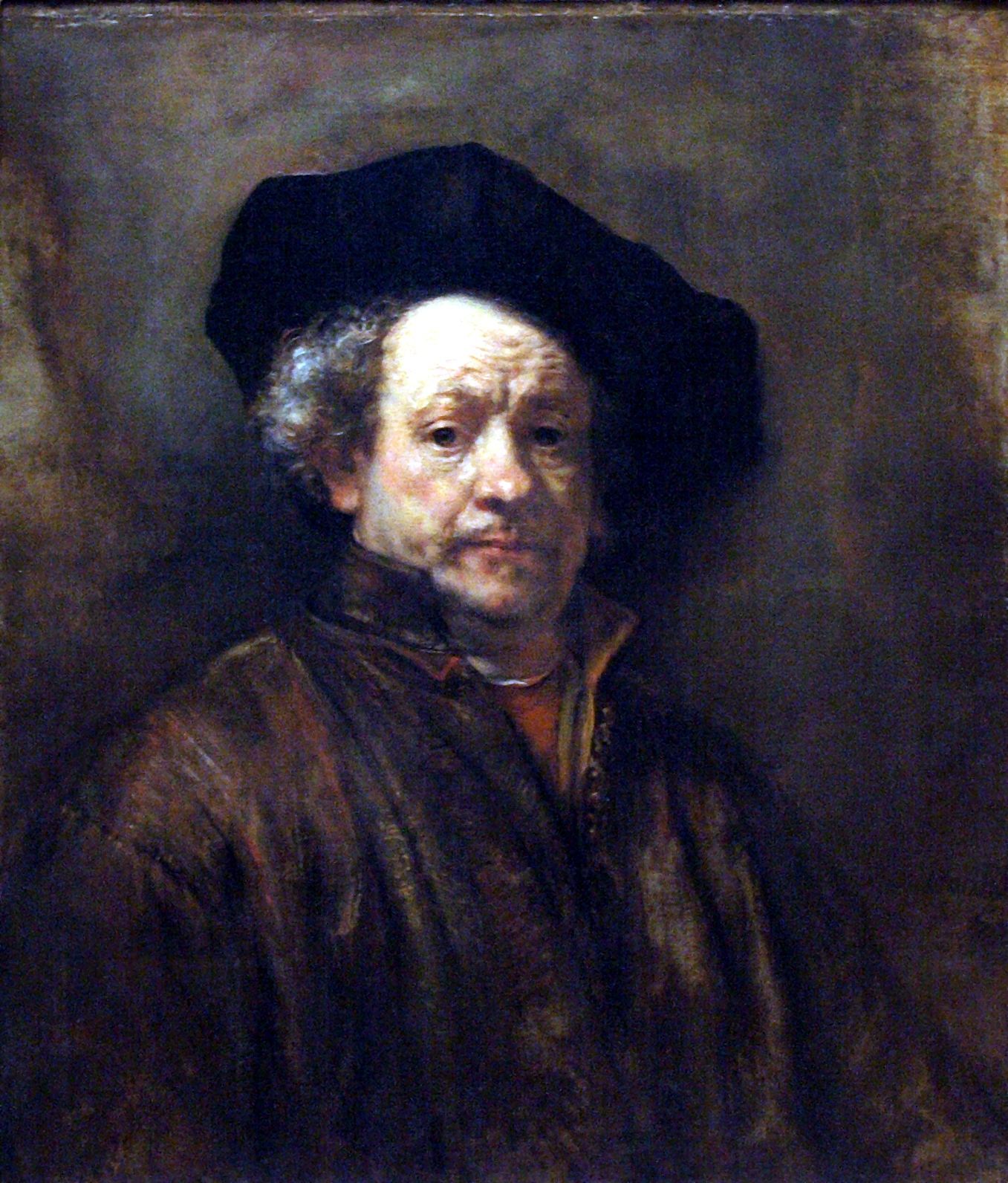
L’Autoportrait de 1660 (Metropolitan Museum of Art, New York) est représentatif de son utilisation de l’impasto et du clair-obscur.

La peinture de Rembrandt procède par la superposition de couches de glacis (tons de terre, procédé du clair-obscur), cette matière ou « manière brute » s'opposant à la « manière lisse » de la génération suivante de peintres hollandais.
En opposition avec le style lisse et fini de ses contemporains, il est aussi connu pour la matérialité de sa peinture et son style rugueux — notamment avec son utilisation de l'impasto qu'il pose sur les parties les plus claires pour créer des reflets sur les irrégularités de la pâte : « ces scintillements contribuent à cette extraordinaire puissance de la lumière qui caractérise les tableaux de Rembrandt, y compris ses autoportraits »,,.

#### Peinture d'histoire
De nombreuses peintures de Rembrandt peuvent être attribuées au genre de la peinture d'histoire. Elles représentent des scènes de l'Ancien et du Nouveau Testament, des scènes de la mythologie gréco-romaine ou des portraits de personnages historiques. Rembrandt a développé une représentation particulièrement condensée de l'action, de sorte que des connexions narratives qui le dépassent s'expriment dans la représentation d'un moment précis. L'accent mis sur l'histoire est également une conséquence de sa formation avec le peintre d'histoire Pieter Lastman, sur les thèmes et les compositions duquel Rembrandt s'oriente d'abord, comme dans l'une de ses premières œuvres, La Lapidation de saint Étienne (1625). Rembrandt utilise la composition d'un tableau perdu du peintre sur le même sujet, mais avec déjà son utilisation typique de l'ombre et de la lumière. Les pharisiens et les anciens en arrière-plan sont éclairés brillamment alors que les investigateurs de l'exécution et ceux qui y procèdent au premier plan sont dans l'ombre. Rembrandt utilise ce type de composition à de nombreuses reprises pour mettre l'accent sur les personnes et les actions.

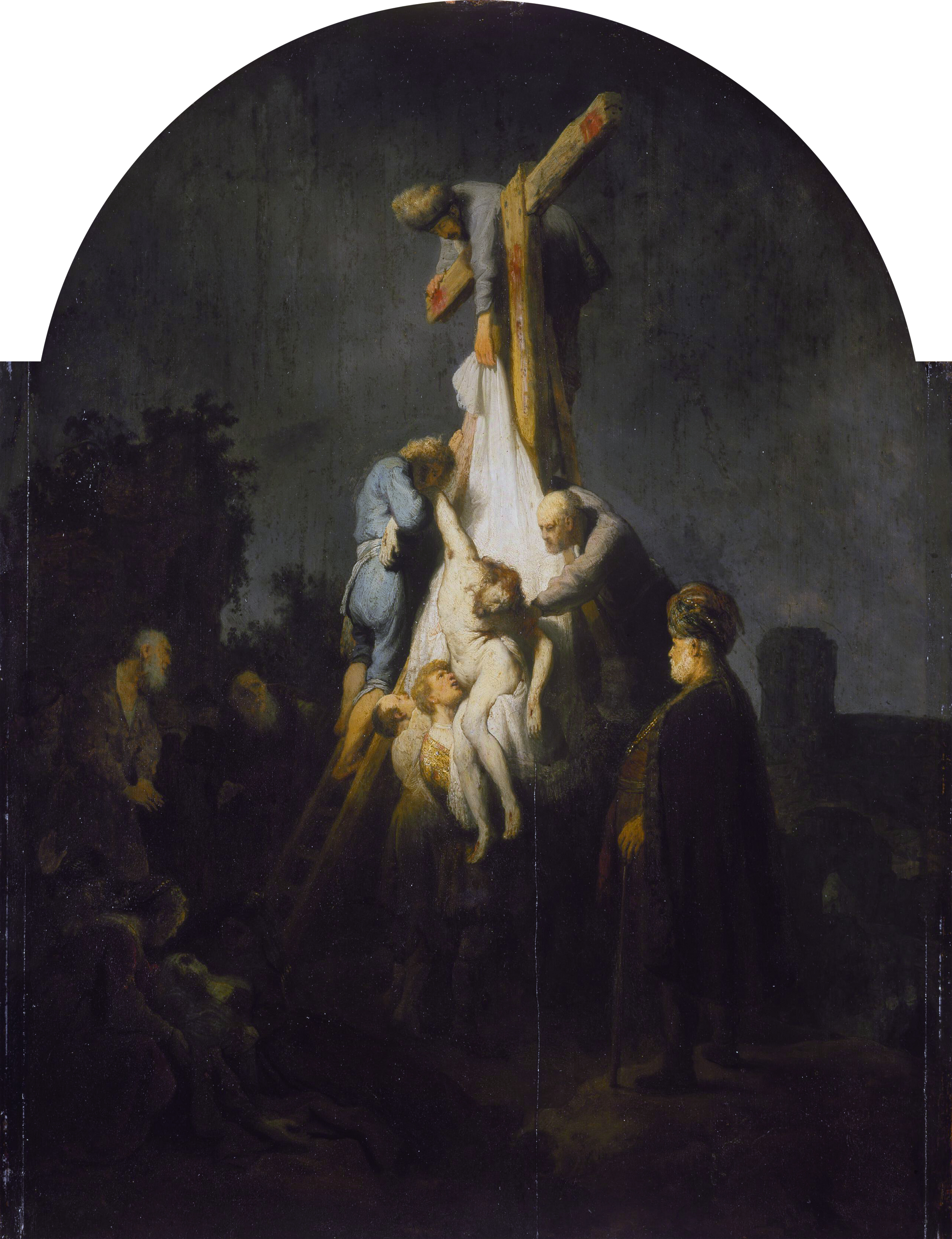
Descente de la croix (1633, Alte Pinakothek, Munich).

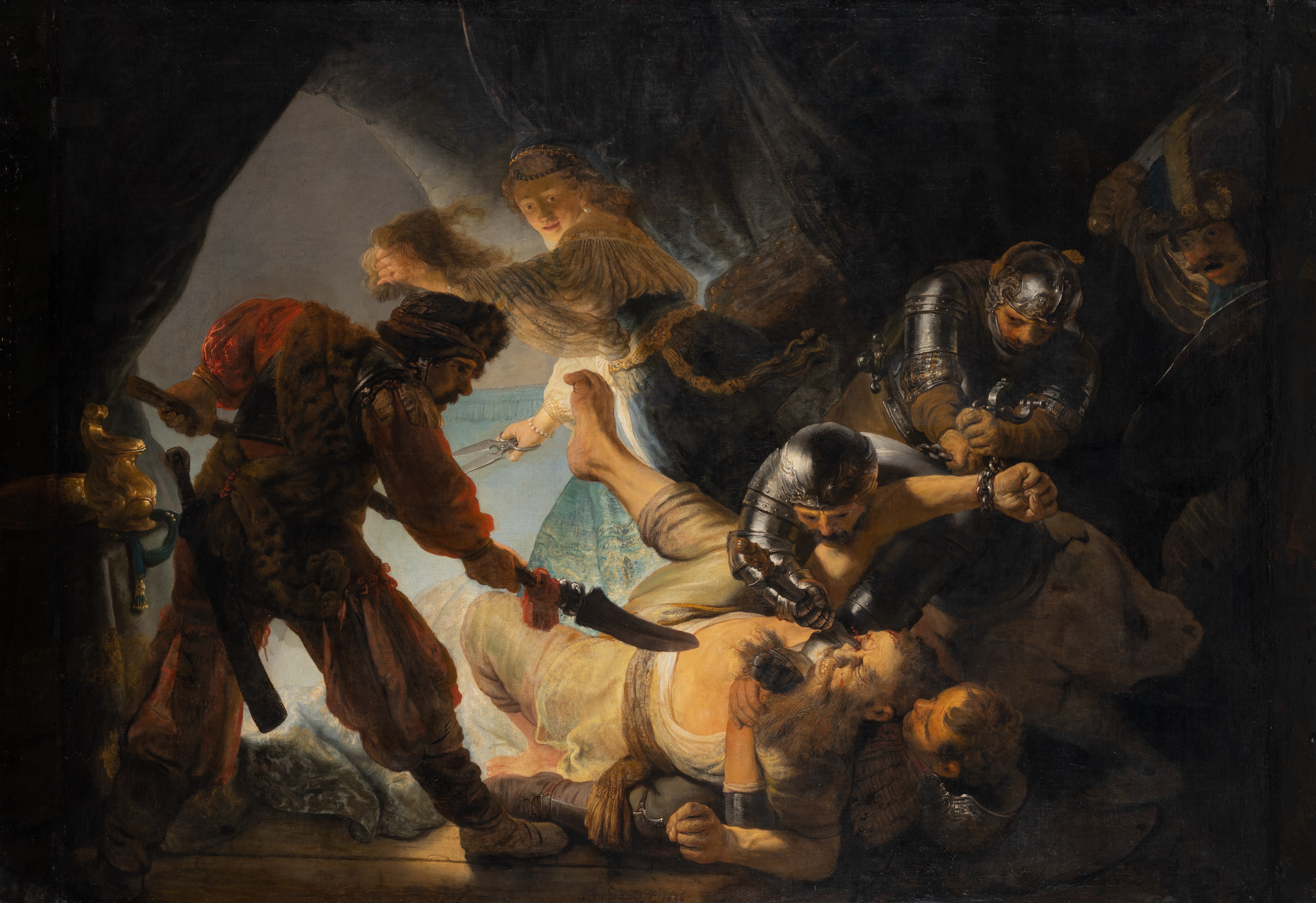
L'Aveuglement de Samson (1636, Musée Städel, Francfort-sur-le-Main).

Entre 1632 et 1646, Rembrandt achève un cycle de sept panneaux de scènes de l'enfance de Jésus et de la Passion. La commande du gouverneur Frédéric-Henri d'Orange-Nassau lui est parvenue par l'intermédiaire de Constantijn Huygens et comprend à l'origine cinq tableaux : Descente de la croix, L'Érection de la croix, La Mise au Tombeau, La Résurrection et L'Ascension, raison pour laquelle le terme de « Cycle de la Passion » s'est imposé dans la littérature spécialisée. Les deux tableaux de L'Adoration des bergers et la Circoncision au temple, dont un seul le premier est aujourd'hui connu, sont peints par Rembrandt plus tard en complément de ce cycle. Rembrandt livre les tableaux à de longs intervalles et parfois en retard, raison pour laquelle il essaie de « soudoyer » Huygens avec d'autres tableaux et réalise L'Aveuglement de Samson (1636). Le cadre temporel de l'œuvre induit également des différences dans les dimensions des tableaux, les couleurs, la taille des personnages et le style général de peinture, de sorte que la série de tableaux ne constitue pas une œuvre homogène. En peignant la Descente de croix, Rembrandt reprend une composition de Pierre Paul Rubens, qu'il connait par une gravure. Rubens a représenté le corps du Christ parallèlement à l'image et a disposé toutes les personnes qui assistent à la scène autour de lui. Rembrandt modifie fondamentalement cette structure : la croix est inclinée et les figures sont divisées en groupes qui pleurent Jésus ou aident à le descendre de la croix. À droite du cadavre, Rembrandt a représenté Nicodème, comme il est d'usage dans les peintures d'histoire comparables, et à sa gauche, il montre Marie soutenue par deux femmes. Leur présence ne remonte pas à la Bible, mais reprend une légende née au Moyen Âge. Dans la représentation, Rembrandt se concentre sur la souffrance du Crucifié. Les traces sanglantes du couronnement d'épines, de l'enclouage et de la plaie latérale sont encore visibles sur la poutre de la croix. Le contraste entre la lumière et l'obscurité met en valeur la croix et le cadavre ainsi que les mains et les visages des personnes endeuillées.
L'Aveuglement de Samson (1636) est l'un des tableaux les plus importants de Rembrandt ; il mesure 205 centimètres de haut et 272 centimètres de large. Il montre un épisode de l'histoire du Livre des Juges concernant Samson, que Rembrandt couvre sur plusieurs tableaux. Samson est un Nazaréen, ce qui lui donne une force particulière lorsqu'il respecte trois conditions, comme ne pas se couper la barbe et les cheveux. Dans ce tableau, la scène représentée suit le moment de la coupe de ses cheveux par Dalila, qui l'a livré aux Philistins. Ce moment de l'intrigue est évoqué dans le tableau par Dalila représentée en arrière-plan fuyant avec une touffe de cheveux et des ciseaux à la main. Rembrandt dépeint également divers aspects de l'intrigue à travers les autres personnages. Ainsi, après que Samson s’est fait couper les cheveux, il doit être plaqué au sol et ligoté avant que ses yeux ne soient arrachés, moment que Rembrandt suggère à travers les combattants : l'un entre en scène avec effroi, un autre maintient Samson au sol, un autre l'attache et un dernier lui arrache les yeux. Le point culminant de l'histoire, l'aveuglement avec le couteau pénétrant, avec les éclaboussures de sang, constitue l'action immédiate de la peinture, mais le spectateur peut reconstituer l'intégralité de l'intrigue à partir du seul tableau.
En plus de s'efforcer de montrer le plus d'actions possible dans ses tableaux, au-delà même du moment représenté, et de dépeindre l'action à son apogée, comme dans L'Aveuglement de Samson, Rembrandt utilise dans ses histoires également des influences extérieures appartenant à son environnement immédiat. Cela est particulièrement clair dans la représentation des Juifs. Pendant longtemps, par exemple, Rembrandt n'utilise dans ses représentations que des traits physiques associés aux Juifs dans des contextes négatifs, comme pour les grands prêtres, et renforce les traits du visage qui leur sont traditionnellement attribués. Après son déménagement dans un quartier habité par la communauté juive, il étudie directement sur des modèles juifs pour la première fois. La Tête du Christ est l'un des tableaux dans lequel il donne au Fils de Dieu, dont l'apparence est par ailleurs assortie à celle des modèles hollandais, les traits d'un visage juif.

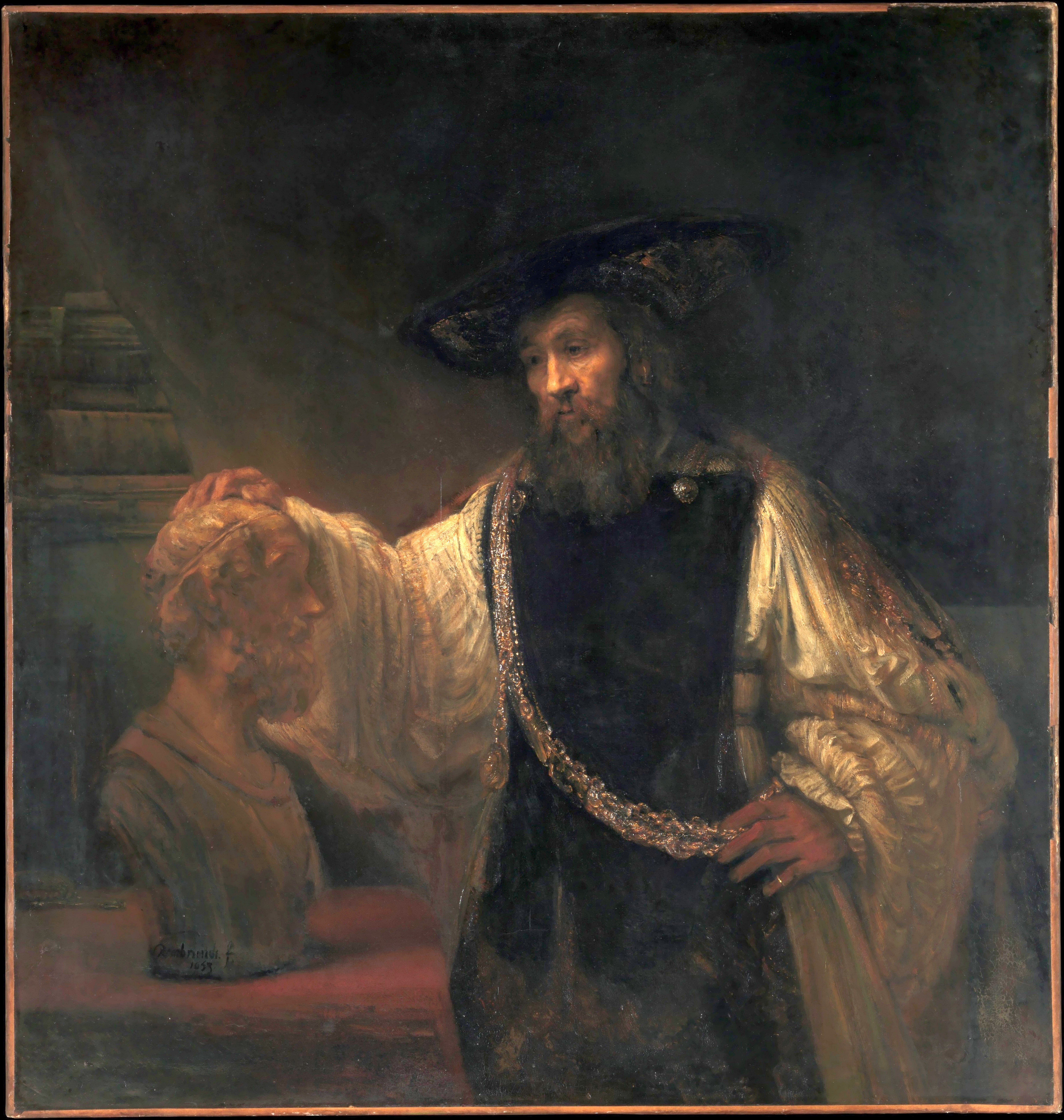
Aristote contemplant le buste d'Homère (1653, Metropolitan Museum of Art, New York).

En 1653, à la demande de l'aristocrate sicilien Antonio Ruffo, Rembrandt peint la figure historique d'Aristote en buste, Aristote contemplant le buste d'Homère, un tableau qui est l'une de ses œuvres tardives importantes. Deux autres tableaux suivent, commandés par Ruffo, montrant Alexandre le Grand et Homère. Ruffo est très satisfait du portrait d'Aristote et en fait l'éloge dans une lettre au peintre Le Guerchin, à qui il demande d'en faire une copie, car Rembrandt ne livre les deux autres tableaux qu'il a commandés qu'avec beaucoup de retard, au début des années 1660. Le portrait d'Alexandre le Grand est également bien accueilli par Ruffo, qui remarque cependant au bout d'un moment que la toile a été agrandie sur trois côtés et s'en plaint alors : il estime qu’Homère est inachevé, le renvoie et demande à Rembrandt de le modifier. Rembrandt semble avoir choisi lui-même les sujets des tableaux, puisqu'il dispose déjà les deux suivants dans le portrait d'Aristote : le philosophe est représenté dans un moment de rêverie ; il pose sa main droite sur un buste représentant Homère ; de la main gauche, il touche une chaîne d'honneur en or avec une effigie d'Alexandre le Grand à hauteur de la hanche. Cela reflète également la connaissance par Rembrandt du contexte historique : Aristote connaissait les œuvres d'Homère et les a transmises à son élève Alexandre le Grand.

#### Portraits et portraits de groupe
Les portraits de ses contemporains, ses autoportraits et les illustrations de scènes de la Bible sont considérées comme ses plus grandes œuvres. Ses autoportraits constituent une autobiographie intime, mais sont aussi le genre qui va lui apporter la célébrité internationale dès le début de sa carrière.
Après avoir déménagé à Amsterdam, Rembrandt commence à peindre plus de portraits tout en travaillant dans l'atelier d'Uylenburgh ; il conquiert rapidement le marché du genre. Ce succès s'appuie sur ses expériences de la peinture d'histoire, avec lesquelles Rembrandt a surpassé les portraitistes établis. Il fait participer ceux qui sont représentés à de petites actions qui donnent vie aux images, comme la femme remettant une lettre à son mari dans un double portrait. De plus, il réussit à rendre la peau humaine de manière particulièrement réaliste. Comparé à d'autres portraitistes, il prend plus de libertés, de sorte que ses représentations montrent moins de similitudes dans les traits physiques que d'autres portraits de la même personne. Le distique « C'est la main de Rembrandt, et le visage de de Gheyn. Étonné. Lecteur, c'est de Gheyn et ce n'est pas. » du poète Constantijn Huygens sur le portrait de son ami Jacob de Gheyn le Jeune est utilisé comme une critique de la représentation de Rembrandt de ce dernier ou comme une réflexion sur le fait qu'un portrait n'est pas le modèle lui-même, mais seulement une image de lui interprétée.

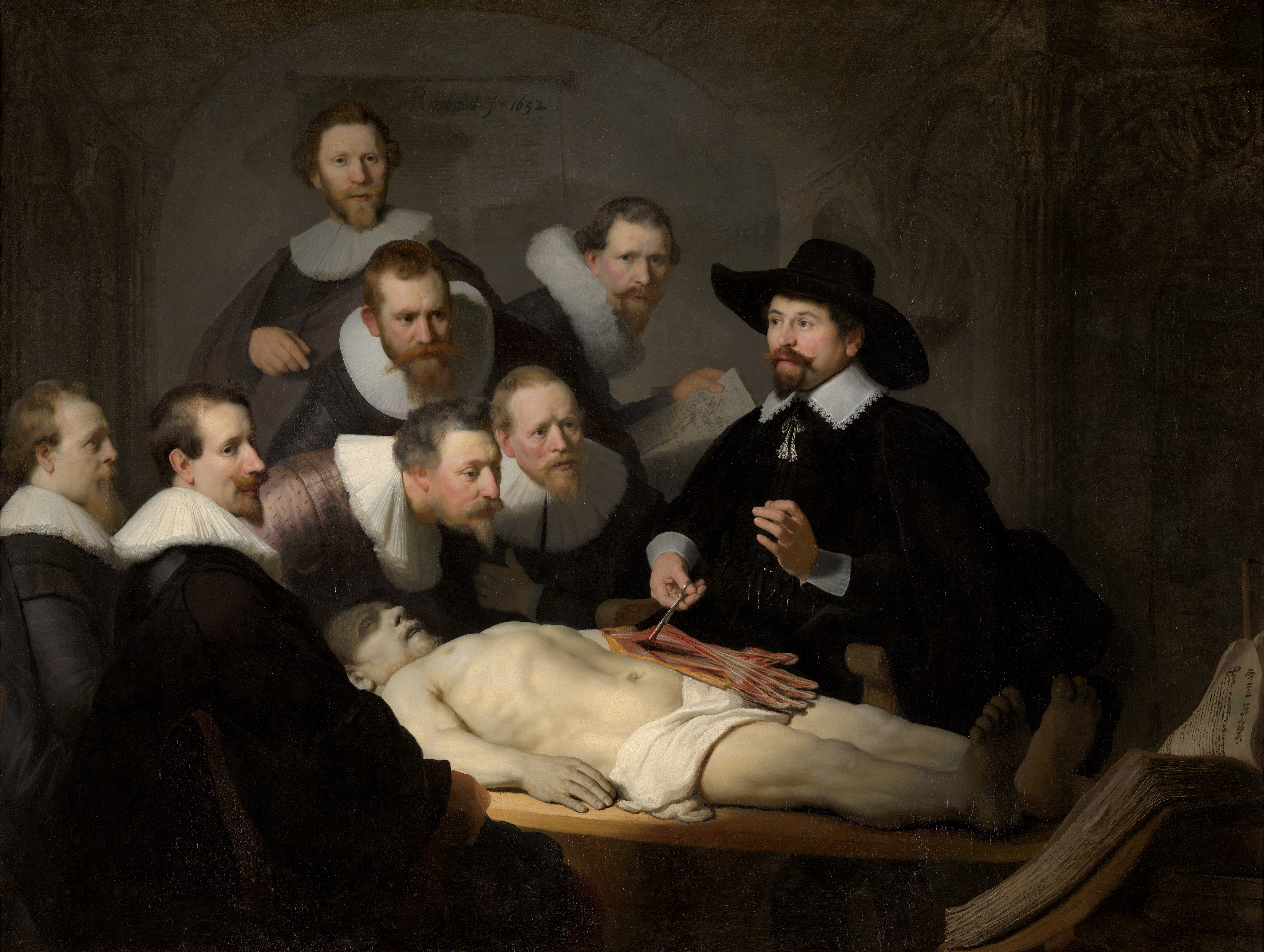
La Leçon d'anatomie du docteur Tulp (1632, Mauritshuis, La Haye).

La Leçon d'anatomie du docteur Tulp, commandé par le prélecteur de la Guilde des chirurgiens, Nicolaes Tulp, en 1632, peu de temps après son déménagement à Amsterdam, est le premier portrait de groupe peint par Rembrandt, qui marque sa percée en tant que portraitiste de groupe. Il dépeint une conférence publique sur l'anatomie, qui est courante et populaire à l'époque. Rembrandt ne représente pas les assistants alignés, comme le veut la tradition, mais rassemblés autour du cadavre. Le tendon de l'avant-bras gauche du cadavre est exposé et soulevé avec une pince par le chirurgien pendant qu'il donne son cours. À l'exception de Tulps, qui est assis dans un fauteuil, tous les personnages, identifiables comme membres de la guilde, sont debout et représentés dans des poses typiques de l'écoute d'une conférence. Rembrandt montre un regard concentré sur l'orateur, un regard scrutateur sur le manuel dans le coin inférieur droit du tableau ou encore un examen expert de la situation ; tous les personnages sont réunis dans un événement commun. Les traits individuels du visage sont définis plus nettement que la situation ne l'exige, dans une pose qui peut sembler exagérée aux spectateurs d'aujourd'hui. Au fil du temps, Rembrandt a éliminé cette exagération.

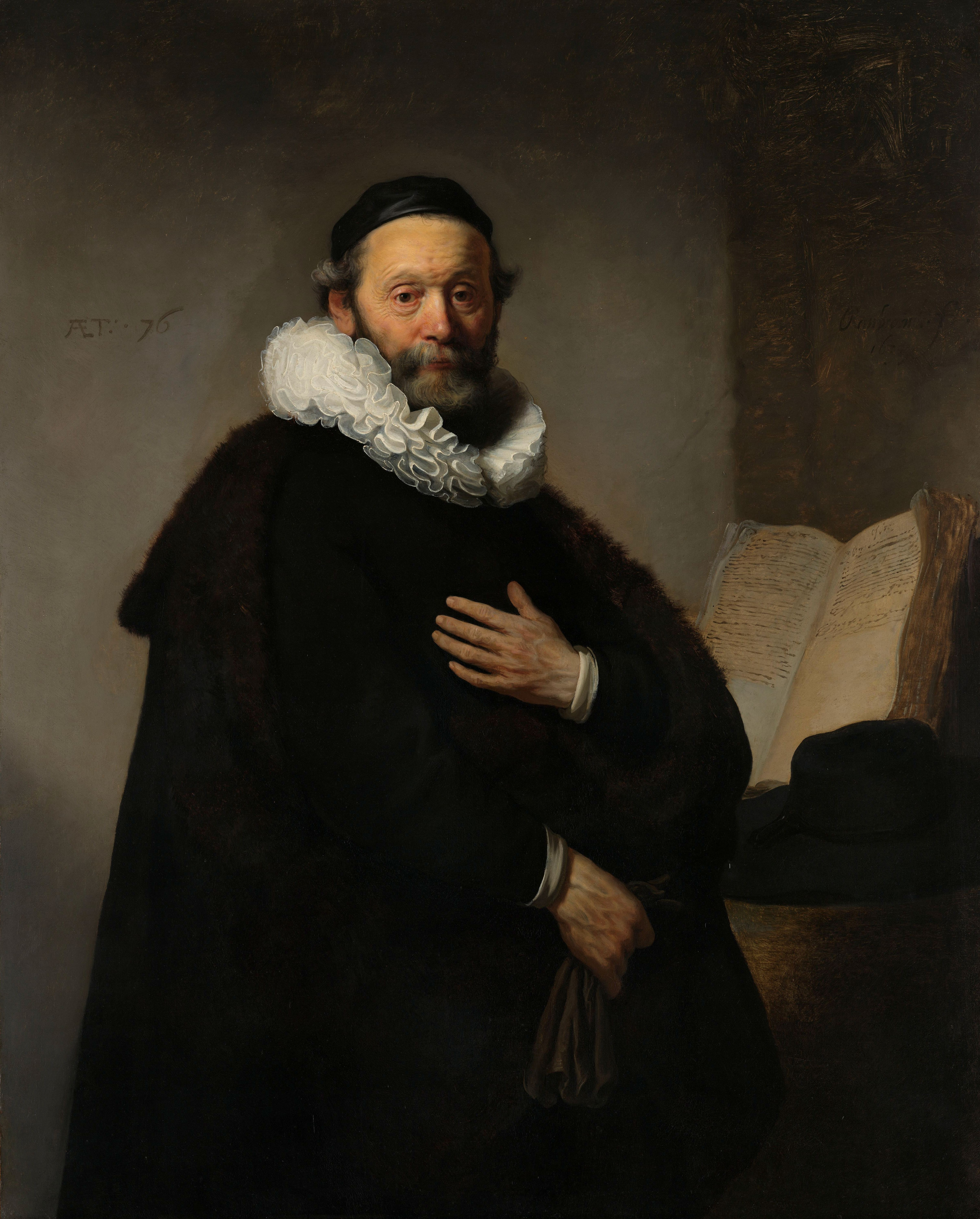
Portrait de Johannes Wtenbogaert (1633, Rijksmuseum Amsterdam).

Le Portrait de Johannes Wtenbogaert (130 × 103 cm) est un exemple des portraits individuels réalisés au début de la période amstellodamoise, peint par Rembrandt en 1633 sur commande de la communauté des remontrants. Il montre le pasteur protestant Johannes Wtenbogaert, qui était retourné aux Pays-Bas après son exil pour une courte période. Celui-ci note dans son journal qu'il pose pour Rembrandt toute la journée du 13 avril 1633. Certaines parties de l'œuvre, telles que les mains, ne sont pas de Rembrandt lui-même, mais ont été peintes par un artiste de l'atelier. Cette pratique s'est également produite avec certains des portraits et autoportraits de Rembrandt : il n'est pas rare alors que les ateliers de portraits emploient différents peintres travaillant sur un même tableau, et Rembrandt avait des difficultés particulières avec la restitution de ses mains dans ses autoportraits,.

Dame avec un éventail en plume d'autruche (années 1660, National Gallery of Art, Washington).

Dame avec un éventail en plume d'autruche (99,5 × 83 cm), est un exemple de ses portraits de femmes et des portraits de la dernière décennie de sa vie. Dès le début des années 1660, après une longue période lors de laquelle il ne reçoit plus de commandes de portraits, Rembrandt connaît une augmentation du nombre de celles-ci. Ces œuvres sont toutes caractérisées par un fort clair-obscur et une posture calme du modèle. Le portrait de l'inconnue tenant une plume d'autruche est caractérisé par deux triangles lumineux. La partie supérieure comprend la tête et les épaules, la partie inférieure les avant-bras, les mains et la plume. Les deux sont séparés par les vêtements noirs, qui ne ressortent que légèrement du fond également sombre.

##### La Ronde de nuit
Rembrandt peint La Compagnie de Frans Banning Cocq et Willem van Ruytenburch, qui est devenue son œuvre la plus célèbre, entre 1640 et 1642. Au XVIIIe siècle, ce tableau paraissait si sombre et détérioré qu’on a cru qu’il s’agissait d’une scène nocturne. Il fut donc rebaptisé De Nachtwacht par les Néerlandais et donc The Night Watch par Sir Joshua Reynolds, d'où le surnom La Ronde de nuit, aujourd'hui plus connu que le titre officiel. Un nettoyage opéré en 1947 permit de restituer sa lumière et surtout ses couleurs à l’œuvre, qui représente un groupe de 18 arquebusiers, quittant l'ombre d'une cour et s'avançant dans la lumière du jour.

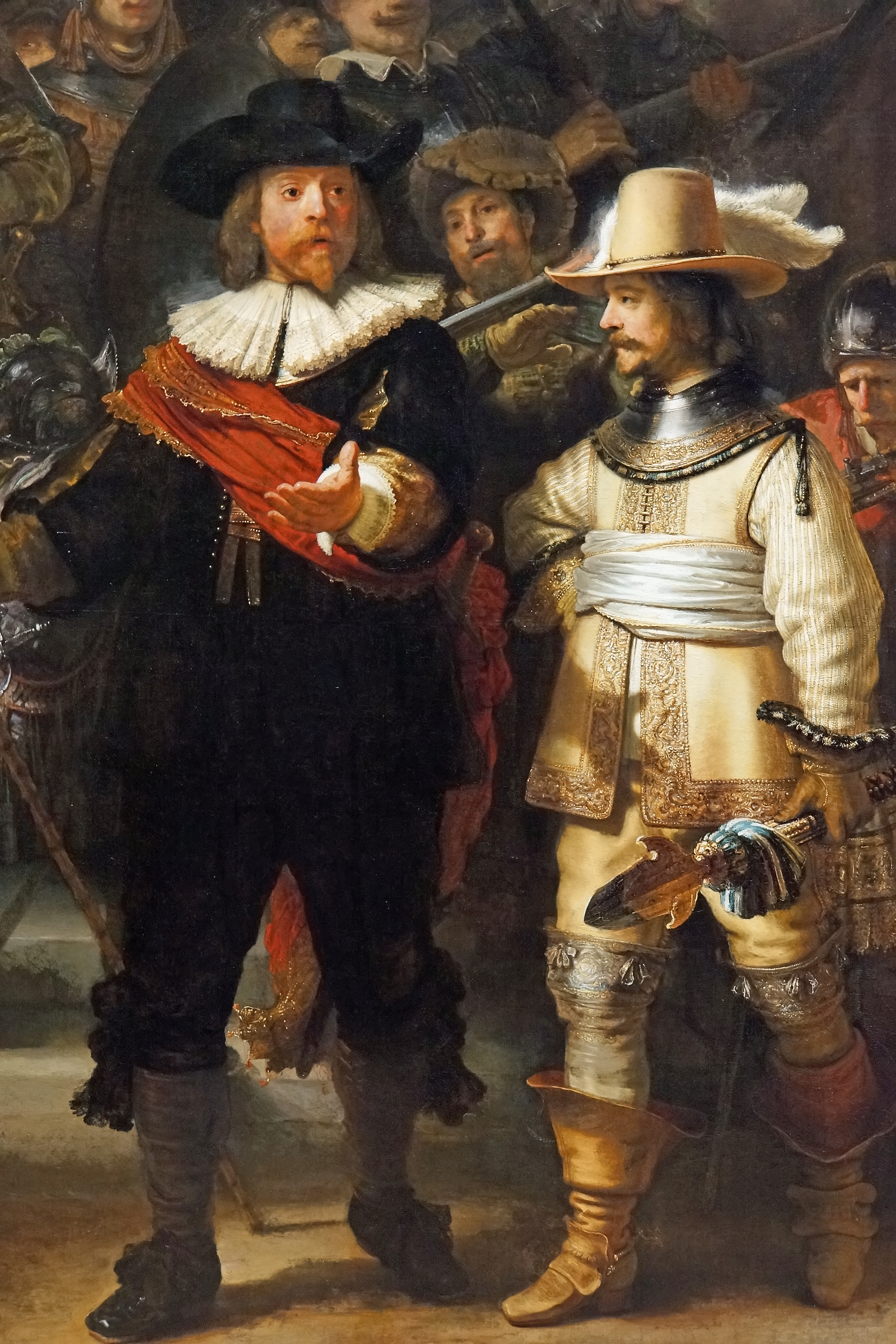
Personnages principaux (détail).

Le tableau a été commandé pour orner le nouveau hall du Kloveniersdoelen, la compagnie des arquebusiers de la schutterij, une des milices de gardes civils chargées de défendre la ville en cas de conflit. Rembrandt, s'éloignant des conventions du genre, qui voulaient que ces pièces de genre soient majestueuses et la pose formelle, choisit de montrer la troupe alors qu'elle se met en mouvement, bien que la nature exacte de la mission ou de l'événement fasse l'objet d'un débat permanent. On ne sait pas s'il s'agit d'une simple patrouille ou d'un événement particulier : une parade, à l'occasion de la visite de Marie de Médicis à Amsterdam en 1638, ou celle d'Henriette-Marie de France, en 1642, ont été suggérées. Quoi qu'il en soit, cette approche artistique aurait contrarié les commanditaires et certains membres de la milice se seraient montrés agacés de se voir relégués à l'arrière-plan, presque invisibles. Payée 1 600 florins, cette somme constitue un record pour Rembrandt, dans une société où un ouvrier gagnait de 200 à 250 florins par an. Contrairement à ce que prétendent les premières analyses, l'ouvrage semble avoir été salué dès le départ comme un succès.
En 1725, pour qu'elle puisse trouver sa place sur un mur d'une salle de l'Hôtel de ville, des morceaux de la toile, alors d'environ 500 × 387 cm, sont découpés (environ 20 % du côté gauche). En 1817, le grand tableau est transféré à la Trippenhuis. Depuis 1885, il est exposé au Rijksmuseum Amsterdam. En 1940, le tableau est transféré au château Radboud, en 1941 dans un bunker près de Heemskerk, en 1942 à la montagne Saint-Pierre ; en juin 1945, il est renvoyé à Amsterdam. Ses dimensions actuelles (438 × 359 cm) sont encore impressionnantes : il occupe tout un côté d'une des plus grandes salles du Rijksmuseum, dont il est considéré comme l'œuvre majeure.
Une restauration importante est effectuée en 1975, après qu'un homme a lacéré la toile à coups de couteau.
En 2019, l'opération « Nachtwacht » (« Ronde de Nuit ») permet une nouvelle campagne de recherche et de restauration sous le regard du public. En 2021 et pour la première fois depuis 300 ans, la Ronde de nuit est présentée dans ses dimensions originelles, les parties manquantes reconstituées grâce à l'intelligence artificielle, par impression sur toile.

##### Le Syndic de la guilde des drapiers

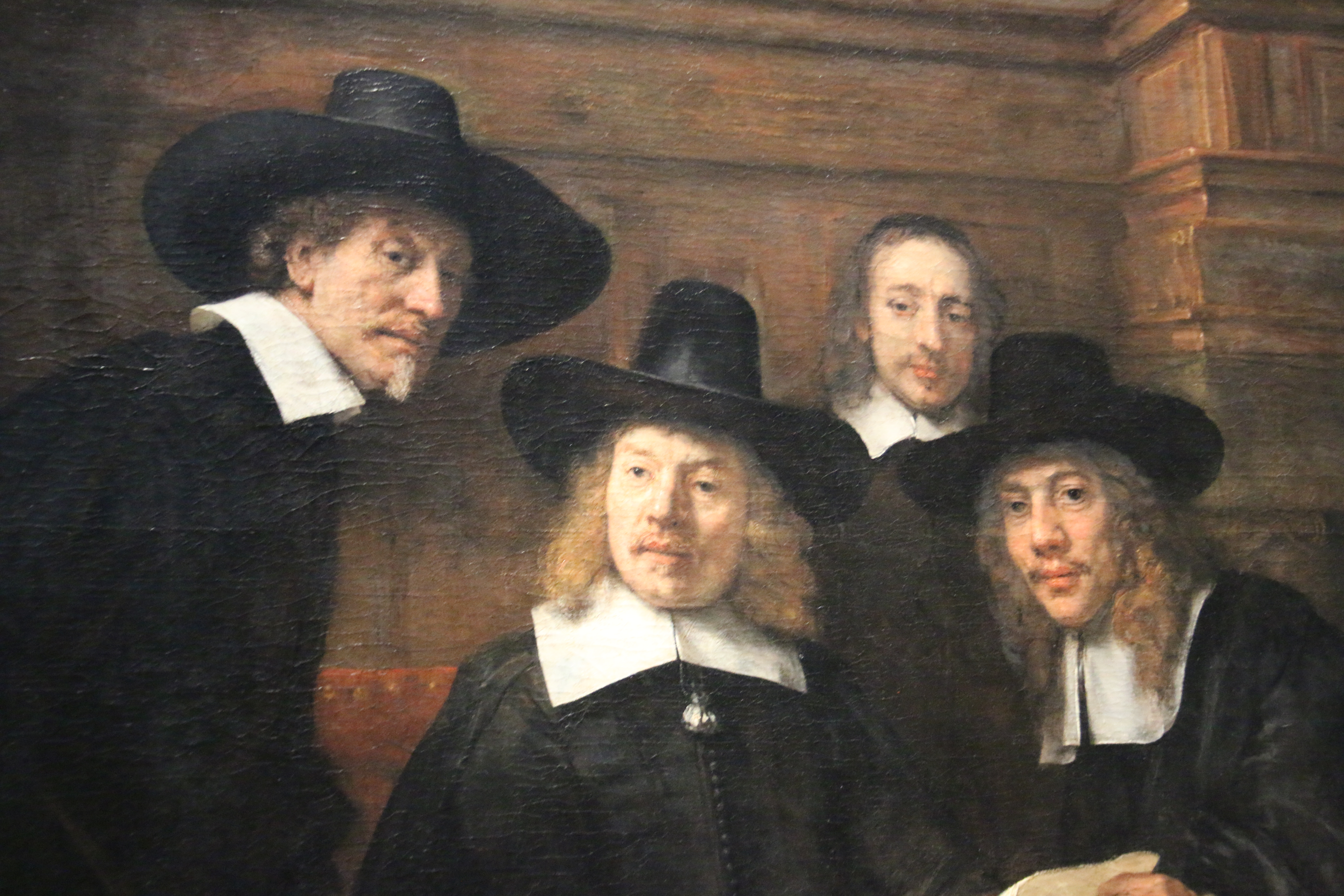
Le Syndic de la guilde des drapiers, détail (1662, Rijksmuseum Amsterdam).

Cette toile représente six personnages en costume noir, portant chapeaux et fraises, qui vérifient les comptes de la corporation des drapiers. Elle illustre le talent de Rembrandt pour la disposition de ses personnages. Son exécution est sobre et efficace. Un article publié en 2004 par Margaret S. Livingstone, professeur de neurobiologie à l'Harvard Medical School, suggère que Rembrandt, dont les yeux n'étaient pas alignés correctement, souffrait de stéréocécité. Cette conclusion a été faite après l'étude de trente-six autoportraits du peintre. Parce qu'il ne pouvait pas former une vision binoculaire normale, son cerveau se reportait automatiquement sur un seul œil pour de nombreuses tâches visuelles. Cette incapacité pourrait l'avoir conduit à aplatir les images qu'il voyait pour les restituer ensuite sur la toile en deux dimensions.

#### Autoportraits

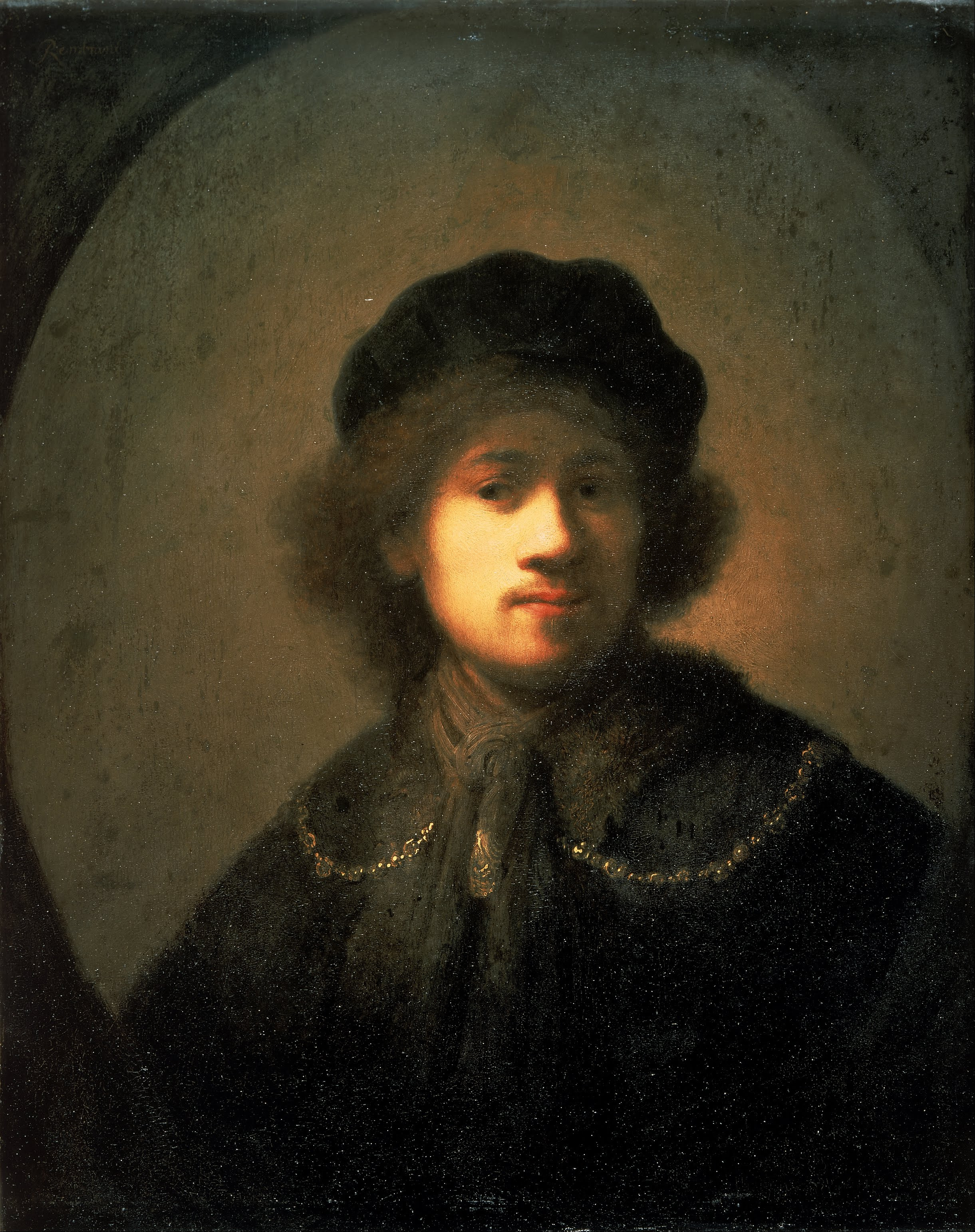
Autoportrait avec béret et collier d'or (c. 1630-1631, Walker Art Gallery, Liverpool), le portrait qui a apporté rapidement de la célébrité à Rembrandt.

Rembrandt a réalisé près de cent autoportraits, dont environ 40 tableaux, 31 eaux-fortes ainsi qu'une dizaine de dessins. Ce grand nombre était très rare à son époque, ses contemporains se contentant d'une poignée d'autoportraits,.
Lorsque le diplomate anglais Robert Kerr fait l'acquisition, sur la recommandation de l'homme d'État néerlandais Constantijn Huygens, de l'Autoportrait avec béret et collier d'or dès 1630-1631, et qu'il l'offre à son roi Charles Ier, il donne un statut à Rembrandt : dès le début de sa carrière, son autoportrait fait partie des collections du roi d'Angleterre, aux côtés d'autres autoportraits d'artistes de renom, tels que Pierre Paul Rubens et Antoine van Dyck, qui ont travaillé à la cour.
Ainsi, Rembrandt acquiert sa renommée internationale grâce à un autoportrait, et ce dès le début de sa carrière. Il satisfait le besoin croissant de la clientèle de s'offrir un pittore famoso (peintre célèbre), ce qui explique en partie sa grande production d'autoportraits qui répond aux nombreuses commandes à destination de collections prestigieuses. Rembrandt jouit d'une « excellente réputation » en Hollande et à l'étranger, dans des collections de l'aristocratie et auprès des amateurs, et la production de gravures permet aussi de satisfaire les bourgeois ayant une bourse plus modeste.

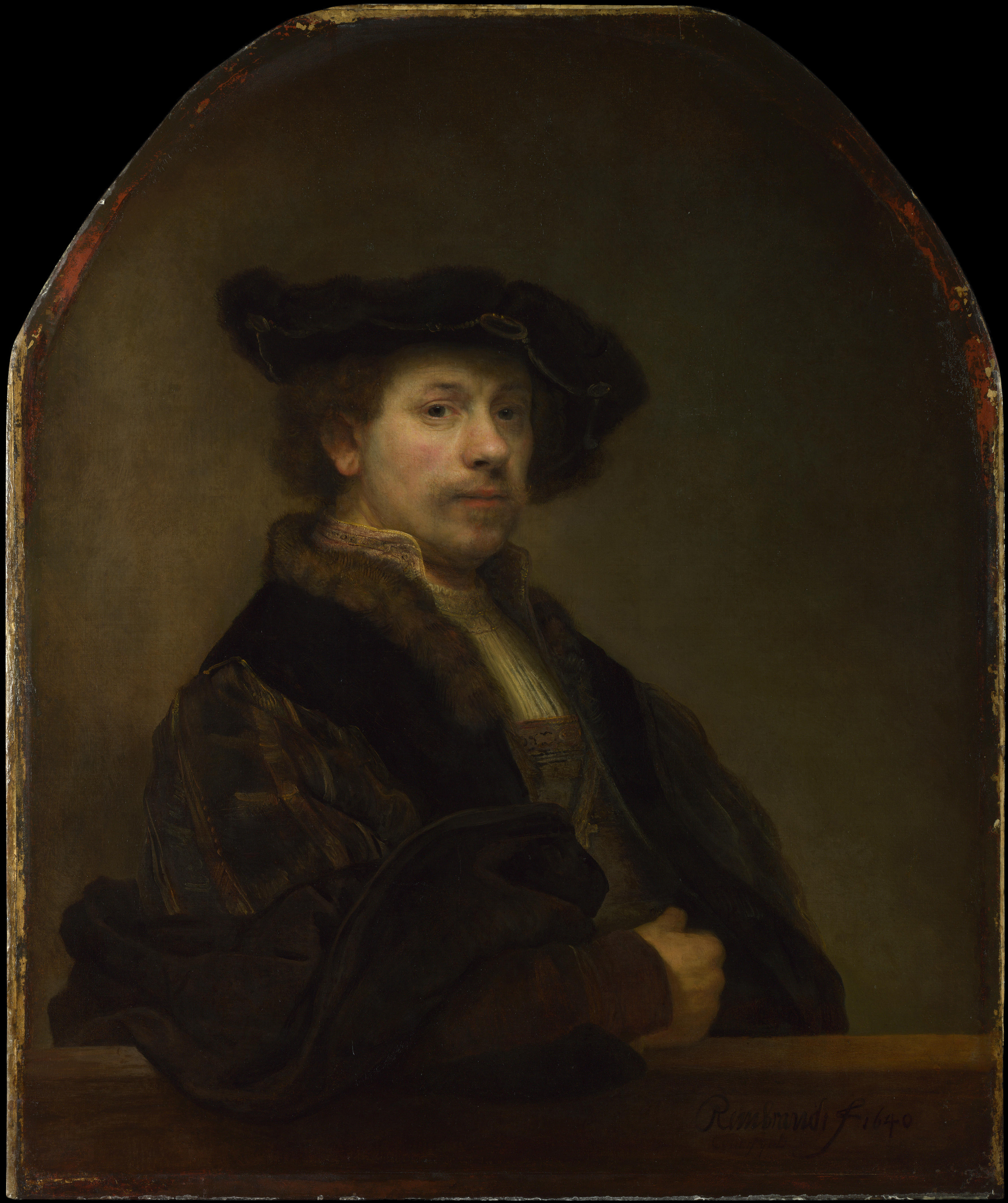
Autoportrait à l'âge de 34 ans (1640, National Gallery, Londres). Sa pose sûr de lui le montre au sommet de sa carrière ; en reprenant les caractéristiques des compositions des vieux maîtres du XVIe siècle, Rembrandt impose sa place dans l'histoire à leurs côtés.

Tout au long de sa vie, Rembrandt a réalisé des portraits où il se montre avec différents gestes et expressions faciales, divers états émotionnels, et dans différents rôles, surtout au début de sa carrière. Ses différentes expressions semblent davantage relever de la recherche expérimentale. En s'essayant à plusieurs styles de portrait, Rembrandt montre qu'il les maîtrise et qu'il s'approprie les œuvres originales : il révèle sa grande connaissance de l'histoire de l'art, ses maîtres, ses règles. Il est influencé techniquement par Titien et Raphaël, mais surtout dans la composition par les vieux maîtres du Nord du XVIe siècle, en particulier Hieronymus Cock, Hendrik Hondius I, Lucas de Leyde et Albrecht Dürer, dont il acquiert des estampes. Il s'approprie des poses et les vêtements à la mode de cette époque-là, dont il ne se départ pas tout au long de sa carrière, à l'image de son emblématique béret,,.
Vers 1640, Rembrandt a une carrière pleine de succès : très renommé, ses œuvres sont conservées dans des collections de princes et d'amateurs qui paient le prix fort pour les obtenir. C'est ainsi qu'il se représente très sûr de lui dans « ce qui fut peut-être son autoportrait le plus ambitieux », l’Autoportrait à l'âge de 34 ans (1640, National Gallery). Il s'inspire pour la posture des maîtres italiens, ce qui lui fait prêter par certains des ambitions aristocratiques, ce que rejette Manuth : Rembrandt n'avait semble-t-il pour seule ambition que d'être considéré comme un « grand maître de son temps », aspirant à entrer dans l'histoire sur le plan purement artistique. On constate aussi l'utilisation de costumes historisants datant du début du XVIe siècle dans ses estampes, telle Autoportrait avec Saskia (1636, B. 19). Au-delà du sujet, Manuth y voit « une tentative consciente de Rembrandt pour se ranger parmi des collègues plus anciens ayant joué un rôle déterminant dans l'évolution de la tradition picturale d'Europe du Nord ».
Par la suite, il revendique son statut d'artiste, un statut qui doit le placer ainsi que ses collègues à un haut rang sociétal. Dans ses derniers travaux, il produit de plus en plus de portraits dans lesquels il n'hésite pas à aborder la vieillesse ou dans lesquels il assume des rôles historiques, mais conserve toujours un œil vif et montre jusqu'à son dernier autoportrait qu'il n'a jamais cessé sa recherche picturale,.

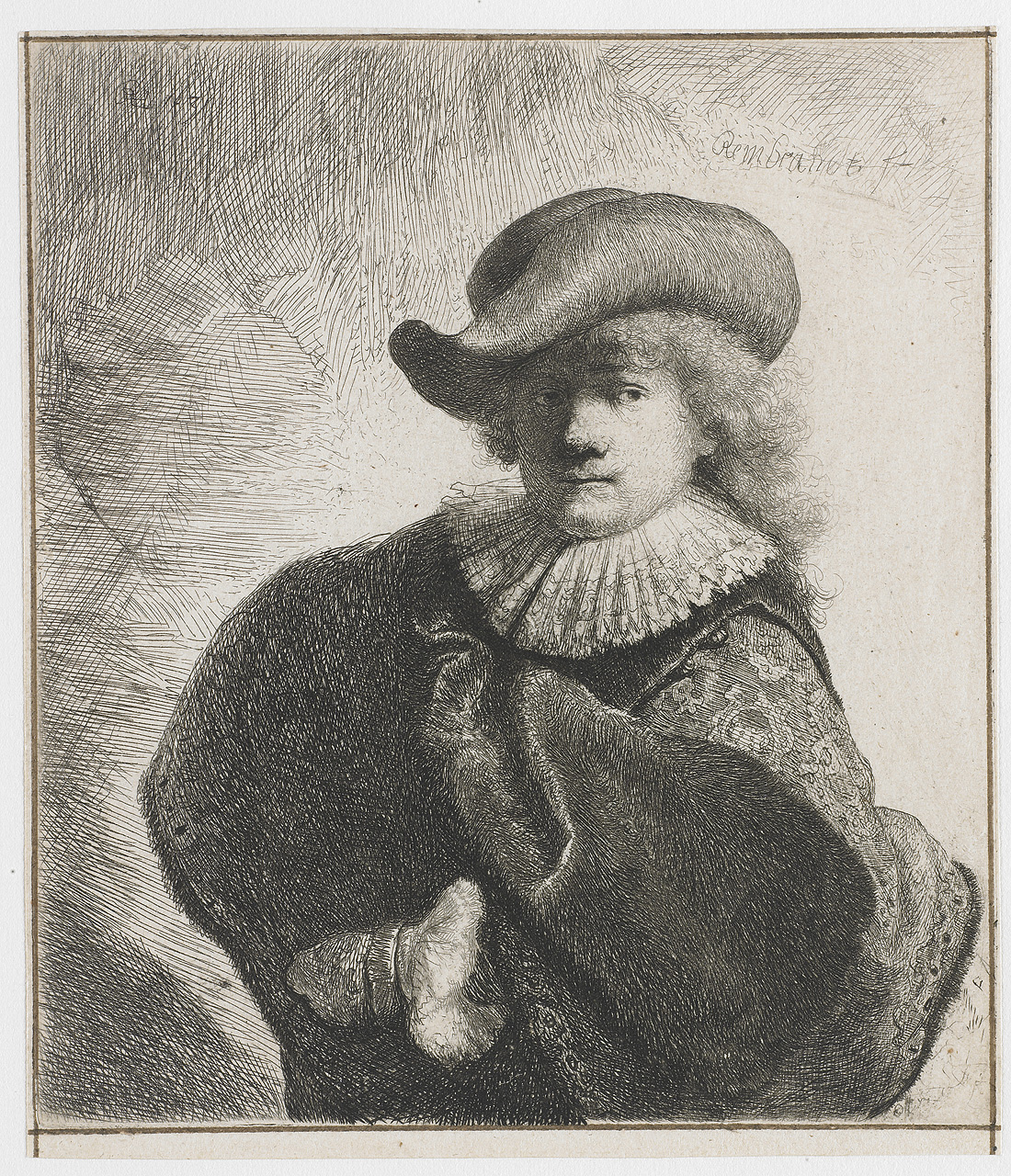
Autoportrait avec chapeau et une main sur la hanche, eau-forte (1631-1633, Rijksmuseum Amsterdam).
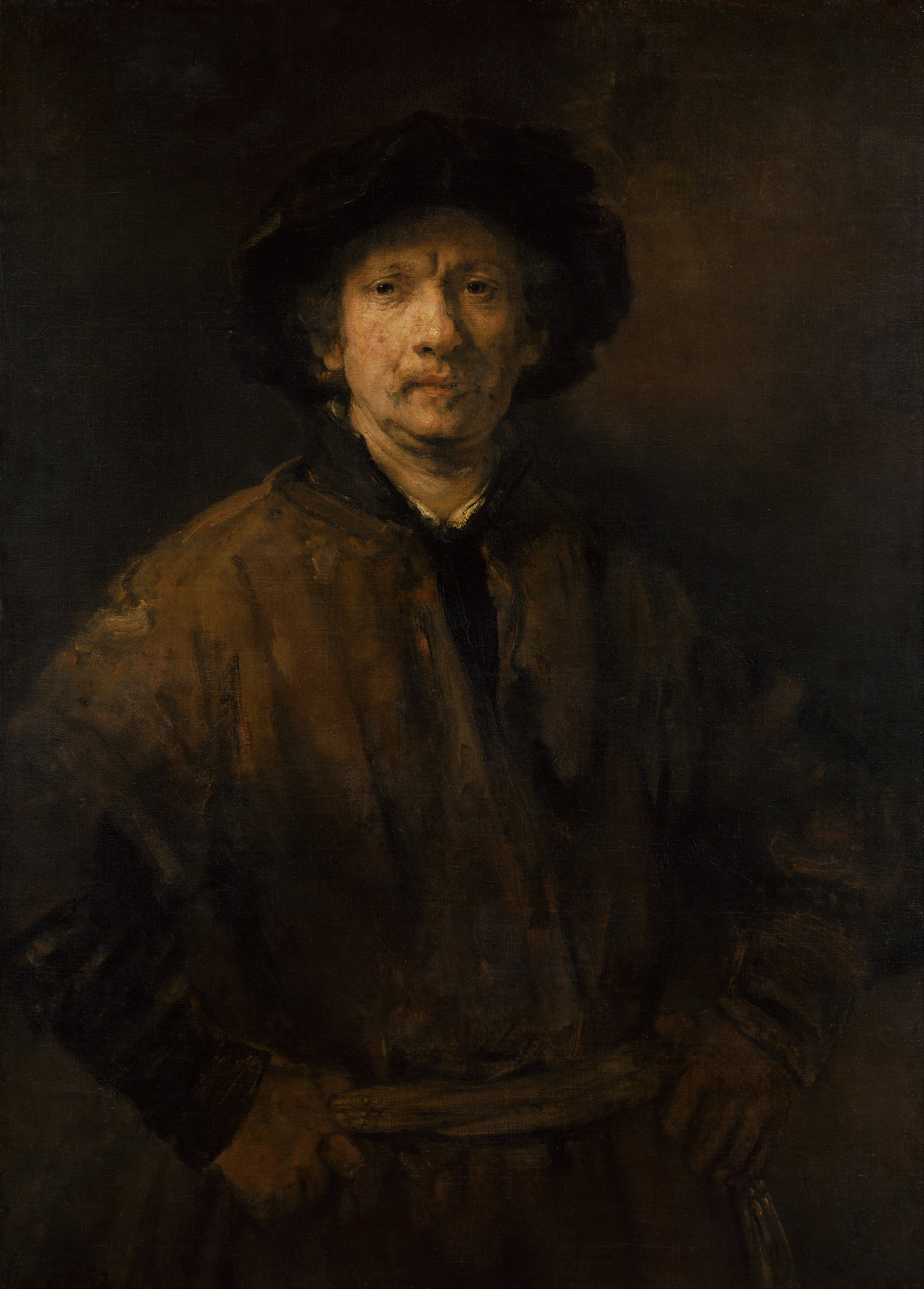
Autoportrait (c. 1652, musée d'Histoire de l'art de Vienne).
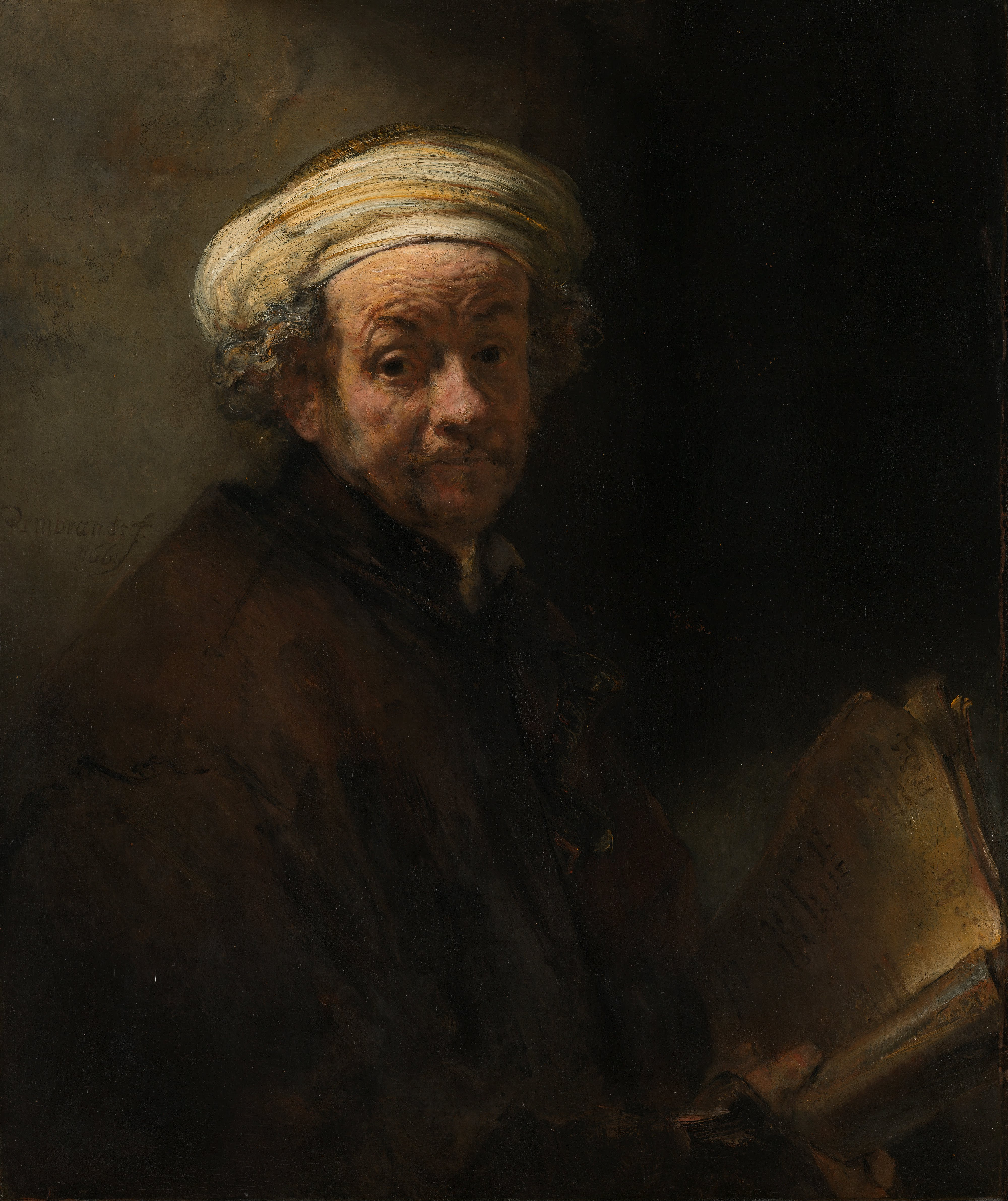
Autoportrait en apôtre Paul (1661, Rijksmuseum Amsterdam).
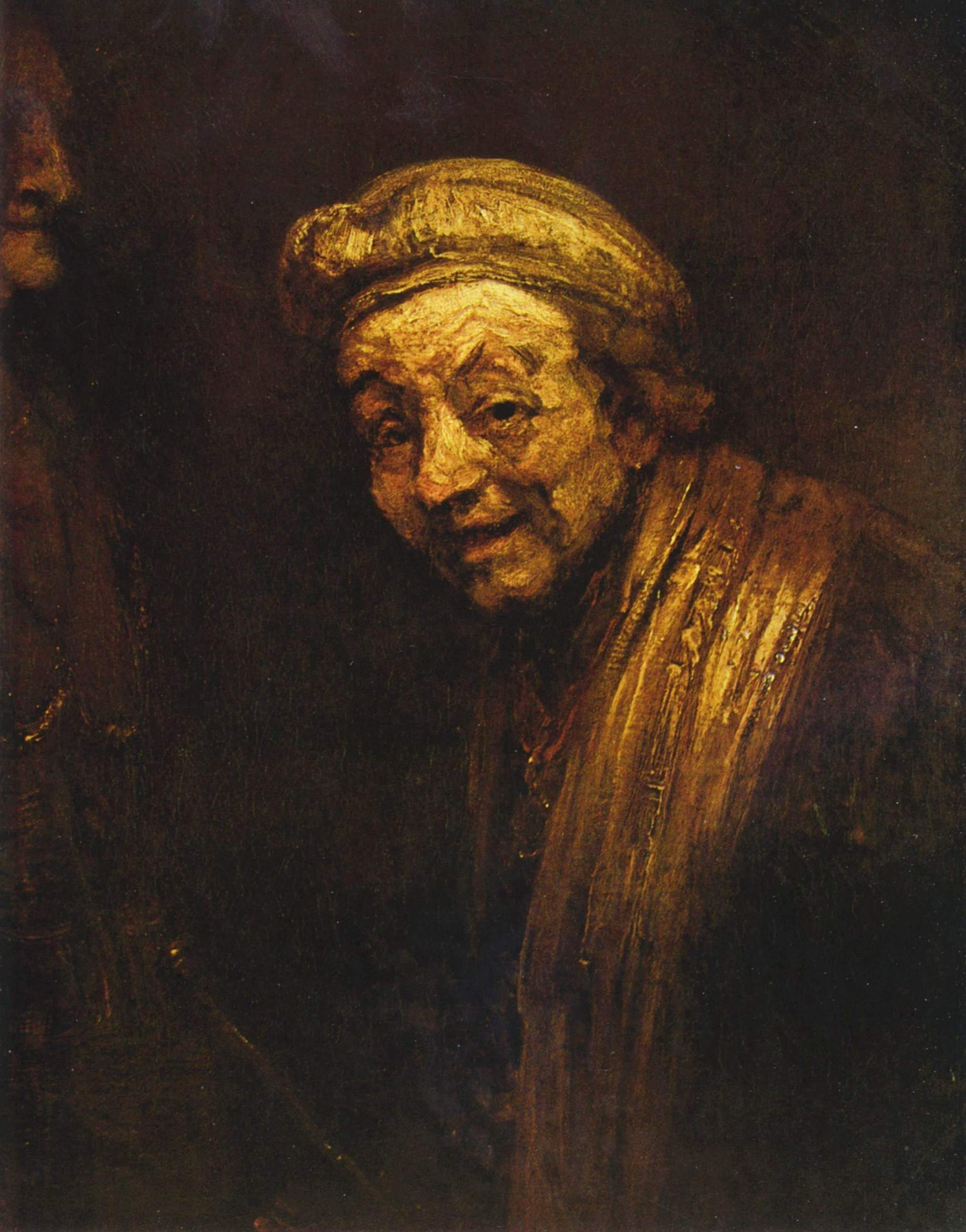
Autoportrait en Zeuxis (c. 1662, Musée Wallraf Richartz, Cologne).

#### Paysages
L'inventaire de faillite de 1656 répertorie douze peintures de paysage de sa main, dont huit ont été conservées selon les connaissances actuelles. De plus, 32 eaux-fortes et de nombreux dessins de paysages lui sont attribués. Du vivant de Rembrandt, les peintures de paysage figurent dans la hiérarchie traditionnelle des genres après le portrait et la peinture d'histoire et sont donc moins chères. Rembrandt lui-même doit se considérer comme un peintre d'histoire. Il dessine des paysages plus pour son plaisir personnel en se promenant dans Amsterdam. Cela explique pourquoi il ne crée que quelques peintures de paysage, qui diffèrent également sensiblement de celles de ses contemporains.

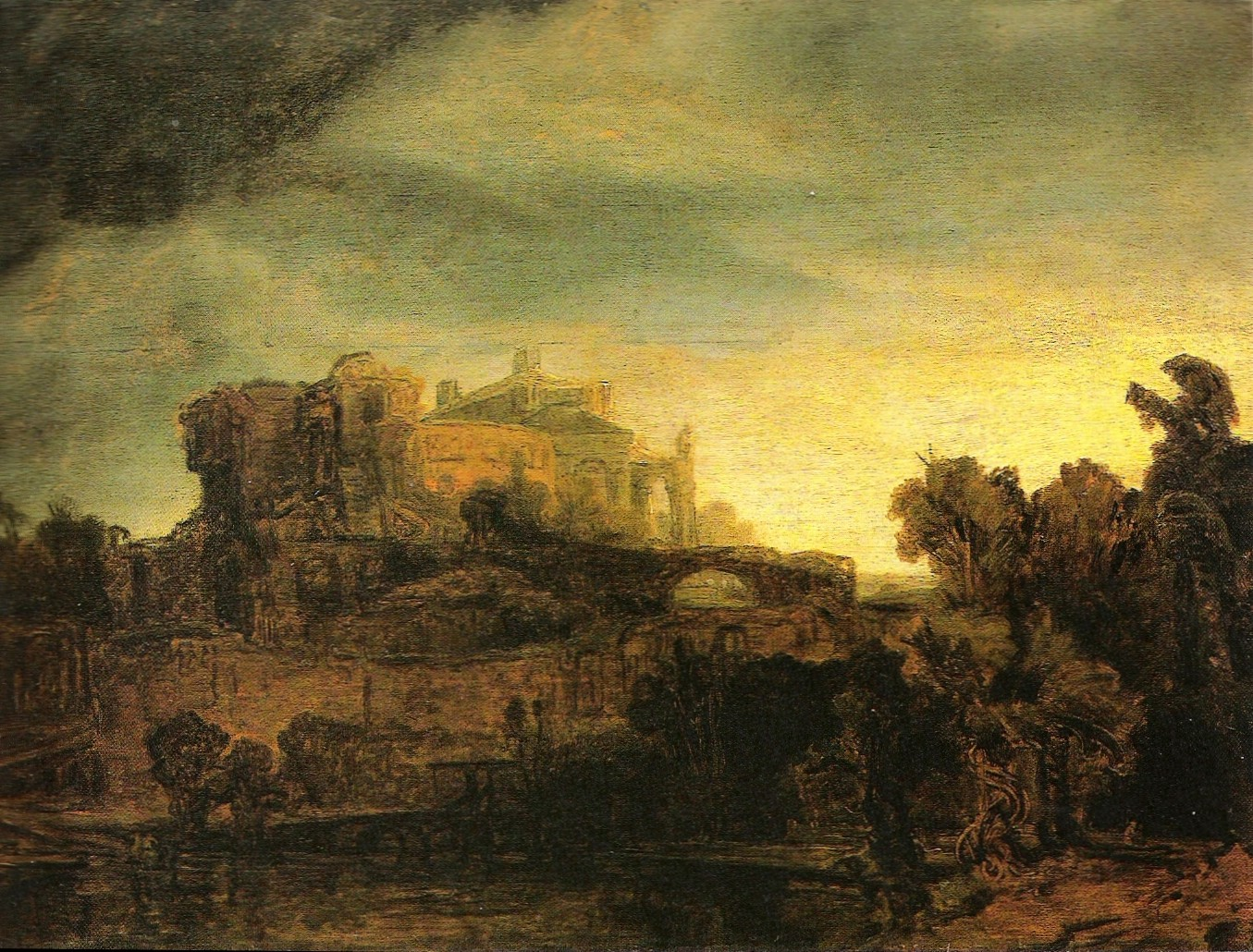
Paysage au château (1642-1646, musée du Louvre, Paris).

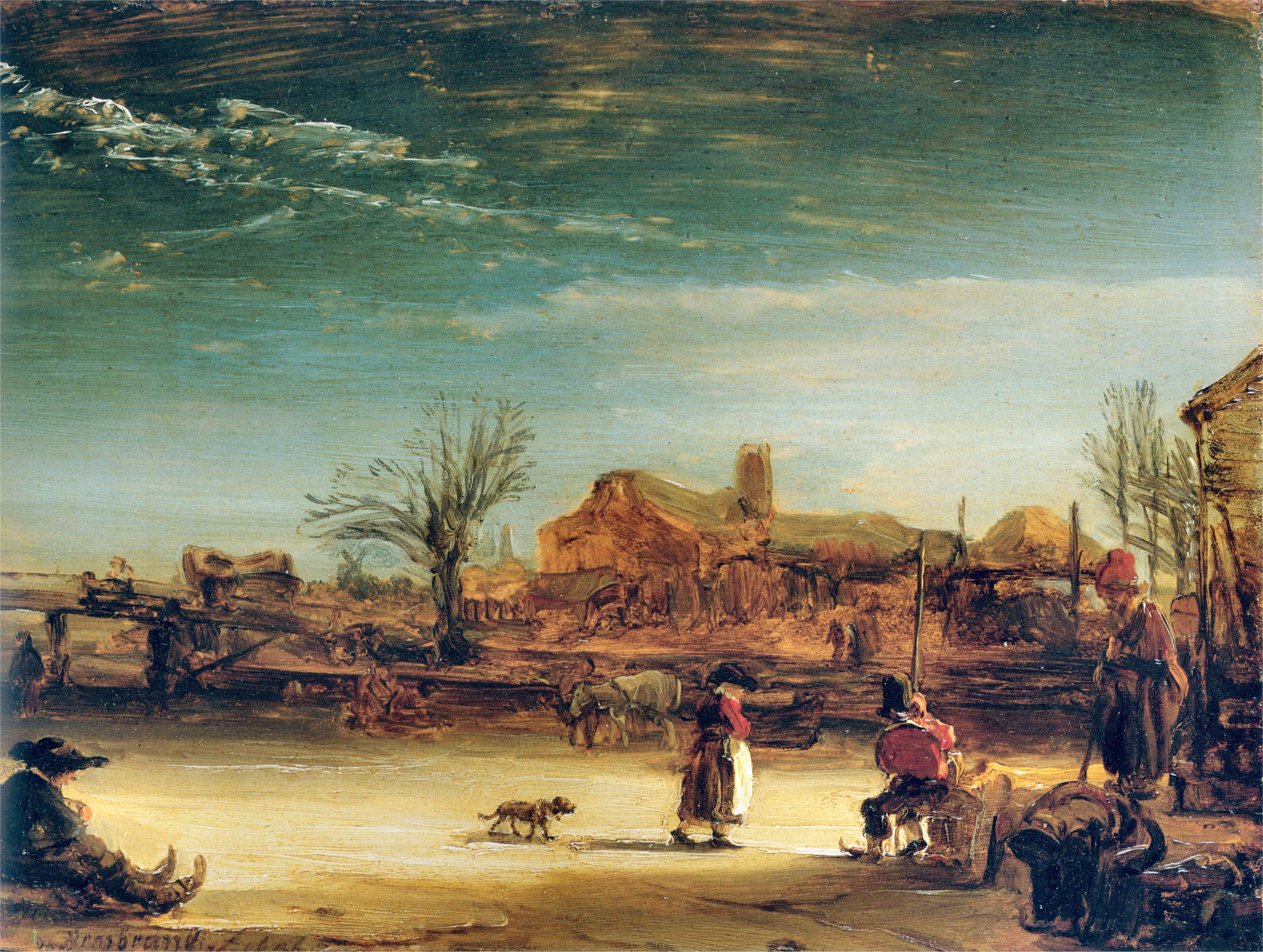
Paysage d'hiver (1646, Gemäldegalerie Alte Meister, Cassel).

Entre 1636 et 1655, Rembrandt peint quelques peintures de paysage, ce qui ne signifie pas nécessairement que ces peintures ne contiennent pas de personnages. La majorité d'entre elles montrent des paysages fantastiques, seule une minorité est peinte de manière réaliste. Contrairement à ses dessins et gravures, qui montrent pour la plupart des paysages larges, ouverts, réalistes et parfois animés, ses peintures de paysages apparaissent pour la plupart immobiles et à l'étroit. Elles différent grandement des peintures traditionnelles de ce genre, contrairement aux peintures d'histoire et aux portraits. Elles ont une influence limitée sur les artistes ultérieurs de paysage en Angleterre vers 1800. Alors que beaucoup d'artistes italiens et d'artistes imitant les Italiens ont choisi des paysages de l'antiquité classique, Rembrandt peint des paysages davantage situés à Canaan, dans le Proche-Orient ancien, et aux Pays-Bas. Comme les peintres de paysages idéalisés, il ne représente pas la réalité dans ses peintures et va encore plus loin en abandonnant également la base de l'étude de la nature pour peindre le tableau.
Paysage au château (musée du Louvre), que Rembrandt peint entre 1642 et 1646, constitue un exemple des paysages fantastiques de l'artiste. La composition de paysage est la plus classique parmi ses œuvres, probablement inspirée par le paysage du Repos pendant la Fuite en Égypte d'Annibale Carracci (c. 1604), un tableau dont Rembrandt a peut-être vu une copie. Dans les deux tableaux, un groupe de bâtiments domine l'horizon, une partie d'entre eux est éclairée par le soleil, l'autre est à l'ombre. Les bâtiments s'intègrent dans le paysage en termes de couleur et de composition de telle sorte qu'ils semblent lui appartenir naturellement. Au premier plan, une rivière est traversée par un pont. Il est possible que Rembrandt n'ait pas terminé le tableau, aucune figure n'y apparait.
Paysage d'hiver (1646, Gemäldegalerie Alte Meister) est l'un de ses paysages réalistes. Le petit format (17 × 23 cm) et l'exécution suggèrent qu'il est basé sur un dessin. La représentation du temps et des nuages est réaliste. Le premier plan du tableau est relativement vide. Un homme est assis dans le coin gauche ; dans la moitié droite se trouvent trois autres personnages. Dans l'exécution, ce paysage n'est pas aussi représentatif et chargé que de nombreux autres paysages d'hiver peints au XVIIe siècle aux Pays-Bas.

#### Matériaux
Une étude technique sur les peintures de Rembrandt en possession de la Gemäldegalerie Alte Meister de Dresde et de la Gemäldegalerie Alte Meister (Cassel) a été menée par Hermann Kühn en 1977. Les analyses pigmentaires d'une trentaine de tableaux ont montré que la palette de Rembrandt était composée des pigments suivants : blanc de plomb, ocres divers, brun Vandyke, noir d'os, noir anthracite, noir de carbone, vermillon, alizarine, azurite, bleu outremer, laque jaune et plomb-étain-jaune. Une peinture, Saskia en Flore (1635) contiendrait du gomme-gutte. Rembrandt a très rarement utilisé des couleurs bleues ou vertes pures, l'exception la plus importante étant Le Festin de Balthazar (c. 1636-1638) à la National Gallery. Bomford décrit des recherches techniques et des analyses de pigments plus récentes sur les peintures de Rembrandt, principalement à la National Gallery de Londres.
Toute la gamme de pigments utilisés par Rembrandt est détaillée sur le site ColourLex. La meilleure source d'informations techniques sur les peintures de Rembrandt sur le Web est la base de données « The Rembrandt Database » contenant toutes les œuvres de Rembrandt avec des rapports d'études détaillés, des images infrarouges et radiographiques et d'autres détails scientifiques.
Fin 2018, des études menées à l'European Synchrotron Radiation Facility sur la technique de l’impasto utilisée par Rembrandt pour donner du relief à ses peintures mettent en évidence un ingrédient extrêmement rare, la plombonacrite, de formule chimique Pb5(CO3)3O(OH)2,.

#### Liste des œuvres marquantes

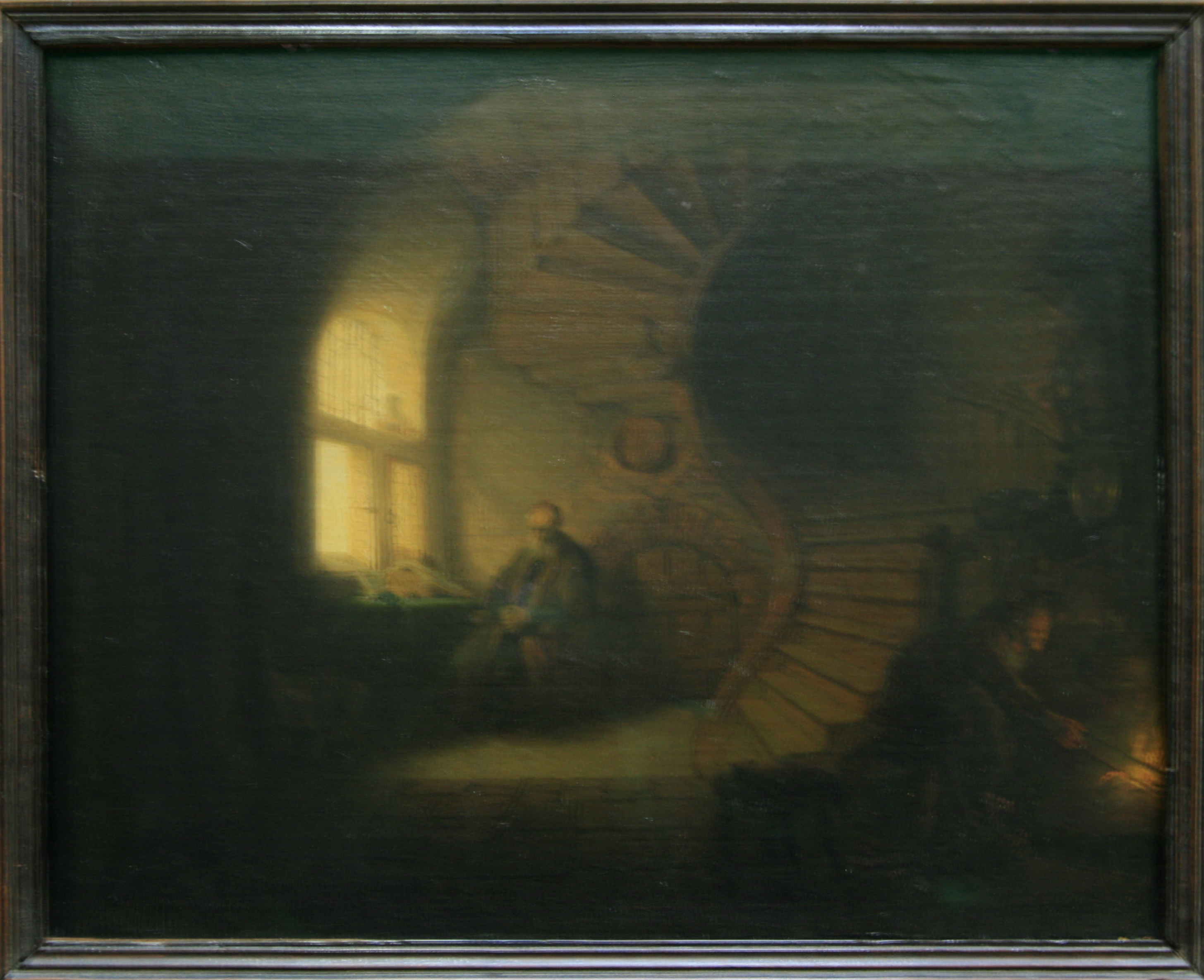
Philosophe en méditation (1632, musée du Louvre, Paris).

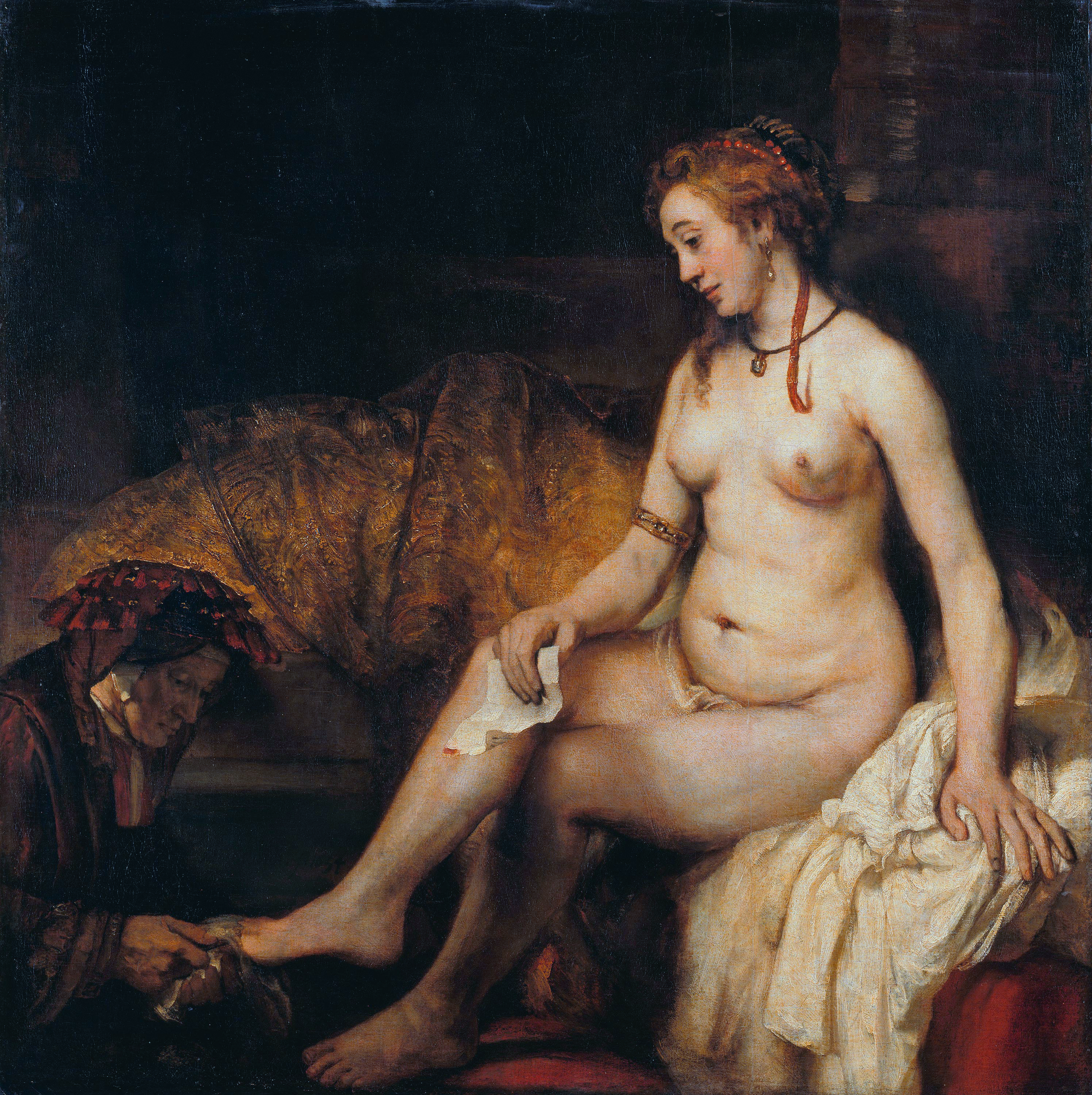
Bethsabée au bain tenant la lettre de David (1654, musée du Louvre, Paris). Hendrickje Stoffels a posé pour la figure de Bethsabée.

- 1625 : La Lapidation de saint Étienne (Musée des beaux-arts de Lyon)[172]
- 1626 : L'Ânesse de Balaam (Musée Cognacq-Jay)[173]
- 1626 : Un Concert (Musée De Lakenhal, en prêt du Rijksmuseum Amsterdam[174])
- 1626 (vers) : Buste d'un homme portant un gorgerin et un béret à plumes (collection privée Pieter en Olga Dreesmann)[175]
- 1627 : Saint Paul en prison (Staatsgalerie, Stuttgart)
- 1629 : Le Peintre dans son atelier (Museum of Fine Arts, Boston)[176]
- 1630 : La Résurrection de Lazare (Los Angeles County Museum of Art, Los Angeles)[177]
- 1630 : Jérémie pleurant (Rijksmuseum, Amsterdam)[178]
- 1630-1635 : Un Turc (National Gallery of Art, Washington, DC)
- 1631 : Andromède enchaînée aux rochers (Mauritshuis, La Haye)
- 1631 : Portrait de Nicolaes Ruts (The Frick Collection, New York)
- 1631 : Le Christ en Croix (Collégiale Saint-Vincent, Le Mas-d'Agenais, France)
- 1632 : La Leçon d'anatomie du docteur Tulp (Mauritshuis, La Haye)
- 1632 : Philosophe en méditation (Musée du Louvre, Paris)
- 1632 : Jacob de Gheyn III (Dulwich Picture Gallery, Londres)
- 1632 : Portrait d'un noble oriental (Metropolitan Museum of Art, New York)[179]
- 1633 : Saskia (portrait de sa femme réalisé pour leurs fiançailles, National Gallery, Londres)
- 1634 : Judith au banquet d'Holopherne (Musée du Prado, Madrid)
- 1635 : Le Sacrifice d'Isaac (Musée de l'Ermitage, Saint Petersbourg)
- 1635 : Le Festin de Balthazar (National Gallery, Londres)
- 1636 : L'Aveuglement de Samson (Musée Städel, Francfort-sur-le-Main)
- 1636 : Danaé (Musée de l'Ermitage, Saint-Pétersbourg)
- 1637 : L'Archange Raphaël quittant la famille de Tobie (Musée du Louvre, Paris)
- 1637 : Portrait du pasteur Eleazer Swalmius (Musée royal des Beaux-Arts, Anvers)
- 1641 : Savant à son pupitre (Palais royal de Varsovie)
- 1641 : Jeune Fille au cadre (Palais royal de Varsovie)
- 1642 : La Compagnie de milice de Frans Banning Cocq, plus connue sous le nom de Ronde de Nuit (Rijksmuseum, Amsterdam)[180]
- 1643 : Le Bœuf écorché (Kelvingrove Art Gallery and Museum ; Musée du Louvre, version de 1655)
- 1644 : Le Christ et la Femme adultère (National Gallery, Londres)
- 1648 : Les Pèlerins d'Emmaüs (Musée du Louvre, Paris)
- 1650 : Le Moulin (National Gallery of Art, Washington, DC)
- 1653 : Aristote contemplant le buste d’Homère (Metropolitan Museum of Art, New York)[181]
- 1654 : Bethsabée au bain tenant la lettre de David (Musée du Louvre, Paris)
- 1655 : Titus (Musée Boijmans Van Beuningen, Rotterdam)
- 1655 : Le Cavalier polonais (The Frick Collection, New York)
- 1659 : Autoportrait avec béret et col droit (National Gallery of Art, Washington)[182]
- 1661 : Mater dolorosa (Musée départemental d'art ancien et contemporain, Épinal)
- 1662 : La Conspiration de Claudius Civilis (Nationalmuseum, Stockholm)
- 1662 : Le Syndic de la guilde des drapiers (Rijksmuseum, Amsterdam)[183]
- 1663 : Autoportrait en Zeuxis (Wallraf-Richartz Museum, Cologne)
- 1664 : La Fiancée juive (Rijksmuseum, Amsterdam)[184]
- 1665-1669 : Autoportrait aux deux cercles (Kenwood House, Londres)
- 1666 : Lucrèce (Minneapolis Institute of Arts, Minneapolis)
- 1668 : Homme à la loupe (Metropolitan Museum of Art, New York)[185]
- 1669 : Le Retour du fils prodigue (Musée de l'Ermitage, Saint-Pétersbourg)

### Œuvre gravé

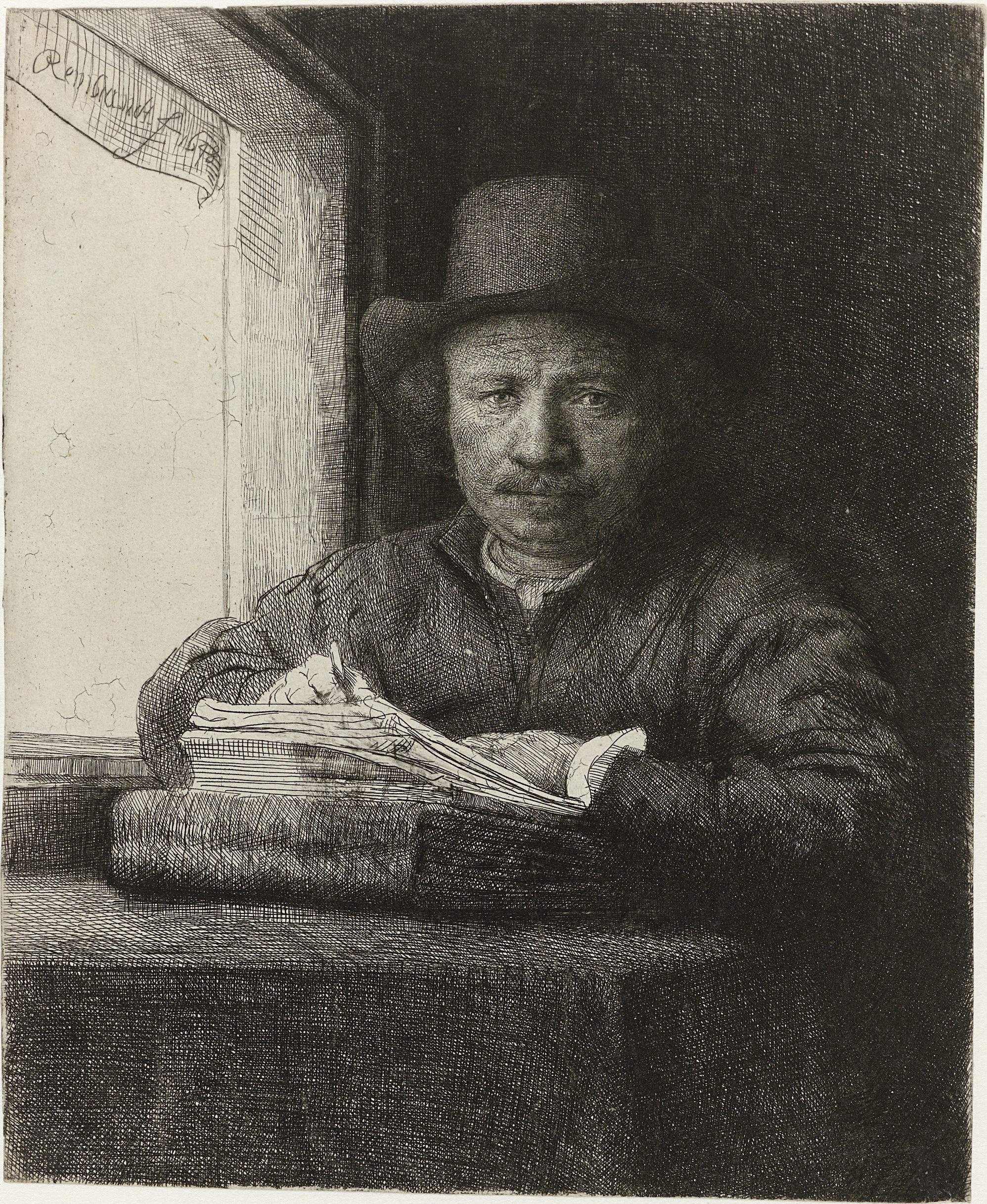
Rembrandt dessinant à la fenêtre, autoportrait, eau-forte (1648, Rijksmuseum Amsterdam).

Formé par Joris van Schooten à Leyde et surtout par Lastman, Rembrandt intègre rapidement le clair-obscur dans ses gravures. Dans un premier temps, Rembrandt produit un grand nombre d'estampes gravées au trait, à vocation commerciale. Il commence à graver à l'eau-forte vers 1625, en même temps que le début de sa carrière de peintre indépendant. Ses premières eaux-fortes connues datent d'environ 1626 avec Le repos pendant la fuite en Egypte et La Circoncision. D'abord très proche du style de Lievens, avec qui il partage son atelier, Rembrandt lui laisse les effets sculpturaux pour travailler davantage les visages et les jeux de lumière — une caractéristique qu'il développera toute sa carrière,.
Installé à Amsterdam depuis 1630, Rembrandt cherche à percer sur le marché de l'art en essayant d'innover tant par les sujets que par la technique, et produit des compositions saisies sur le vif de grande qualité. À partir de 1636, Rembrandt se distingue par la maturité de son traitement des portraits et autoportraits et une représentation plus humaniste des sujets bibliques, ainsi qu'une maîtrise grandissante des techniques de gravure. Ses estampes les plus notables et représentatives de cette période, sont en premier lieu une grande série d'autoportraits dans lesquels il fait diverses mimiques, et puis les sujets religieux teintés d'humanisme tels que La grande résurrection de Lazare (1632), La grande Descente de croix (1633) et L'Ecce Homo (1636). Il a aussi gravé sa longue série des Gueux. Il a aussi gravé Joseph et la femme de Putiphar (1634) et La Faiseuse de Koucks (1635).

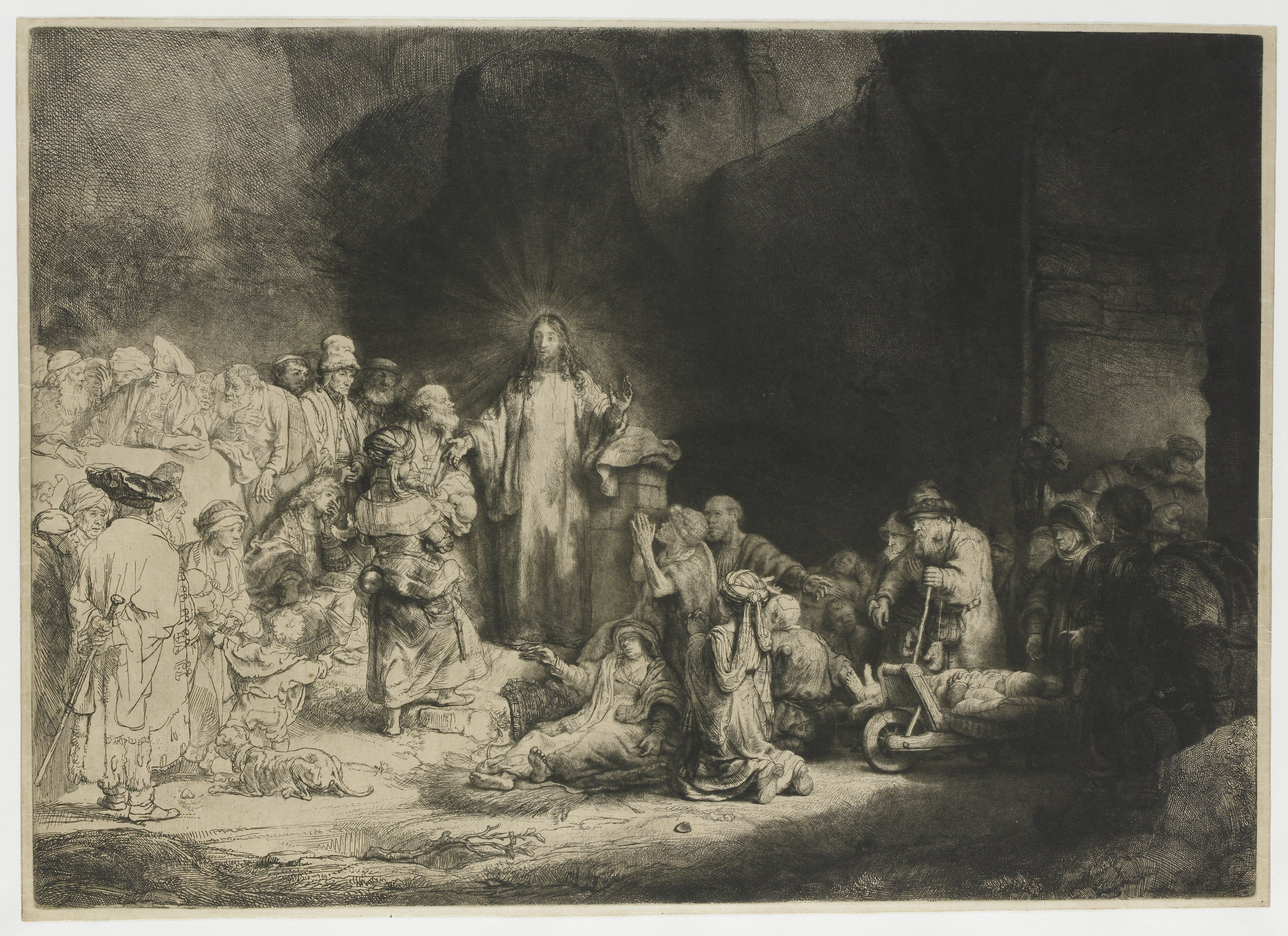
La Pièce aux cent florins (achevée en 1649, Rijksmuseum Amsterdam).

Rembrandt trouve son véritable style dans les années 1640, quoique peu productives, abandonnant un baroque parfois exacerbé pour un classicisme plus intimiste, tant pour les sujets religieux que les paysages. Alors qu'il n'en avait gravés aucun, Rembrandt réalise un grand nombre de paysages lors de cette décennie, avec notamment Les Trois Arbres (1643), qui montre le paysage plat typique des Pays-Bas après un orage, et est l'un des premiers paysages réalistes de l'artiste où il se concentre sur l'immensité du paysage et la représentation des nuages. Il change aussi au fur et à mesure sa manière d'aborder les sujets, se concentrant sur le moment dont la tension dramatique provient de la mise en suspens de l'action. D'abord si minutieux dans le traitement des textures, Rembrandt se concentre sur la structure des objets et des effets lumineux, l'apogée tant en termes de composition que de technique étant La Pièce aux cent florins (achevée en 1649, après une décennie de travail). Dans les années 1650, Rembrandt est plus productif et aussi plus libéré artistiquement.

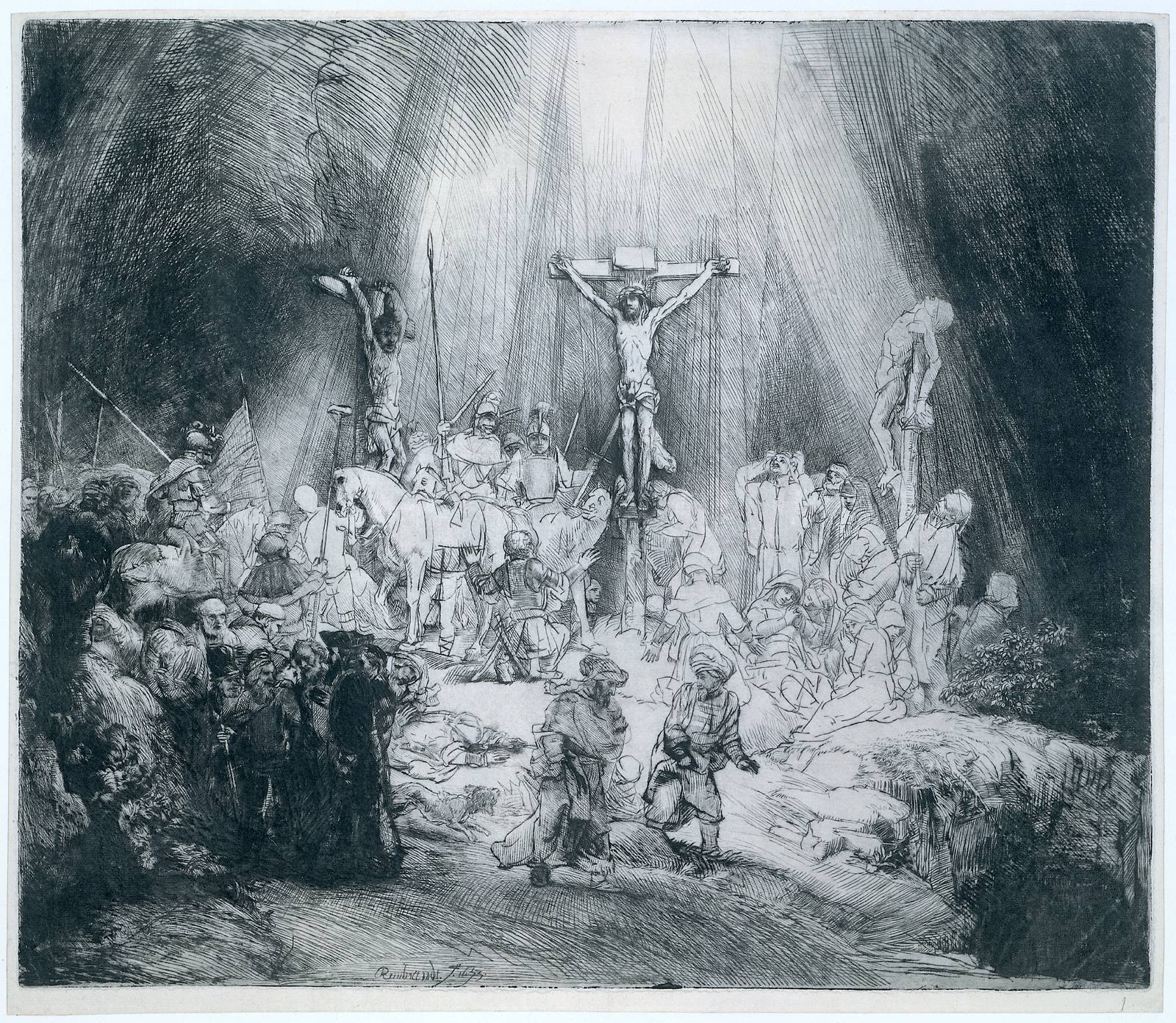
Les Trois Croix (1653, Rijksmuseum Amsterdam).

Dans les œuvres matures des années 1650, Rembrandt est plus prêt à improviser sur la plaque ; les grandes estampes survivent généralement dans plusieurs états, jusqu'à onze, souvent radicalement modifiées. Il utilise alors des hachures pour créer ses zones sombres, qui occupent souvent une grande partie de la plaque. Son estampe la plus emblématique de la période, Les Trois Croix (1653, de grand format : 38,5 × 45 cm), est une interprétation de la scène du Calvaire, un sujet traditionnel des tableaux que Rembrandt aborde d'un nouveau point de vue. Il se concentre sur les réactions des personnes présentes, au tremblement de terre qui suit la mort du Christ et aux trois croix. Des rayons de lumière jaillissent du ciel, qui dans leur structure géométrique soulignent le caractère sacré de l'eau-forte. Ils illuminent Jésus et le bon Larron, tandis que le mauvais Larron reste dans l'obscurité. Rembrandt décrit l'effet sur les personnes présentes de diverses manières. Par exemple, le capitaine est tombé à genoux tandis qu'un homme accablé est emmené au premier plan à gauche de l'image. Rembrandt emprunte le dessin de cet homme à une gravure de Lucas van Leyden, qui montre Paul ébranlé après sa conversion. Des femmes sont tombées au sol et la plupart des personnages représentés montrent des sentiments de désespoir, de peur et de douleur d'une manière ou d'une autre. Dans cette œuvre, Rembrandt reprend principalement des représentations de la Renaissance et de l'Antiquité.

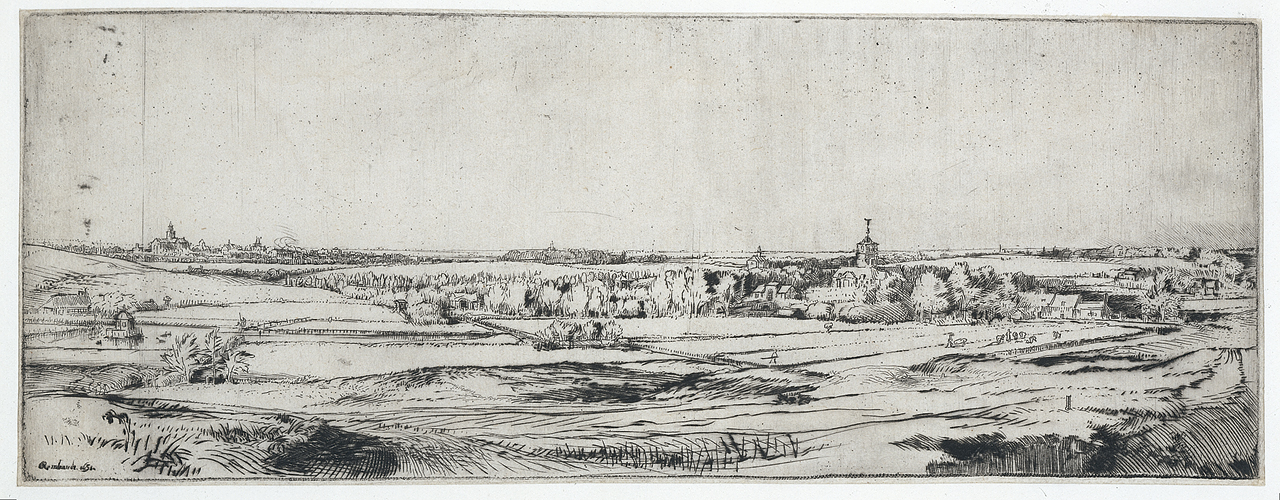
La Campagne du peseur d'or (1651, Rijksmuseum Amsterdam).

Il expérimente également les effets de l'impression sur différents types de papier, dont le washi, qu'il utilise fréquemment, et le vélin. Il commence à utiliser le « ton de surface », laissant une fine pellicule d'encre sur certaines parties de la plaque au lieu de l'essuyer complètement avant chaque impression. Il utilise davantage la pointe sèche, exploitant, notamment dans les paysages, la riche bavure floue que cette technique confère aux premières impressions — c'est par exemple le cas dans La Campagne du peseur d'or (1651).
Rembrandt produit des estampes notables dans des sujets très variés : les autoportraits et portraits, les sujets bibliques et mythologiques, les scènes de genre, les paysages et autres sujets libres. Quelques compositions érotiques, ou simplement obscènes, n'ont pas d'équivalent dans ses peintures. La quasi-totalité des gravures de Rembrandt sont exécutées à l'eau-forte, qu'il rehausse à la pointe sèche et au burin. Sa plus grande contribution dans l'histoire de la gravure a été la transformation du procédé de gravure à l'eau-forte, qui est passé d'une technique de reproduction relativement nouvelle à une forme d'art authentique,.

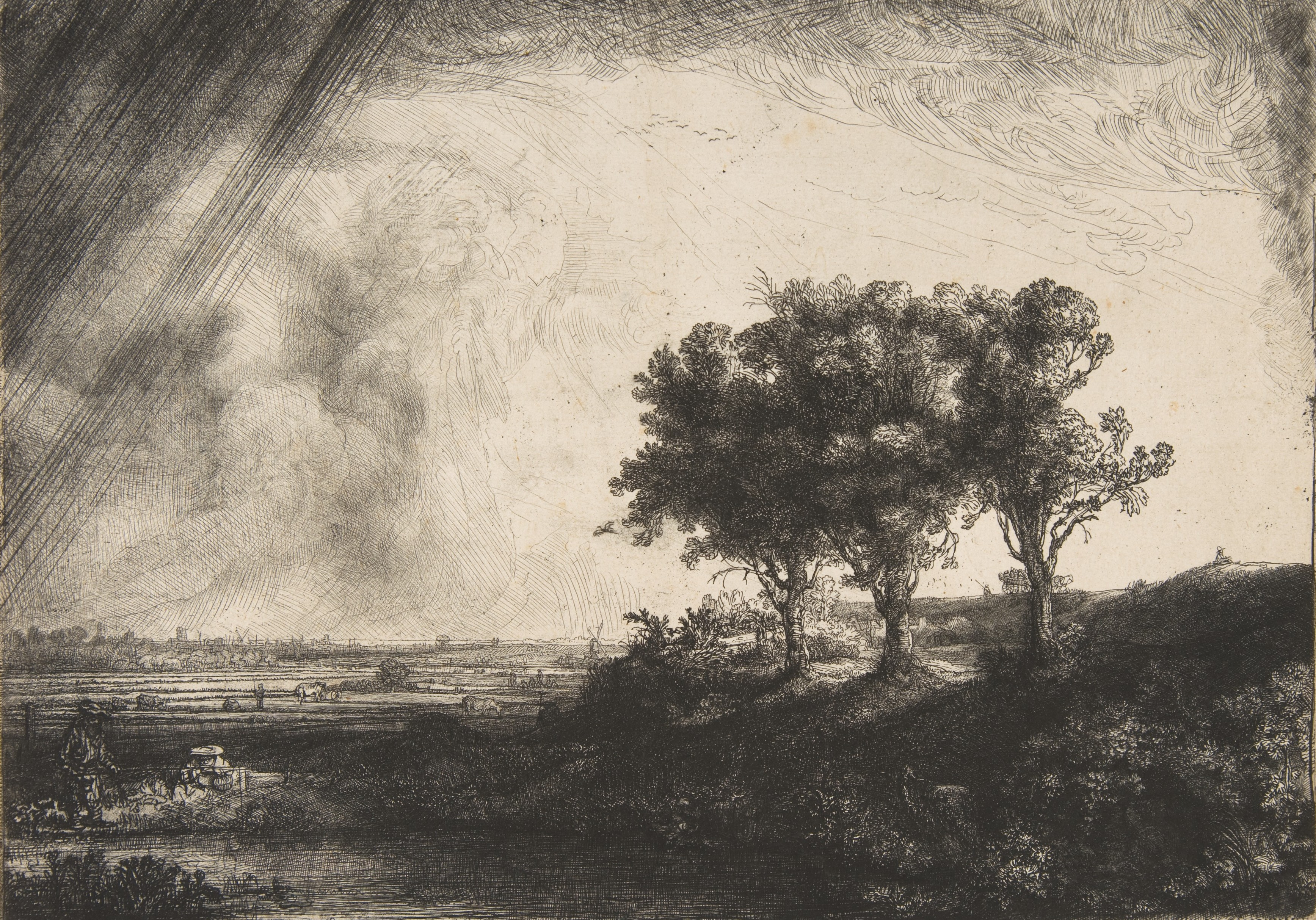
Le Paysage aux trois arbres (1643, Metropolitan Museum of Art, New York).

Contrairement à ses tableaux qui quittent rarement les Provinces-Unies, ses estampes ont circulé de son vivant dans toute l'Europe, contribuant à sa grande renommée. Dans les témoignages de son époque, la qualité de ses estampes est fréquemment mise en avant :

« Mais ce en quoi cet artiste se distingua véritablement fut une certaine manière bizarre qu'il avait inventée pour faire des gravures. Celle-ci, entièrement personnelle, ne fut jamais utilisée par d'autres ni vue depuis, et consistait en des traits de pointes de différentes forces, avec des coups irréguliers et isolés, qui créaient un profond clair-obscur d'une grande intensité. Et en vérité, dans une certaine sorte de gravure, Rembrandt était beaucoup plus estimé des professionnels que dans la peinture, dans laquelle il semble avoir eu une chance exceptionnelle plus qu'un mérite propre. »

— Philippe Baldinucci, historien de l'art et collectionneur contemporain de Rembrandt, 1681-1728,.
Très prolifique, il laisse près de 400 estampes, dont la paternité ne fait pas toujours consensus mais sont répertoriées dans tous les catalogues raisonnés. Karel G. Boon, directeur du Cabinet des estampes du Rijksmuseum Amsterdam, estime que :

« Dans l'histoire de l'art graphique, il arrive rarement qu'on puisse identifier complètement une technique au génie d'un seul artiste ; cependant, on peut dire que la gravure à l'eau-forte, au XVIIe siècle, c'est Rembrandt. »

— Karel G. Boon, directeur du Cabinet des estampes du Rijksmuseum Amsterdam, 1963,.

### Œuvre dessiné
Près de 300 feuilles sont attribuées actuellement au peintre (contre plus de 1300 dans les années 1950). Les plus riches collections sont conservées à Londres, Amsterdam, Berlin et au musée du Louvre de Paris.
Il s'agit essentiellement d'exercices de style, la plupart n'ayant pas de rapport direct avec un tableau existant. La recherche récente sur Rembrandt ne considère plus de « caractère de préfiguration » dans une grande partie des dessins de son œuvre tardive ; ils sont désormais considérés comme des œuvres d'art à part entière. Les thèmes en sont divers mais différents de ceux de ses tableaux avec peu de portraits et beaucoup de paysages.
Rembrandt n'a vendu que quelques-uns de ses dessins, la plupart à des fins d'étude. Il s'agit d'esquisses, de dessins préliminaires, de calques et d'aide-mémoire, classés par sujet, auxquels les élèves de son atelier ont accès. Certains témoignent de son intérêt pour certaines problématiques. Dans la seconde moitié des années 1630, par exemple, il se consacre à la symétrie et à l'asymétrie de La Cène, de Léonard de Vinci. Le tableau lui est connu grâce à une gravure et l'incite à étudier sa structure dans divers dessins. Rembrandt transfère les connaissances ainsi acquises dans le tableau Le Mariage de Samson (1638), dont la composition est basée sur l'œuvre de Léonard de Vinci.
Au fil du temps, Rembrandt reprend certains thèmes, comme l'histoire de Suzanne et les Vieillards. Suzanne au bain, un dessin réalisé à la craie de cire rouge vers 1637, est un exemple de la transposition de ce récit biblique. Sa composition est basée sur une peinture d'histoire de Pieter Lastman. Selon l'histoire biblique, Susanne est harcelée par deux anciens juges et a le choix de se conformer à eux ou d'être calomniée. Rembrandt reprend le grand format du tableau, le regroupement des personnages et des éléments picturaux essentiels de Lastman dans son dessin à la craie. La principale différence avec l'original réside dans le développement ultérieur de la scène, où il souligne le caractère du dialogue. À travers le langage corporel des deux vieillards, il transpose les alternatives de Susanne : celui de gauche pointe la serrure avec son pouce comme une menace de calomnie et d'accusation, celui de droite attire Susanne avec son doigt. Le regard dédaigneux de cette dernière à son égard indique son rejet de la demande.

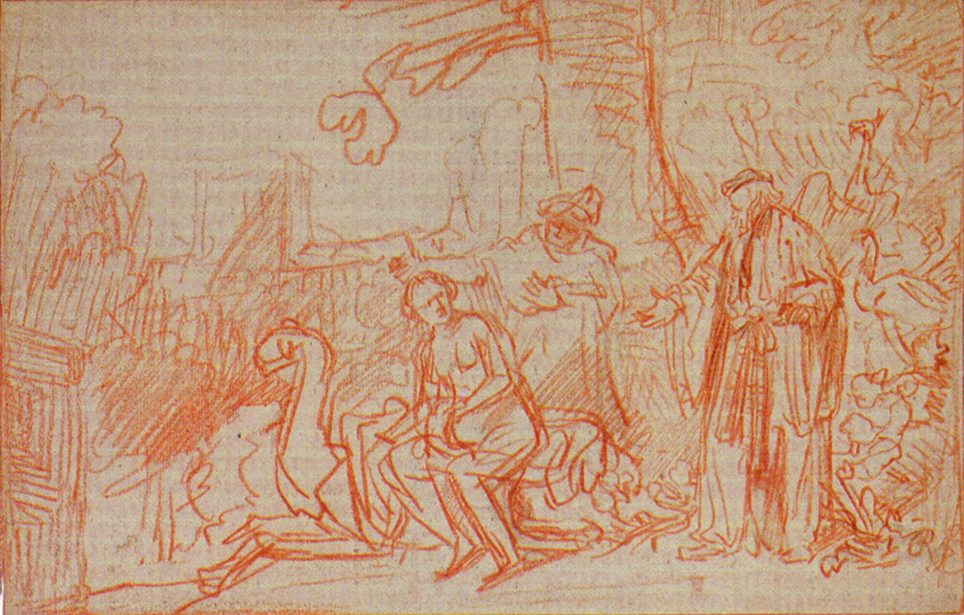
Suzanne au bain (vers 1637, musées d'État de Berlin).
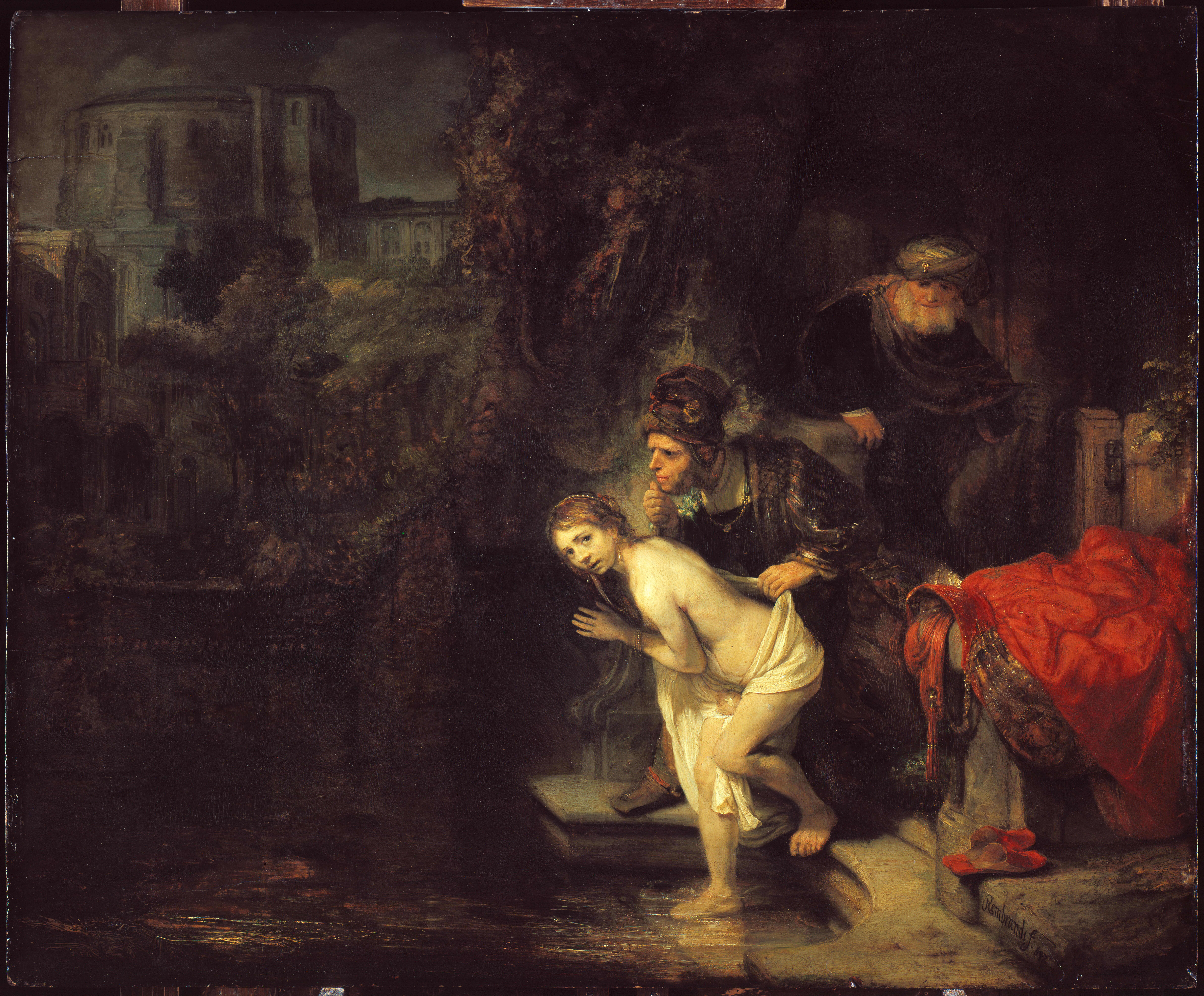
Suzanne et les Vieillards (1647, Gemäldegalerie, Berlin).

Le peintre utilise de nombreuses techniques dont la sanguine, l'encre, la pierre noire. L'une de ses techniques préférées est le bistre à la calame.

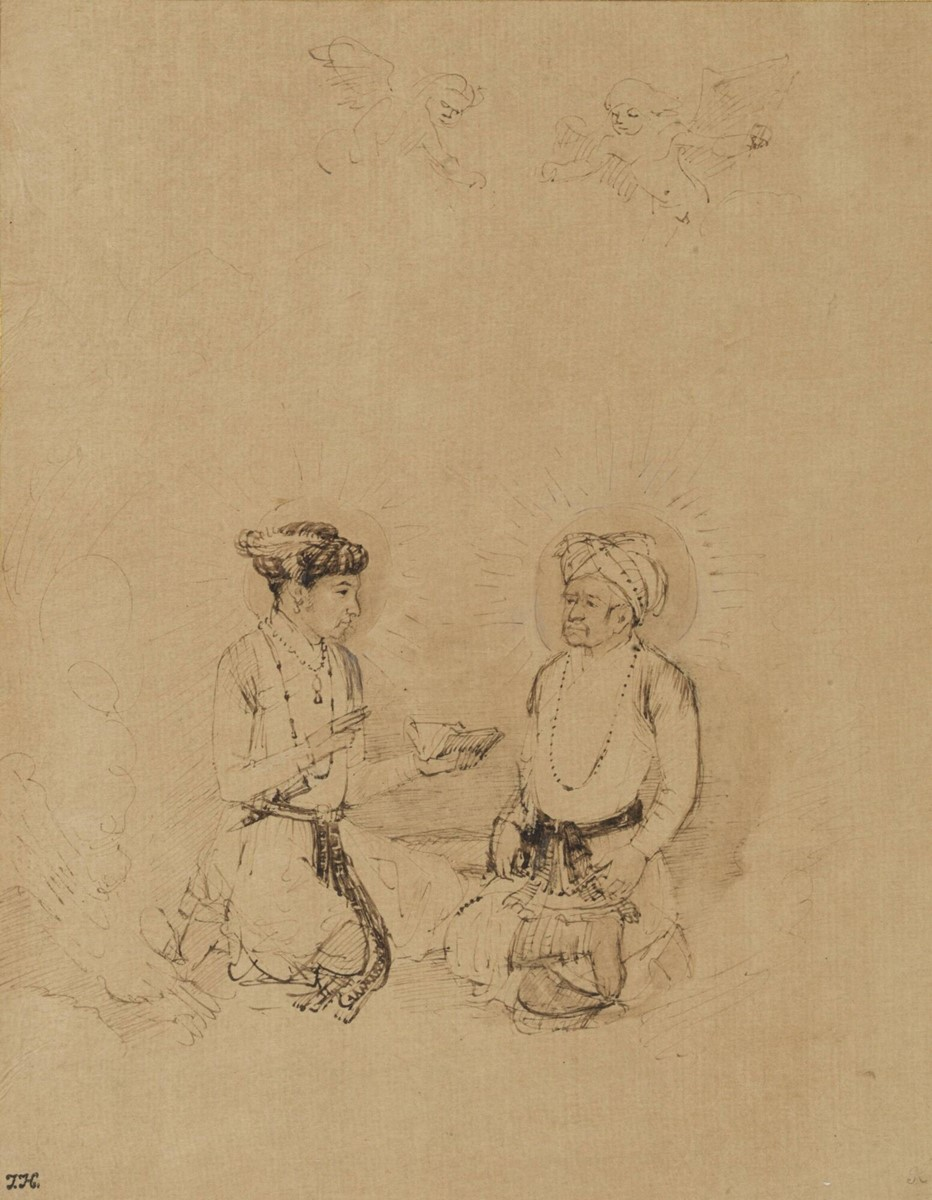
L'Empereur Akbar et Jahangir en apothéose (vers 1656, musée Boijmans Van Beuningen, Rotterdam).

Il s'intéresse aux miniatures mogholes, notamment vers les années 1650. Il dessine des versions de quelque 23 peintures mogholes ; il en a peut-être possédé un album. Ces miniatures comprennent des peintures de Shâh Jahân, Akbar, Jahângîr et Dârâ Shikôh et peuvent avoir influencé les costumes et d'autres aspects de ses œuvres,,.
Son dessin original est décrit comme un style d'art individualiste très similaire aux maîtres anciens d'Asie de l'Est, notamment aux maîtres chinois : « Probablement personne n’a combiné à un degré aussi grand que Rembrandt une exposition disciplinée de ce que son œil a vu et un amour de la ligne comme une belle chose en soi. Son Paysage d’hiver affiche la virtuosité de la performance d’un maître oriental, mais contrairement à la calligraphie orientale, il n’est pas basé sur une convention établie de la performance de pinceau. C’est aussi personnel que l’écriture », une « combinaison de clarté formelle et de vitalité calligraphique dans le mouvement du stylo ou du pinceau qui est plus proche de la peinture chinoise dans la technique et le sentiment qu'à tout ce qui existe dans l'art européen avant le XXe siècle ».
Les dessins de Rembrandt et de ses élèves et disciples ont été largement étudiés à travers les siècles par de nombreux artistes et universitaires comme Otto Benesch,, ; David Hockney ; Holm Bevers, Lee Hendrix, William W. Robinson, Peter Schatborn ; Werner Sumowski, Walter L. Strauss ; Nigel Konstam, Jakob Rosenberg, Gary Schwartz et Seymour Slive,.

### Signatures

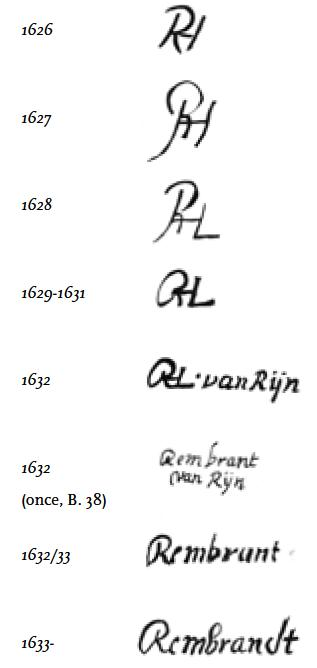
Signatures de Rembrandt.

« Rembrandt » est une modification de l'orthographe du prénom de l'artiste qu'il introduit en 1633. Ses premières signatures (vers 1625) se composent d'un premier « R », ou le monogramme « RH » (pour Rembrant Harmenszoon, c'est-à-dire « fils de Harmen »), et à partir de 1629, « RHL » (« L » est, vraisemblablement, pour Leiden). En 1632, il utilise ce monogramme au début de l'année, puis ajoute à son patronyme, « RHL-van Rijn », qui indique que sa famille vit près du Rhin, mais remplace cette forme dans la même année et commence à utiliser son prénom seul avec son orthographe d'origine, « Rembrant ».
En 1633, il ajoute un « d », et maintient cette forme à partir de cette date, ce qui prouve que cette petite modification avait un sens pour lui. Ce changement est purement visuel, il ne change pas la façon dont son nom est prononcé. Curieusement, malgré le grand nombre de peintures et de gravures signées avec ce changement de prénom, la plupart de ses documents qui sont mentionnés au cours de sa vie ont conservé l'orthographe originelle « Rembrant »,.
Sa pratique de signer son travail de son prénom a probablement été inspirée par Raphaël, Léonard de Vinci et Michel-Ange, qui, hier comme aujourd'hui, ont été appelés par leur prénom seul,.

## Diffusion et influence

### AuXVIIesiècle
Dans la seconde moitié du XVIIe siècle, des négociants tels Cornelis de Wael opèrent dans une grande partie de l'Europe, le commerce des estampes devient international, permettant aux amateurs de se procurer des œuvres de Rembrandt. L'importante dynastie des Mariette, graveurs et éditeurs d'estampes établis rue Saint-Jacques (Paris), bien que parisiens, vendent et achètent aux Pays-Bas, en Angleterre, en Allemagne et en Italie.

#### Dans l'empire des Habsbourg
Dans l'édition allemande de Piazza Universale de Tommaso Garzoni publiée en 1641, Rembrandt figure dans la liste des graveurs. Les premières copies gravées d'après ses estampes, dont celles de Wenceslas Hollar, datent des années 1630.

#### En France
Même si l'on commentait, étudiait, copiait et collectionnait les œuvres de Rembrandt, Seymour Slive insiste sur le fait que son statut en France ne doit pas être surestimé.
L'artiste alsacien Sébastien Stoskopff, qui habite et travaille à Paris, accorde une place prépondérante aux eaux-fortes de Rembrandt dans plusieurs natures mortes du début des années 1930. À la même époque, l'éditeur et marchand d'estampes parisien François Langlois dit Chartres publie une série de gravures des copies des têtes orientales reproduites par Jan van Vliet.
L'œuvre de Rembrandt est tenu en haute estime à Paris dès les années 1640. En 1641, Claude Vignon, qui a dû connaître Rembrandt dans les années 1630, demande à François Langlois d'aller le saluer à Amsterdam et de rapporter des œuvres. Il a lui même estimé un tableau de l'artiste, L'Ânesse du prophète Balaam (1626). L'inventaire en 1643 après la mort de son épouse compte un grand nombre de ses gravures, et celui de Langlois en 1647, mentionne « un livre de Rembrandt et des copies de Rembrandt ».
En 1642, l'artiste italien Stefano Della Bella achète « quatre petites pièces de Rembrandt » au marchand d'estampes François Langlois alors qu'il vit à Paris. Il crée de nombreuses eaux-fortes inspirées ou copiées de Rembrandt pendant les dix années qu'il passe en France.
Dans les années 1770-1780, plusieurs tableaux de Rembrandt passent dans les collections royales du Louvre par le biais des enchères et d'intermédiaires comme Alexandre Joseph Paillet.

#### En Italie

Giovanni Benedetto Castiglione, Tête d'homme avec un turban oriental, eau-forte (vers 1650, Cleveland Museum of Art).

Le nom de Rembrandt est mentionné à plusieurs reprises au cours du XVIIe siècle. Filippo Corsini le définit comme « peintre fameux » dans le journal de voyage du prince héritier Cosme III de Médicis ; un inventaire de la collection Correggio à Venise en 1655, cite un tableau de Willem Drost, spécifiant qu'il est un élève de Rembrandt, preuve qu'il y est connu avant sa mort ; il est mentionné dans la correspondance de Antonio Ruffo avec Abraham Brueghel à Rome et avec Le Guerchin à Bologne.
La présence des gravures de Rembrandt en Italie est attestée pour la première fois par les gravures et dessins de Giovanni Benedetto Castiglione et de son frère Salvatore, dans les années 1640. Giovanni Benedetto Castiglione est inspiré dans son style et le choix des thèmes par Rembrandt. Certains dessins, comme les copies de la Seconde tête orientale et du Buste d'homme au bonnet fourré, sont réalisés directement d'après ses estampes. Le Guerchin exprime son enthousiasme et sa familiarité avec les eaux-fortes de Rembrandt dans les courriers qu'il échange avec Antonio Ruffo qui lui commande un pendant à l'Aristote contemplant le buste d'Homère. Cependant, il ne semble pas avoir été influencé par ses gravures.
136 estampes de Rembrandt sont mentionnées dans la succession en 1667 du Flamand Cornelis de Wael, qui travaille à Gênes et à Rome. Beaucoup sont rassemblées en albums, mais la succession mentionne aussi des piles de gravures séparés, des libretti ou livrets de gravures.
Au début du XVIIIe siècle, les eaux-fortes de Rembrandt sont parmi les gravures les plus recherchées en Italie, même si l'artiste néerlandais n'occupe pas une place à part. Dans son Comminciamento e progresso dell'arte dell'intagliare in rame colle vite di molti de' più eccellenti maestri della stessa professione... (Origine et évolution de l'art de la gravure sur cuivre) paru en 1667, Philippe Baldinucci accorde plus d'attention aux tableaux qu'aux gravures de l'artiste, domaine où il note toutefois que Rembrandt donne toute sa mesure. Dans son ouvrage, Baldinucci évoque deux peintures : un Autoportrait identifié comme l'un des autoportraits aujourd'hui conservés au musée des Offices de Florence, exposé alors dans les appartements du cardinal Léopold de Médicis au Palais Pitti, et une Tête d'homme barbu avec ruban dans la « Galerie du prince Panfino » à Rome, jamais identifié avec certitude.

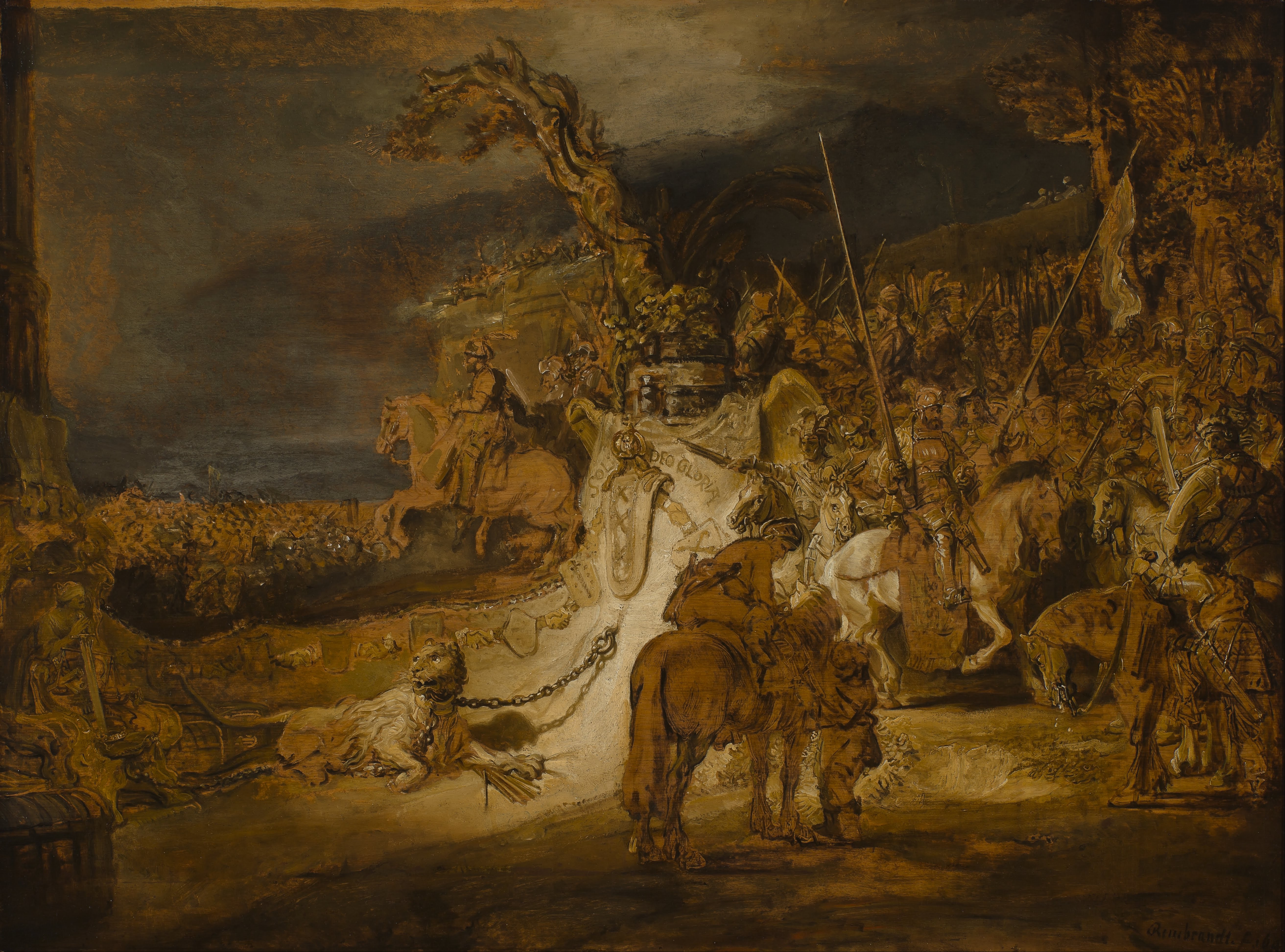
La Concorde entre les États (1635-1641, musée Boijmans Van Beuningen, Rotterdam).

Deux peintures non identifiables de Rembrandt, Saint Pierre qui se réchauffe et Portrait d'un satyre couronné de lierre, sont mentionnées dans l'inventaire des biens datant de 1682 ou 1683 de Don Gaspar de Haro y Guzman (1629-1687), ambassadeur d'Espagne auprès du Saint-Siège en 1677 et vice roi de Naples à partir de 1682. À Venise, dans les années 1690, le doge Nicolò Sagredo a dans sa collection au moins une peinture de Rembrandt, certainement La Concorde entre les États, aujourd'hui conservée au musée Boijmans Van Beuningen de Rotterdam. Deux portraits « al naturale » y sont mis en vente sous le nom de Rembrandt à la fin du XVIIe siècle.
Même si certaines œuvres de Rembrandt sont présentes en Italie au XVIIe siècle, il demeure peu représenté. En dehors du prince Ruffo, des gravures de Casiglione et de l'éloge du Guerchin, la plupart des témoignages sont négatifs, à commencer par ceux de Baldinucci et Abraham Bruegel. Il faudra attendre deux siècles avant que l'art de Rembrandt cesse de pâtir, dans l'esprit des Italiens, de la comparaison avec celui de Raphaël et de Michel-Ange.

##### Rembrandt et les Médicis

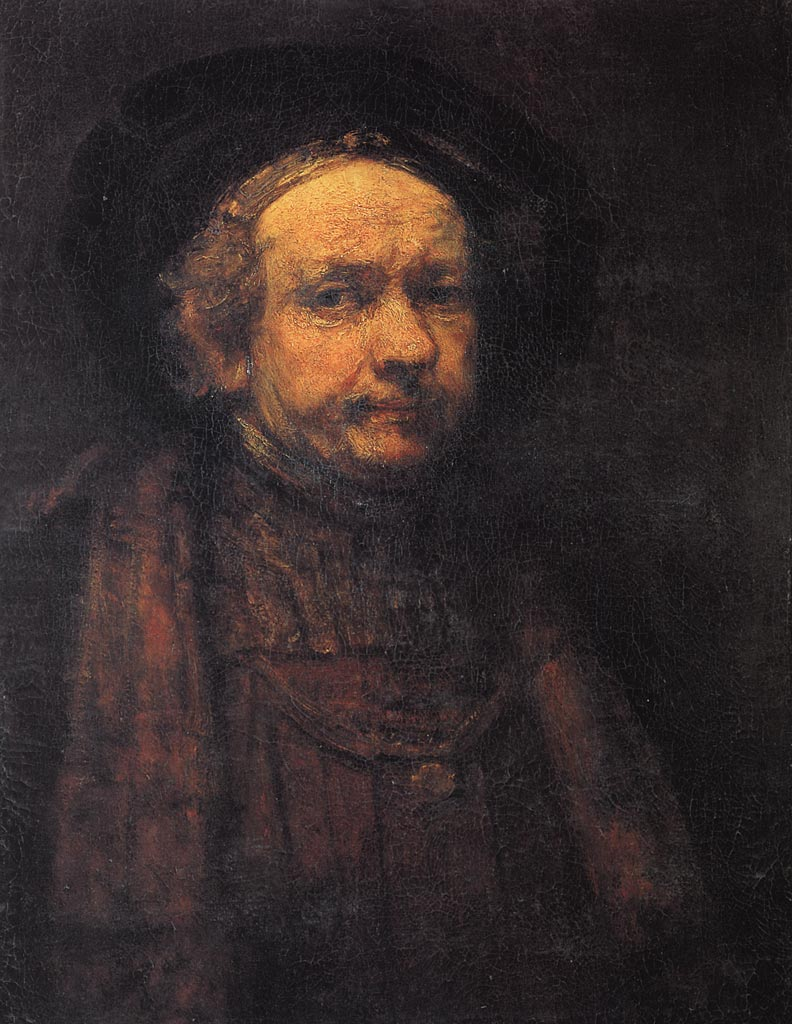
Autoportrait (1668–1669, Musée des Offices, Florence).

Le 29 décembre 1667, lors d'un périple en Europe, Cosme III de Médicis se rend dans l'atelier du peintre à Amsterdam avec deux de ses agents, Francesco Feroni et Pieter Blaeu, ainsi que chez divers grands maîtres dont Willem van de Velde le Jeune. Aucun d'entre eux n'ayant pu lui présenter des œuvres achevées, il doit aller en admirer chez des particuliers. Le prince se serait alors contenté de suivre ses agents dans la ville.
L'Autoportrait est entré dans la collection du cardinal Léopold de Médicis en 1671 ou 1672 et est passé dans celle de Côme III à la mort de Léopold en 1675. Un Vieil homme assis dans un fauteuil, également conservé aux Offices, est recensé avant la fin du XVIIe siècle, dans un inventaire de 1698 des appartements du prince Ferdinand de Toscane (1663-1713) au palais Pitti. Dès 1699, Ferdinand de Toscane veut constituer un cabinet où les artistes célèbres, essentiellement des artistes hollandais et flamands des XVIe et XVIIe siècles, seraient représentés par une œuvre de petit format dans sa Villa de Poggio a Caiano. La plupart sont des cadeaux du beau-fils de Côme III, l'électeur palatin Jean-Guillaume de Neubourg-Wittelsbach. Parmi elles, figure un Autoportrait attribué à Rembrandt.
On ignore si Rembrandt est représenté dans les albums de dessins et gravures de la collection de Léopold où il n'est pas mentionné spécifiquement dans la liste d'inventaire. Il figure seulement dans le premier inventaire détaillé des gravures de la collection Médicis datant du milieu du XVIIIe siècle. Vers la fin du XVIIe siècle, les Médicis ne semblent pas montrer quelque prédilection pour Rembrandt, lui préférant les fijnschilders qui dominent à l'époque.
Ses tableaux n'ont jamais eu accès à la Tribuna de la Galerie des Offices, qui accueille dès le XVIIe siècle une œuvre de Rubens et en 1704 un tableau de Godfried Schalken.

##### Rembrandt et Antonio Ruffo

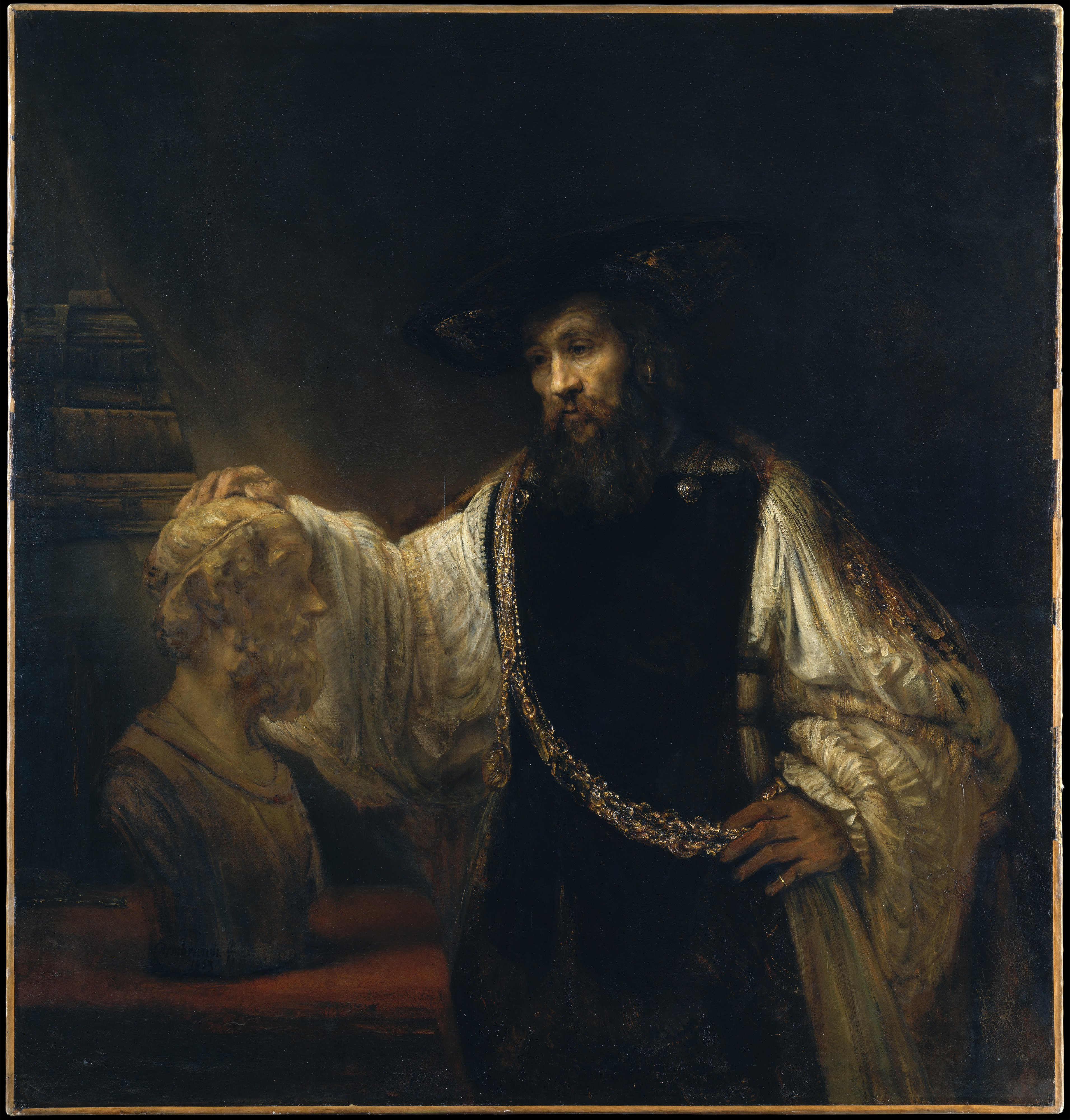
Aristote contemplant le buste d'Homère (1653, Metropolitan Museum of Art, New York).

Entre 1654 et 1664, Rembrandt expédie à Antonio Ruffo trois portraits à mi-corps : Aristote contemplant le buste d'Homère en 1654, puis Alexandre le Grand et Homère instruisant deux disciples en 1661 (aujourd'hui disparus). Les trois tableaux font partie de la centaine d'oeuvres que Don Antonio sélectionne pour être transmis en ligne directe, de génération en génération. Celui-ci possède aussi une collection de gravures où Rembrandt figure en première place. On ignore s'il possède des dessins de l'artiste. Le 8 décembre 1669, deux mois après la mort du maître, il reçoit d'Amsterdam 189 eaux-fortes de Rembrandt pour la somme de dix onces.
Le noble sicilien possède un vaste réseau de correspondants en Europe et entretient des relations commerciales avec Amsterdam. Il peut avoir agit personnellement ou sur les conseils de l'un d'eux. Il achète aussi à Amsterdam des tapisseries de la vie d'Achille d'après des dessins de Rubens, des diamants et des pièces d'argenterie.
Antonio Ruffo est très satisfait de son Aristote, qu'il préfère nettement aux deux autres toiles. Il se plaint à Rembrandt lui-même qu' Alexandre est peint sur un assemblage de plusieurs toiles, dont les coutures sont visibles. Il considère qu'Homère lui est livré inachevé, voyant peut-être dans le style tardif de Rembrandt, puissant mais sans fioritures, un signe d'inachèvement, le peintre n'ayant certainement pas envoyé à Messine un tableau non terminé compte tenu des frais d'expédition par bateau. Renvoyé à l'artiste, Homère est inscrit dans l'inventaire de Ruffo en 1664.

### À Venise auXVIIIesiècle

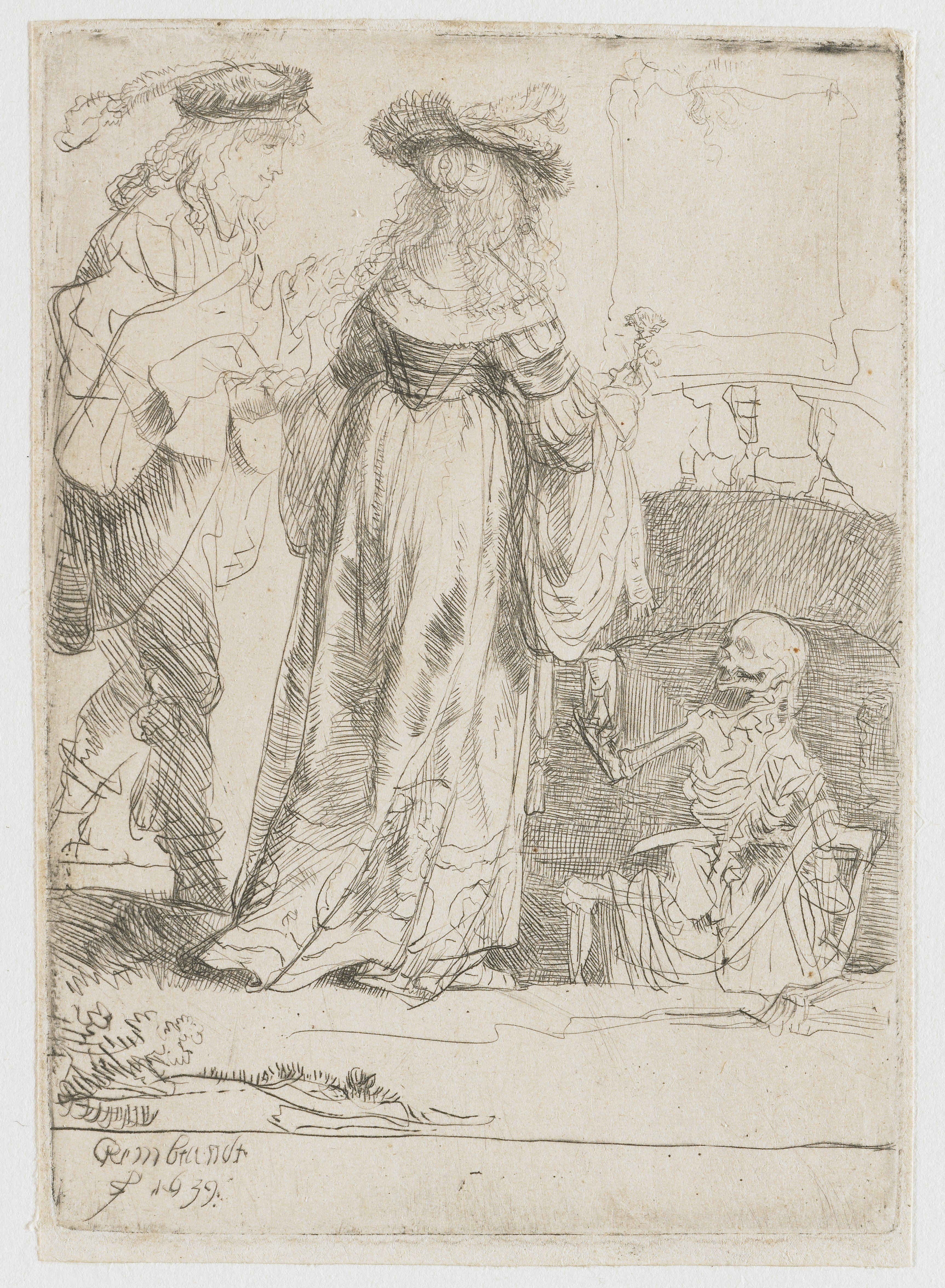
La Jeunesse surprise par la Mort, recto, eau-forte (1639, Rijksmuseum Amsterdam).

En 1721, Anton Maria Zanetti l'Ancien (1679-1767) rapporte à Venise de son séjour à Amsterdam trois volumes d'estampes de Rembrandt, dont on connaît les gravures depuis plusieurs dizaines d'années, 394 feuilles originales et quelques copies et imitations. Ce recueil joue un rôle déterminant dans la production graphique de peintres-graveurs tels que Giambattista Tiepolo (1696-1770), et ses fils Giandomenico Tiepolo (1727-1804) et Lorenzo Tiepolo (1736-1776), Canaletto ou Giovanni Battista Piazzetta. Vers 1715, le jeune Tiepolo a déjà à sa disposition La Jeunesse surprise par la Mort, une eau-forte et pointe sèche.
Rembrandt trouve sa place dans la culture vénitienne du XVIIIe siècle de par l'assimilation des principes baroques de son art empreint de naturalisme caravagesque par des artistes de tendances, de formations et de goûts variés. Venise est la ville d'Italie qui comprend le mieux sa leçon en raison de son ouverture traditionnelle à l'art des pays du Nord et de son cosmopolitisme, mais aussi parce qu'un siècle auparavant des peintres de style et d'origines divers y connaissaient déjà les recherches sur le clair-obscur de Rembrandt et de ses élèves. Bien qu'avec une approche diamétralement opposée, Giambattista Tiepolo est un grand admirateur de Rembrandt ; Giambattista Piazzetta consacre un chapitre de ses recherches sur l'art du XVIIe siècle au clair-obscur de Rembrandt, qui renouvelle son propre répertoire et sa vision de la peinture.
Les représentations intenses de la Passion de Rembrandt, associées à des hommages à Rubens, Titien et Tintoret, marquent profondément les derniers tableaux religieux du baroque.
Dans l'inventaire collection de Joseph Smith dressé en 1762 pour la vente à George III, dix Rembrant sont répertoriés, deux seulement sans doute autographes.
Les tronies de Rembrandt sont particulièrement admirées en Italie où elles sont utilisées comme des exemples utiles pour les étudiants des académies. Dans les années 1770, Carlo Bianconi recommande leur utilisation dans son traité consacré aux gravures comme outil de formation.

## Collection d'art de Rembrandt
Rembrandt a probablement commencé à constituer sa vaste collection d'objets et d'œuvres d'art divers dès son séjour à Leyde. Les objets exotiques et ethnologiques sont fidèlement reproduits dans ses œuvres de 1628, suggérant que la collection servait également à des fins d'étude et contenait des accessoires d'atelier. Cependant, il pourrait également s'agir d'objets de valeur destinés à la vente, puisque Rembrandt était aussi marchand d'art. Avec la prétention encyclopédique de la collection, Rembrandt a peut-être aussi voulu se distinguer dans les hautes sphères de la société.

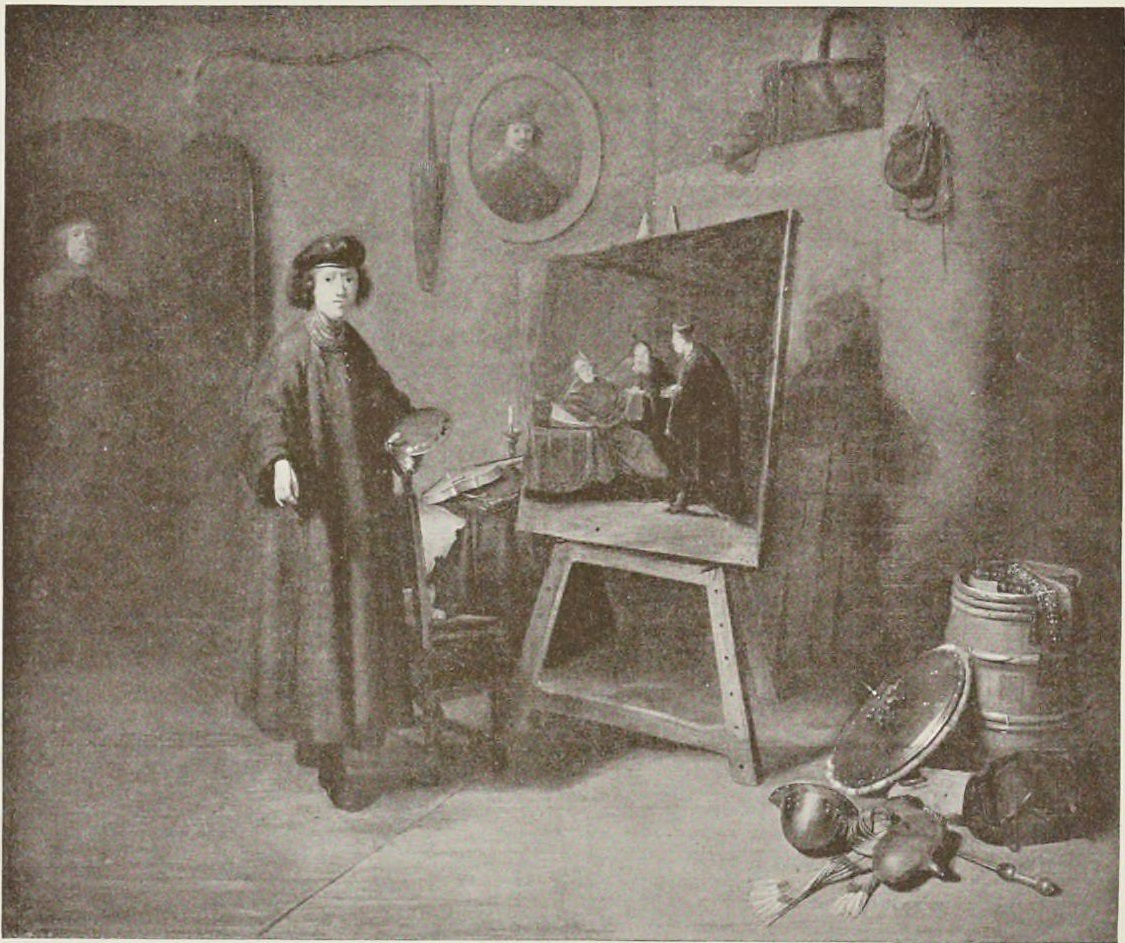
Gérard Dou, Rembrandt dans son atelier (vers 1630,, Amsterdam).

La documentation de l'inventaire établi lors de la vente de ses possessions en 1656 demeure aujourd'hui encore important pour les historiens de l'art. La liste de vente, avec 363 articles, donne un bon aperçu des collections de Rembrandt, qui sont divisées entre les naturalia, tels que les coraux durs et les coquillages, et les artificialia, qui comprennent des objets tels que des pièces de monnaie, des armes, des armures (casques, arcs et flèches), des instruments de musique et des moulages en plâtre des bustes des empereurs romains et des philosophes grecs. La collection comprend aussi des œuvres d'art antiques et orientales, des objets scientifiques, des costumes et des œuvres picturales, de la porcelaine, des collections d'histoire naturelle (deux peaux de lion, un oiseau de paradis), et des minéraux.
Outre les peintures et dessins de Vieux Maîtres, il possède notamment des peintures d'artistes qui l'ont beaucoup influencé, comme Pieter Lastman et son entourage, d'Hercules Seghers et d'artistes amis ou stylistiquement apparentés, comme Jan Lievens, Adriaen Brouwer et Jan Pynas, ainsi que des œuvres attribuées à Giorgione, Palma le Vieux, Lelio Orsi, Raphaël et aux Carracci ; il conserve également des estampes d'Andrea Mantegna, Lucas van Leyden, Martin Schongauer, Albrecht Dürer, Hans Holbein le Jeune, Maarten van Heemskerck, Frans Floris, Pieter Brueghel l'Ancien, Rubens, Jacob Jordaens, Hendrik Goltzius et Abraham Bloemaert. Un album entier était rempli de chalcographies et de gravures sur bois de Lucas Cranach l'Ancien. Il possédait peu de livres : une Bible, les Antiquités judaïques de Flavius Josèphe illustrées de gravures sur bois de Tobias Stimmer et le traité sur les proportions humaines d'Albrecht Dürer.
Cet inventaire a permis à des spécialistes de Rembrandt de se rendre compte de la « curiosité éclairée » de ce dernier et de la grande importance de son étude de la Renaissance italienne dans son œuvre.
Peu de temps après la dispersion de sa collection, alors qu'il emménage dans un petit appartement, Rembrandt acquiert une nouvelle collection. Cela suggère que la collection est pour lui une sorte d'obsession. Le musée de la maison de Rembrandt d'Amsterdam présente une reconstitution de la collection vers 1650 en s'appuyant sur les inventaires, qui répartissent également spatialement les objets exposés.

## Élèves
Rembrandt dirige un grand atelier et forme de nombreux élèves de 1628 à 1663. À Leyde, son atelier est dans la maison de ses parents, il n'y a donc pas de séparation entre la maison et le travail. En février 1628, il accepte comme premier élève Gérard Dou, qui devient plus tard célèbre pour ses peintures de genre et ses portraits ; Isaac de Jouderville suit en novembre de la même année.
À Amsterdam, Rembrandt travaille d'abord dans l'atelier du marchand d'art Hendrick van Uylenburgh, jusqu'à ce qu'il rejoigne la Guilde de Saint-Luc en 1634 et obtienne ainsi le droit de diriger son propre atelier et d'accueillir des étudiants. Dans sa maison, il installe son atelier au premier étage et au deuxième étage, sous les toits, l'atelier où travaillent ses élèves. De petites salles de travail sont séparées par des cloisons mobiles. Les élèves ont accès aux dessins, gravures et peintures de leur maître, qu'ils copient ou reproduisent librement. Rembrandt vend ces œuvres, qui complètent les 100 florins que les parents paient pour un an. Les frais de scolarité sont très élevés, étant donné que Rembrandt n'offre aux élèves ni chambre ni pension. Certains élèves sont restés comme assistants dans l'atelier de Rembrandt après la fin de leur apprentissage.
Le nombre exact d'étudiants n'est pas connu. Les premiers biographes de Rembrandt ont transmis les noms d'environ 20 d'entre eux. Les archives des élèves de Rembrandt des guildes de Leyde et d'Amsterdam ont été perdues. Leur nombre est aujourd'hui estimé à environ 50. L'artiste allemand Joachim von Sandrart, qui vécut à Amsterdam de 1637 à 1645, rapporte que « d'innombrables » jeunes hommes étudièrent et travaillèrent avec Rembrandt. Cette déclaration suggère un nombre plus élevé d'élèves. La liste des élèves de Rembrandt est assez longue, principalement parce que son influence sur les peintres autour de lui était si grande qu'il est difficile de dire si quelqu'un a travaillé pour lui dans son atelier ou s'il a juste copié son style pour les clients désireux d'acquérir un « Rembrandt ».

Sélection d'œuvres d'élèves de Rembrandt
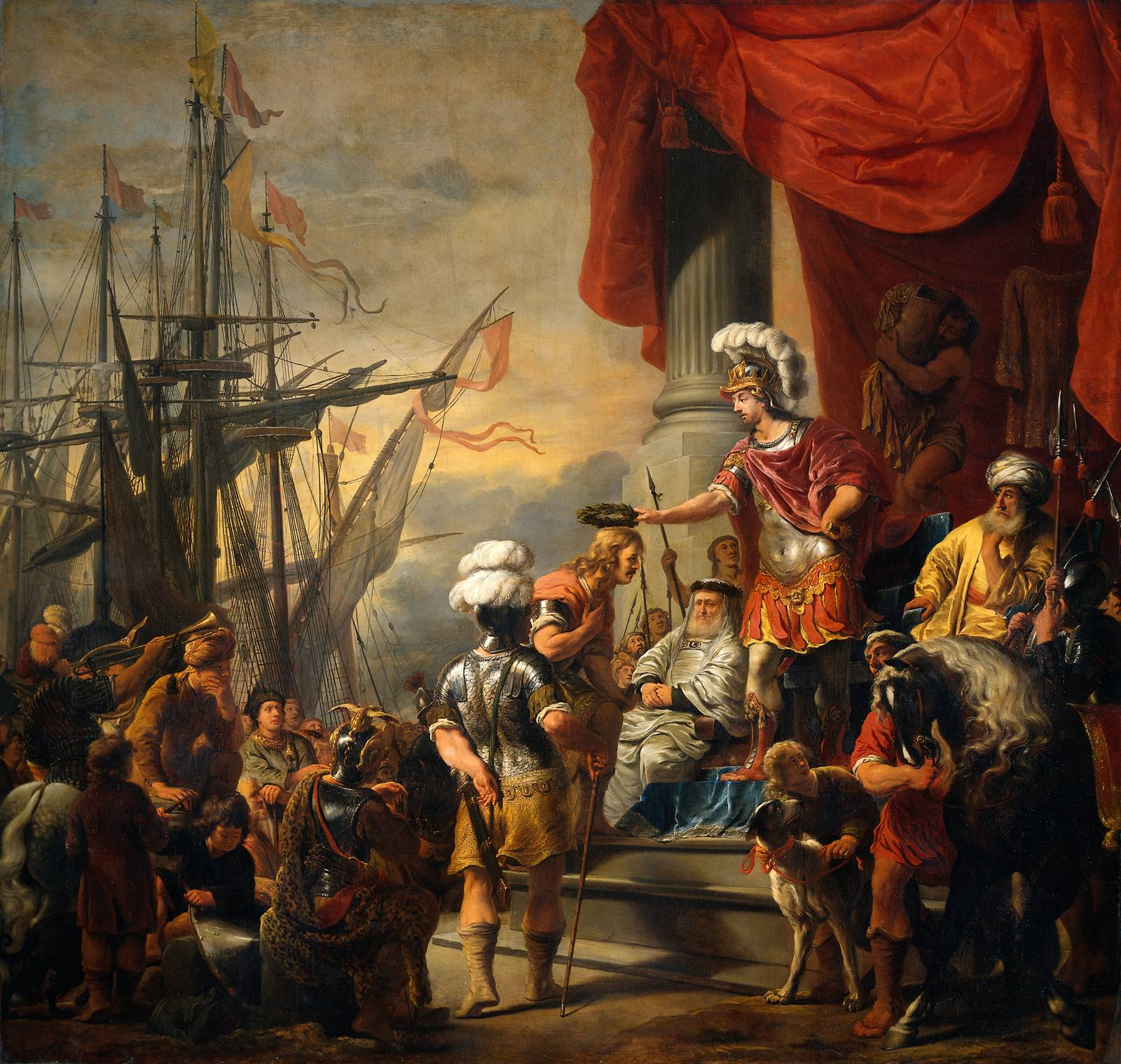
Gerard Dou, Aeneas sur la côte du Latium (1661–1663, Rijksmuseum Amsterdam).
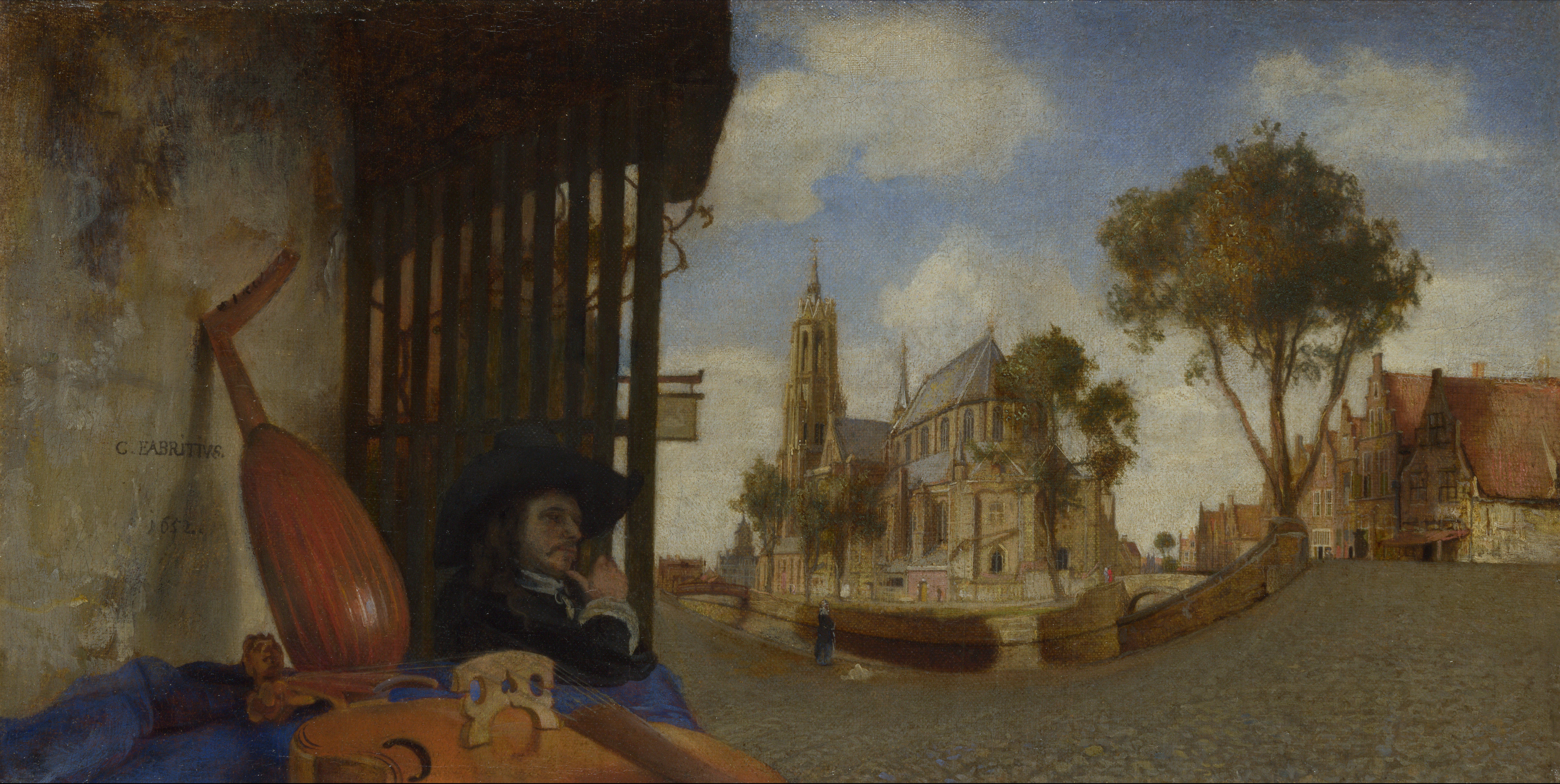
Carel Fabritius, Vue de Delft (1652, National Gallery, Londres).
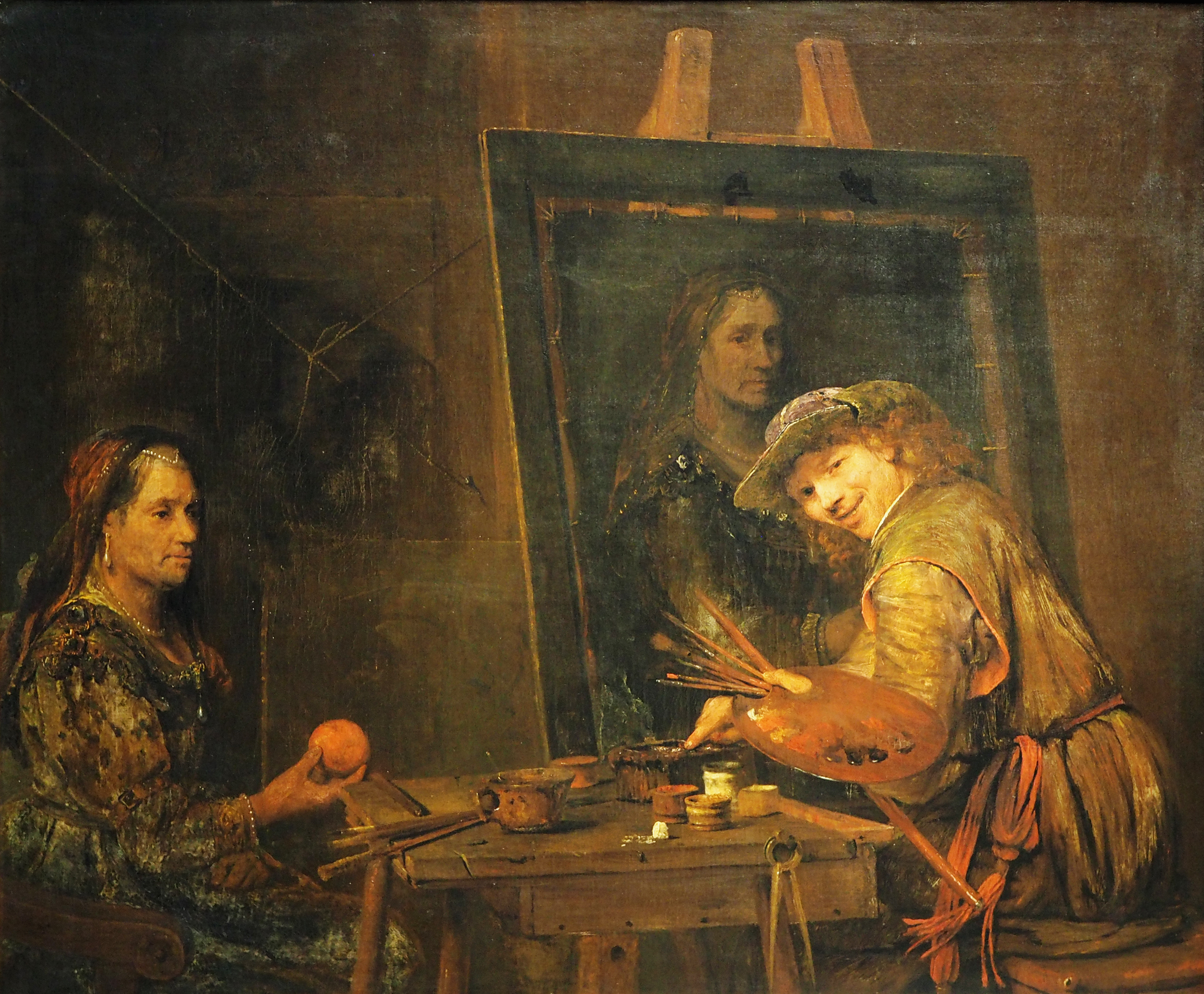
Arent de Gelder, Autoportrait en Zeuxis (1685, musée Städel, Francfort-sur-le-Main).
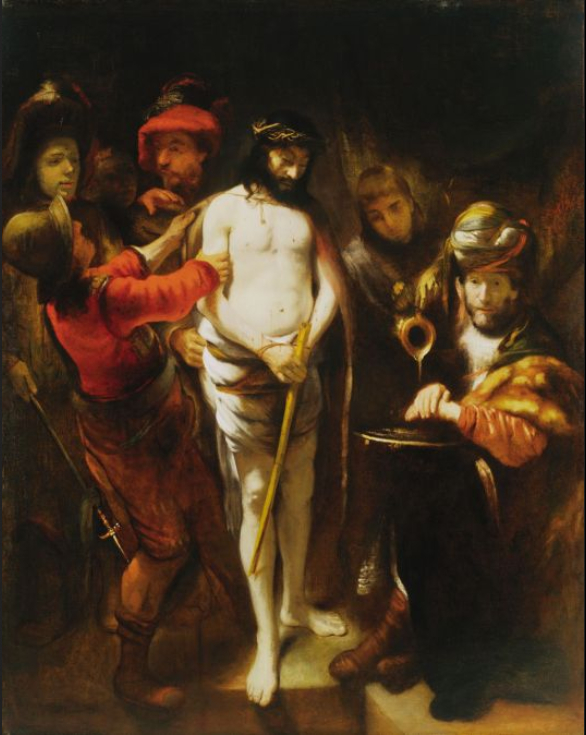
Nicolaes Maes, Le Christ devant Pilate (vers 1640-1648, musée des Beaux-Arts de Budapest).

Plusieurs de ses élèves ont connu le succès, dont :
- Ferdinand Bol (1616-1680)
- Gérard Dou (1613-1675)
- Willem Drost (1630-1680)
- Heiman Dullaert (1636-1684)
- Gerbrand van den Eeckhout (1621-1674)
- Carel Fabritius (1622-1654)
- Govert Flinck (1615-1660)
- Carel Fabritius (1622-1654, considéré comme le plus doué)
- Arent de Gelder (1645-1727)
- Samuel van Hoogstraten (1627-1678)
- Isaac de Jouderville (1612-1646)
- Godfrey Kneller (1646-1723)
- Philips Koninck (1619-1688)
- Jacob Levecq (1634-1675)
- Nicolas Maes (1643-1693)
- Jürgen Ovens (1623-1678)
- Christopher Paudiß (1618-1666)
- Jan Victors (1619- v. 1676-1677)

## Problèmes d'attribution et travaux du Rembrandt Research Project

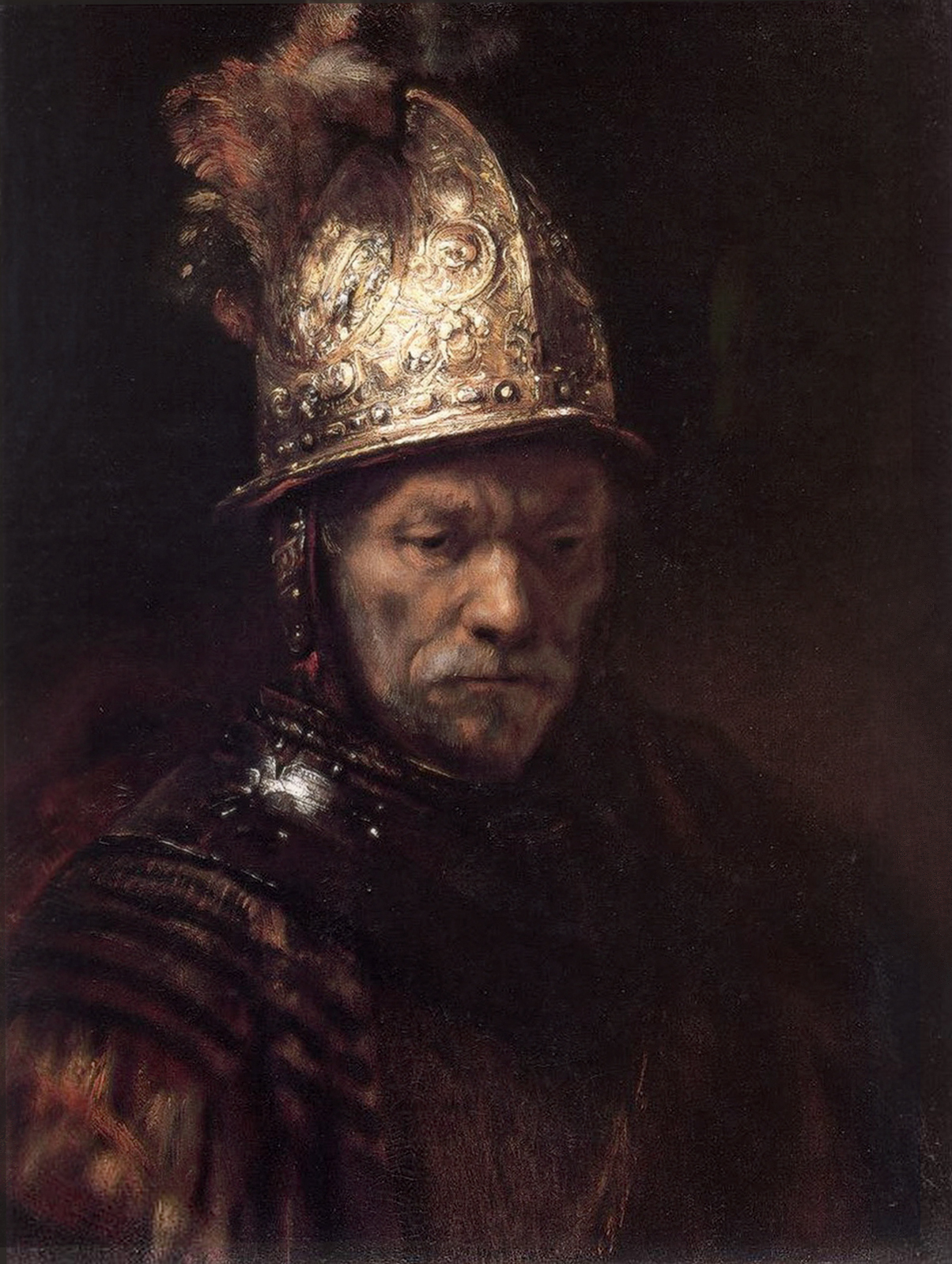
L'Homme au casque d'or, anonyme (vers 1650, Gemäldegalerie, Berlin).

La distinction entre l'œuvre originale du peintre et celle produite par son atelier est difficile ; les attributions ont varié dans le temps. La pratique de l'atelier propre à Rembrandt est un facteur majeur de la difficulté d'attribution, puisque, comme de nombreux maîtres avant lui, il a encouragé ses élèves à copier ses peintures, les finissant ou les retouchant parfois pour les vendre comme originaux, et les vendant parfois comme copies autorisées, se rémunérant ainsi en échange de leur instruction et de leur apprentissage. De plus, son style s'est avéré assez facile à imiter pour ses étudiants les plus talentueux, qui prenaient parfois la liberté de signer du nom de Rembrandt. La qualité inégale de certaines de ses œuvres, ainsi que ses évolutions et expérimentations stylistiques fréquentes, son manque de cohérence, compliquent encore les choses. Il n'hésitait pas en effet à signer de son nom des tableaux qui étaient l'œuvre de collaborateurs parfois éloignés, entretenant sciemment cette confusion même pour des autoportraits. De plus, son travail a été ensuite imité et certaines restaurations ont tellement endommagé les œuvres originales qu'elles ne sont plus reconnaissables.
Même ses contemporains avaient du mal à déterminer si les œuvres de Rembrandt étaient des originaux, car elles sont parfois difficiles à distinguer de celles d'autres artistes tels que Govert Flinck, Jan Lievens ou Arent de Gelder. Des copies et des variantes étant réalisées dans l'atelier, dix versions de Judas repentant, par exemple, sont connues, qui ne peuvent être clairement attribuées à un artiste spécifique. Dans certains cas, des documents d'archives, des mentions littéraires ou des gravures de reproduction peuvent être utilisés pour déterminer l'auteur, mais sans fiabilité certaine. Des recherches scientifiques sur les œuvres et la connaissance des caractéristiques spécifiques de qualité et de style de l’artiste constatent des concordances et des divergences par rapport aux œuvres non documentées, mais demeurent toutefois subjectives.

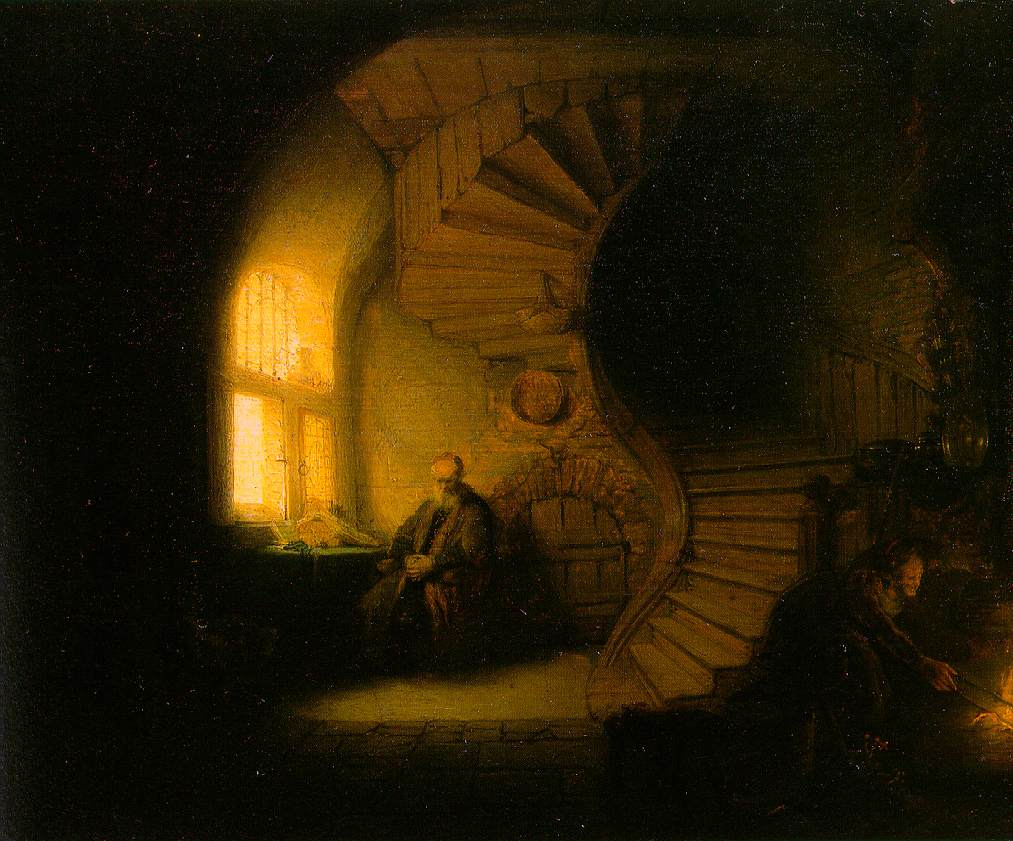
Philosophe en méditation (1632, musée du Louvre, Paris).

Beaucoup d'œuvres habituellement attribuées à Rembrandt (telles L'Homme au casque d'or, Le Cavalier polonais ou le Philosophe en méditation) ont une paternité aujourd'hui contestée par les experts. L'expertise est rendue encore plus difficile par le fait que Rembrandt ne signe pas toujours ses tableaux, que sa signature a évolué plusieurs fois et que certains de ses élèves signent leur copie du nom de leur maître.
Le premier recensement de son œuvre peinte est publié en 1836, réalisé par John Smith, qui dénombre près de 600 tableaux. Près de 400 peintures supplémentaires lui sont attribuées par la suite, grâce à l'étude de Wilhelm von Bode publiée chez Charles Sedelmeyer (8 volumes, 1897-1907). Un inventaire de 1915 ramène ce nombre à 740 et Abraham Bredius à 600 dans un catalogue publié en 1935.
En 1968, le Rembrandt Research Project (RRP), un groupe de six professeurs universitaires néerlandais, est créé sous l'égide de l'Organisation néerlandaise pour l'avancement de la recherche scientifique (Nederlandse Organisatie voor Wetenschappelijk Onderzoek). Des historiens d'art et des experts de plusieurs disciplines sont associés pour valider l'authenticité des œuvres attribuées à Rembrandt et établir une liste complète de ses peintures au sein d'un catalogue raisonné, qui porte à 420 le nombre de ses tableaux. Ils ont divisé les œuvres en trois catégories : la catégorie A comprend les peintures pour lesquelles la paternité de Rembrandt est certaine, la catégorie B comprend les peintures pour lesquelles la paternité de Rembrandt ne peut être considérée comme certaine mais ne peut être niée, et la catégorie C comprend les œuvres pour lesquelles la paternité de Rembrandt n'est pas confirmée. L'attribution de certaines œuvres à sa catégorie respective n'a pas été sans controverse.

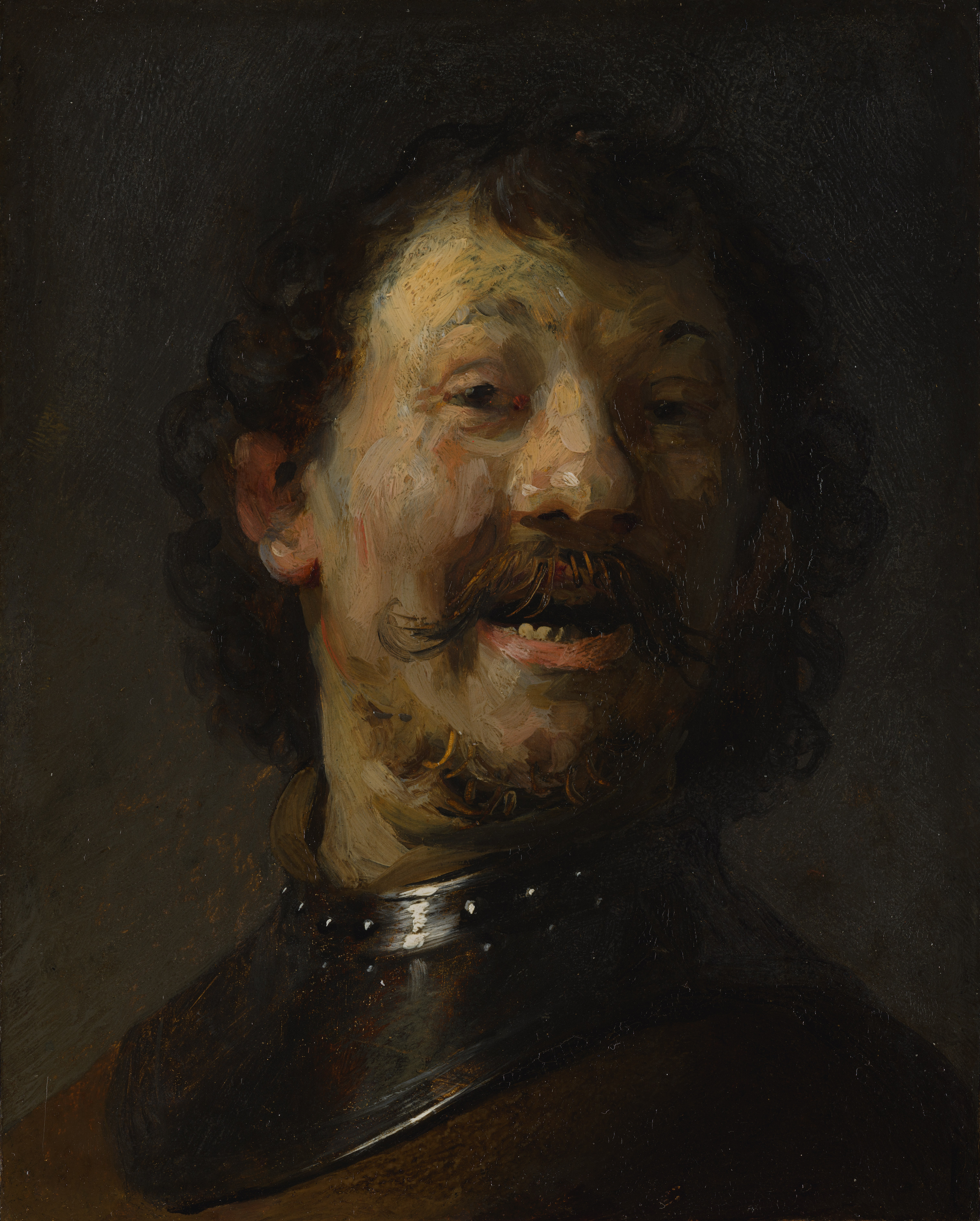
Soldat riant (vers 1629-1630, Mauritshuis, La Haye).

Certaines œuvres ont été retirées de la liste après expertise, dont Le Cavalier polonais, conservé par la Frick Collection de New York. La plupart des experts, parmi lesquels le Dr Josua Bruyn du RRP, attribuent maintenant ce tableau à l'un des plus talentueux élèves de Rembrandt, Willem Drost. En 1982, des trois tableaux peints sur des plaques de cuivre doré, Soldat riant du Mauritshuis, La Vieille femme en prière de la Residenzgalerie et un Autoportrait du Nationalmuseum, tous de petit format similaire, seul le dernier, peint le plus fidèlement, est déclaré authentique. Dans le catalogue de l'exposition The Mystery of the young Rembrandt, qui est montée à Amsterdam et Kassel en 2002, les deux autres tableaux sont également comptés comme faisant partie du noyau des œuvres authentiques de l'œuvre de Rembrandt des années 1627 à 1629.
En 2003, le comité poursuit ses travaux d'investigation. Les enjeux de ces désattributions sont de taille et suscitent de grosses polémiques : un Rembrandt peut se vendre dans les années 2010 à plus de 28 millions de dollars américains ; la Wallace Collection, qui avait 11 tableaux de Rembrandt, ne se retrouve plus qu'avec un seul authentifié. L'expertise de L'Homme au casque d'or, exposé à la Gemäldegalerie (Berlin) et considéré comme l'un des plus célèbres portraits de Rembrandt, aboutit également à la conclusion que son « attribution à Rembrandt est à présent pratiquement exclue »[source insuffisante]. Il s'agit alors de l'une des plus importantes dépréciations. Une des hypothèses serait qu'il a été exécuté par le peintre originaire d'Augsbourg Johann Ulrich Mayr, qui a travaillé temporairement dans l'atelier de Rembrandt, car le casque provient d'un arsenal d'Augsbourg. Une autre hypothèse est que l'auteur de ce portrait n'appartient pas à l'atelier de Rembrandt.
Une question similaire a été soulevée par Simon Schama concernant la vérification des titres associés au sujet représenté dans les œuvres du maître. Par exemple, le sujet exact représenté dans Aristote contemplant le buste d'Homère, récemment renommé par les conservateurs du Metropolitan Museum of Art, a été contesté par Schama, qui présente un argument substantiel selon lequel le célèbre peintre grec ancien Apelle est représenté en contemplation par Rembrandt et non Aristote.
Un autre tableau, Pilate se lavant les mains, est également d'attribution douteuse. L'opinion critique de cette image a varié depuis 1905, lorsque Wilhelm von Bode l'a décrite comme « une œuvre quelque peu anormale » de Rembrandt. Les chercheurs ont depuis daté le tableau des années 1660 et l'ont attribué à un élève anonyme, peut-être Aert de Gelder. La composition ressemble superficiellement aux œuvres matures du peintre mais sa maîtrise de l'illumination et de la modélisation y est absente.

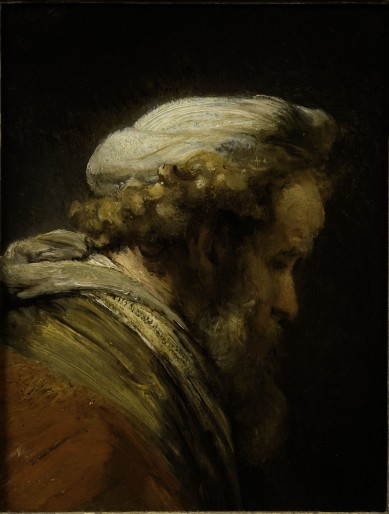
Étude d’un vieil homme de profil (1661, Agnes Etherington Art Centre, Kingston).

À la suite des désattributions effectuées par les experts (notamment Ernst van de Wetering, directeur du RRP), il ne resterait actuellement que 357 œuvres estimées authentiques. Les résultats de recherche ont été publiés dans six volumes. Le travail d'attribution et de réattribution est toujours en cours. En 2005, quatre peintures à l'huile précédemment attribuées aux élèves de Rembrandt ont été reclassées comme étant l'œuvre de Rembrandt lui-même : Étude d’un vieil homme de profil et Étude d’un vieil homme barbu (collection privée), Étude d'une femme en pleurs, propriété du Detroit Institute of Arts, et Portrait d'une femme âgée avec un bonnet blanc, peint en 1640. Le Vieil homme assis sur une chaise en est un autre exemple : en 2014, Ernst van de Wetering soutient au Guardian que la rétrogradation du tableau de 1652 « était une grave erreur […] c'est une peinture de la plus grande importance. La peinture doit être vue en termes d'expérimentation de Rembrandt ». Cela a été souligné bien plus tôt par Nigel Konstam qui a étudié Rembrandt tout au long de sa carrière.
En plus de la question de l'authenticité des œuvres de Rembrandt, le Rembrandt Research Project a ouvert également de nouvelles perspectives sur l'atelier de Rembrandt, son enseignement et les découvertes d'archives sur la biographie de l'artiste, les modèles et les premières provenances de ses œuvres. Il a compilé de nombreuses découvertes scientifiques sur les œuvres de Rembrandt dans une base de données, par exemple sur les pigments, les liants et les fonds de peinture utilisés. De plus, de nombreuses indications sur le processus de peinture ont été obtenues avec des radiographies et une irradiation neutronique.

### Cas deL’Enfant à la bulle de savon

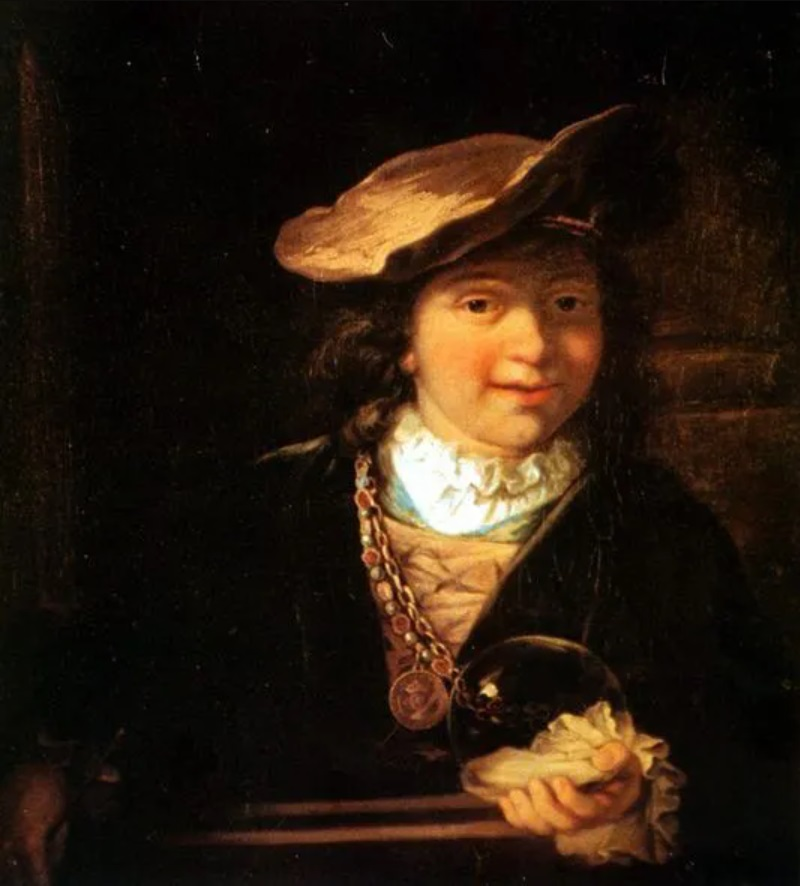
L’Enfant à la bulle de savon (n. c., musée d'Art et d'Histoire de Draguignan).

Le tableau L’Enfant à la bulle de savon, volé au Musée d'Art et d'Histoire de Draguignan le 13 juillet 1999, dont la valeur était estimée à plus de 20 millions de francs en 1999 (4 millions d'euros), a été retrouvé le 19 mars 2014, l'auteur du vol s'étant rendu volontairement à la gendarmerie de Marmande. Propriété de Joseph-Alphonse-Omer de Valbelle, comte de Tourves, la toile avait fait l’objet d’une saisie révolutionnaire en 1794, pour intégrer le musée de Draguignan. Des expertises qui ont suivi sa restitution ont confirmé qu’il s’agissait d’un tableau français du XVIIIe siècle d’inspiration rembranesque d'un artiste comme Jean-Baptiste Santerre et Jean Raoux, voire Alexis Grimou.

## Dans les collections actuelles
L'abondante production de tableaux et de gravures de Rembrandt est disséminée dans de nombreux musées de par le monde.
Aux Pays-Bas, la collection la plus importante de tableaux et d'estampes de Rembrandt se trouve au Rijksmuseum, parmi lesquels La Ronde de nuit, La Fiancée juive et Le Syndic de la guilde des drapiers. Beaucoup de ses autoportraits sont conservés à la Mauritshuis de La Haye.

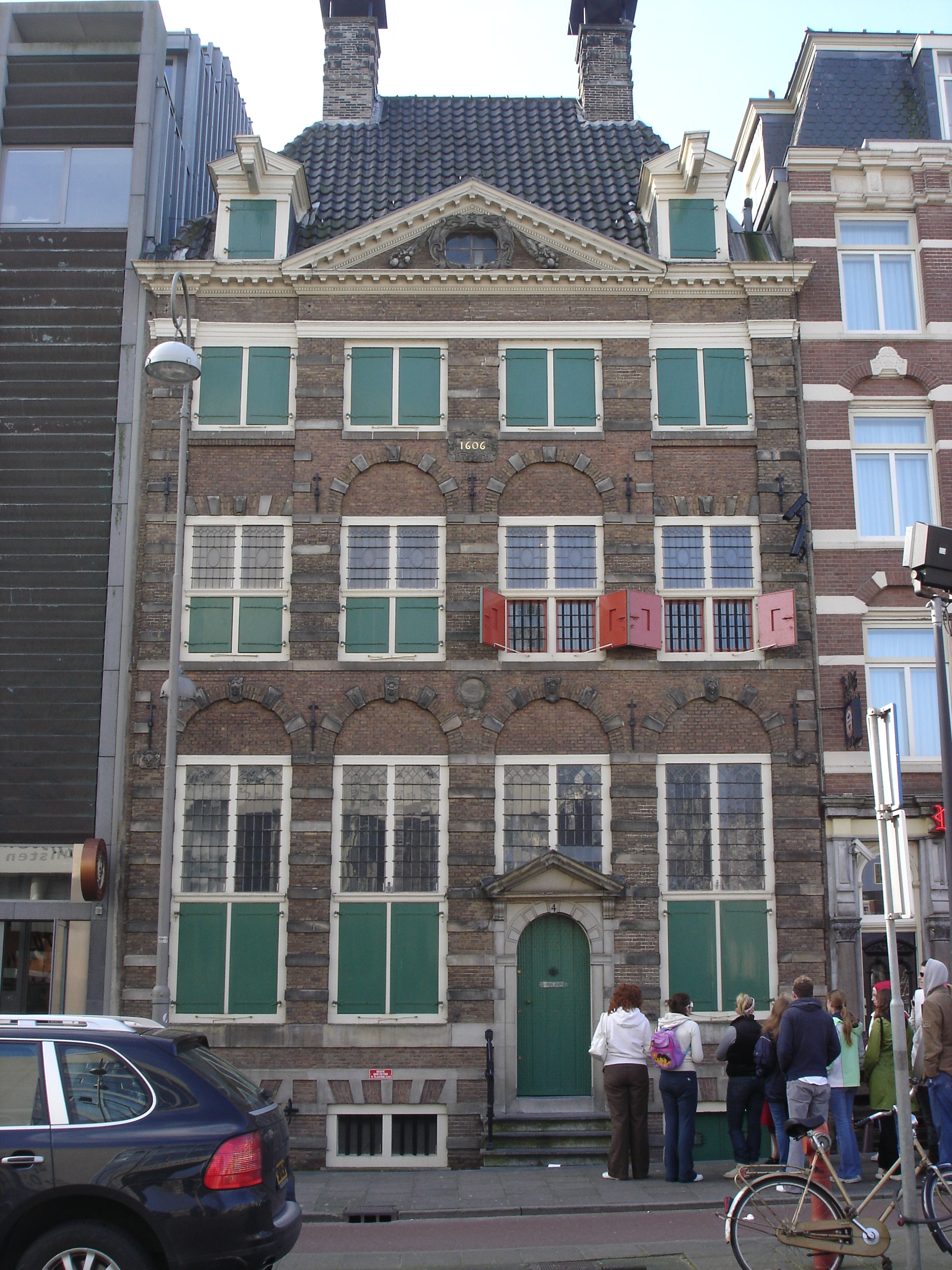
La maison de Rembrandt, devenue le musée de la maison de Rembrandt à Amsterdam.

Le musée de la maison de Rembrandt à Amsterdam contient surtout des gravures. Situé dans le centre d'Amsterdam, dans la maison que Rembrandt a achetée au plus fort de son succès, il possède des meubles qui ne sont pour la plupart pas originaux, mais des pièces d'époque comparables à celles que Rembrandt aurait pu avoir, et des peintures montrant l'utilisation de la maison par Rembrandt pour le commerce d'art. Son atelier de gravure a été reconstitué avec une presse à imprimer où des répliques d'impressions sont imprimées. Le musée possède quelques peintures de Rembrandt, dont beaucoup sont prêtées, ainsi qu'une importante collection de ses estampes, dont une bonne sélection est exposée en alternance.
Les autres collections européennes les plus remarquables se trouvent à la Gemäldegalerie (Berlin), au musée de l'Ermitage de Saint-Pétersbourg, au musée du Louvre de Paris, à la Gemäldegalerie Alte Meister de Dresde, à la National Gallery de Londres, au Nationalmuseum de Stockholm et au château Wilhelmshöhe de Cassel (Hesse). Des collections notables de peintures de Rembrandt sont conservées aux États-Unis au Metropolitan Museum of Art et à la The Frick Collection de New York, à la National Gallery of Art de Washington, au musée des Beaux-Arts de Boston et au J. Paul Getty Museum de Los Angeles.
Tous les grands cabinets — en particulier le Rijksmuseum Amsterdam, la bibliothèque nationale de France, le British Museum et le Metropolitan Museum of Art — ont d'importantes collections d'estampes de Rembrandt, bien que certaines n'existent qu'en une seule impression ; aucune collection n'est complète. Elles sont plus où moins mises à la disposition du public.

## Postérité

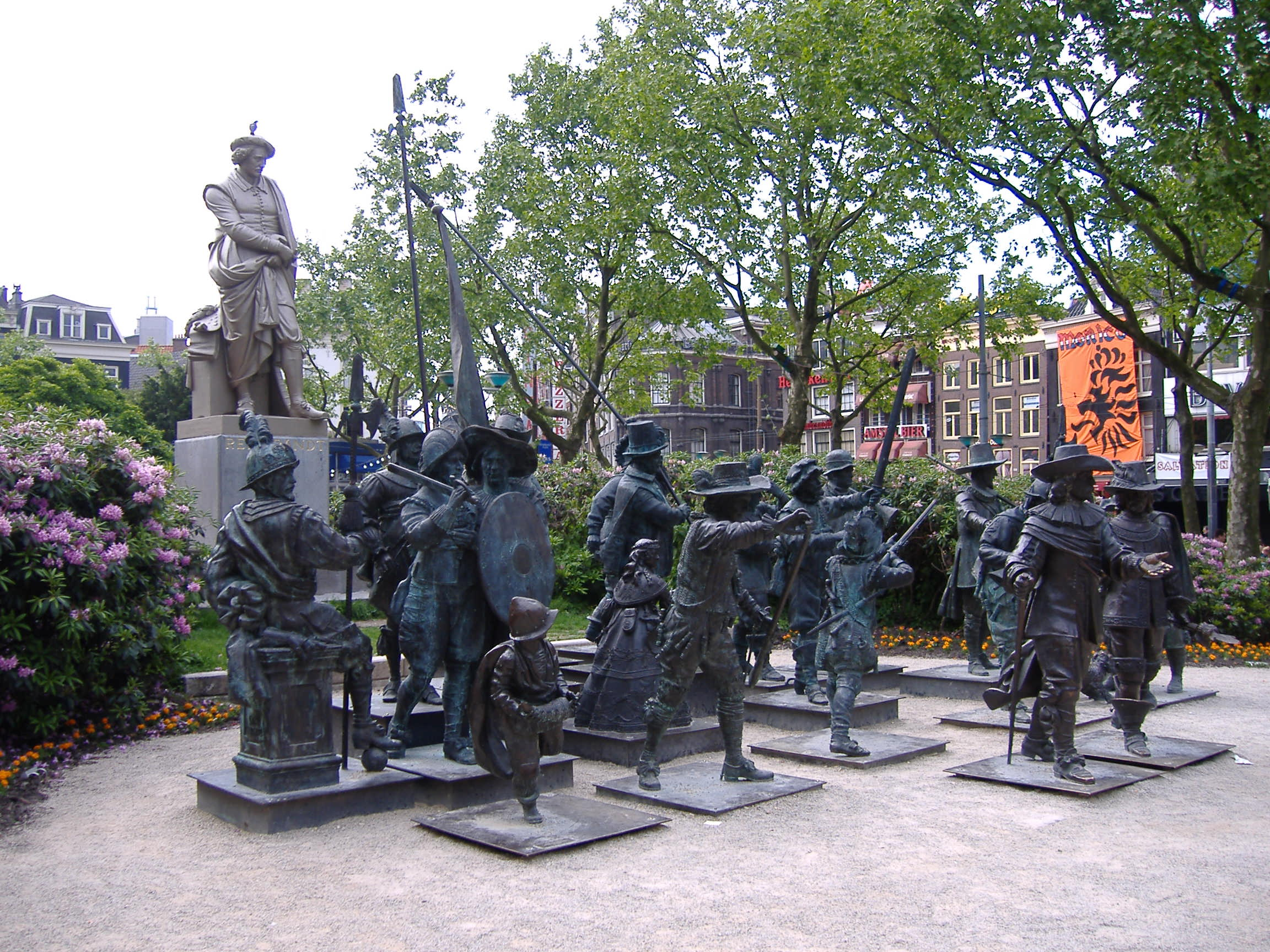
Statue de Rembrandt et sculptures de La Ronde de nuit en 3D sur la Rembrandtplein à Amsterdam.

Rembrandt est l'un des artistes visuels les plus célèbres, et les mieux documentés de l'histoire,. Sa vie et son art attirent depuis longtemps l'attention de chercheurs interdisciplinaires dans des matières telles que l'histoire de l'art, l'histoire socio-politique, l'histoire culturelle, l'éducation, les sciences humaines, la philosophie et l'esthétique, la psychologie, la sociologie, les études littéraires, l'anatomie, la médecine, les sciences des religions, la théologie, le judaïsme, l'Orientalisme, les études mondiales et l'étude du marché de l'art. Il a fait l'objet de nombreuses œuvres littéraires dans les genres de la fiction et de la non-fiction. La recherche et l'érudition liées à Rembrandt est un domaine académique à part entière avec de nombreux spécialistes notables, très dynamique depuis le siècle d'or néerlandais,,. Selon l'historienne de l'art et spécialiste de Rembrandt Stephanie Dickey : « [Rembrandt] a acquis une renommée internationale en tant que peintre, graveur, enseignant et collectionneur d'art sans jamais quitter la République néerlandaise. Dans sa ville natale de Leiden et à Amsterdam, où il a travaillé pendant près de quarante ans, il a encadré des générations d'autres peintres et produit une œuvre qui n'a jamais cessé de susciter l'admiration, la critique et l'interprétation. […] L'art de Rembrandt est un élément clé de toute étude de l'âge d'or hollandais, et son appartenance au canon du génie artistique est bien établie, mais il est aussi une figure dont l'importance transcende l'intérêt des spécialistes. Les critiques littéraires ont considéré « Rembrandt » comme un « texte culturel » ; romanciers, dramaturges et cinéastes ont romancé sa vie, et dans la culture populaire, son nom est devenu synonyme d'excellence pour les produits et services, allant du dentifrice aux conseils d'auto-assistance ».

### Notoriété et historiographie

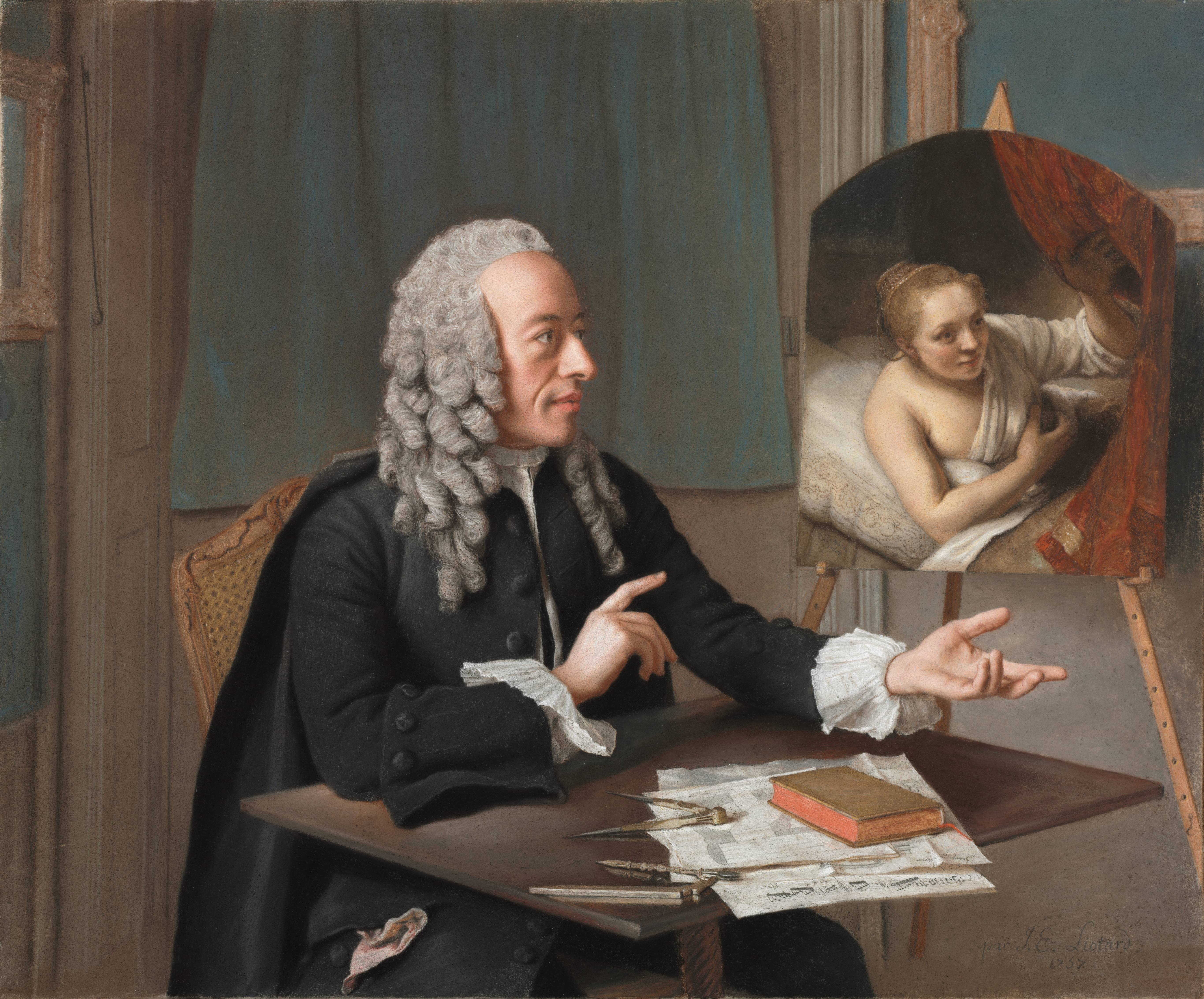
Jean-Étienne Liotard, Portrait de François Tronchin avec son Portrait de Rembrandt (1757, Cleveland Museum of Art).

Rembrandt acquiert rapidement une reconnaissance et une renommée nationales et internationnales. Le voyageur anglais Peter Mundy, qui se trouve aux Pays-Bas en 1640, note dans son journal qu'« il y avait beaucoup d'excellents artistes dans ce pays, et certains existent encore, comme Rembrandt ». Un an plus tard, le premier biographe de Rembrandt et historien de la ville de Leiden, Jan Janszoon Orlers, écrit à propos de Rembrandt « qu'il est devenu l'un des peintres contemporains les plus renommés de notre siècle ». Dès 1629 et 1630, alors que la carrière de Rembrandt n'en est qu'à ses débuts, la couronne anglaise acquiert deux de ses tableaux ; la connaissance de ses œuvres se répand rapidement dans une grande partie de l'Europe grâce aux gravures. Rembrandt vend trois tableaux au Sicilien Antonio Ruffo, qui les fait inscrire dans une liste des cent plus beaux tableaux de sa collection.
Après sa mort, les opinions sur ses œuvres sont partagées. Entre 1750 et 1850, la vision néoclassique de l'art est dominante en Italie, en France, aux Pays-Bas et en Angleterre, et contraste avec le colorisme auquel des artistes tels que Le Caravage et Rembrandt peuvent être rattachés. Dans la Teutsche Academie, publiée en 1675, le peintre allemand Joachim von Sandrart accuse Rembrandt d'« ignorer les règles de l'art — anatomie, proportion, perspective, les normes de l'antiquité et l'art du dessin de Raphaël — et de s'être opposé à une formation raisonnable dans les académies ». Sandrart juge également Rembrandt inculte et critique sa collection d'art, dont il a précédemment fait l'éloge dans sa biographie, de sorte que le public la considère désormais comme sans valeur. En 1681, Andries Pels publie le poème didactique Gebruik en Misbruik des Toneels (Usage et abus du théâtre), dans lequel il aborde également la peinture, et qualifie Rembrandt de « premier [le plus notable] hérétique de la peinture » pour avoir refusé « de soumettre son célèbre pinceau aux règles ». L'écrivain d'art Arnold Houbraken va encore plus loin dans son ouvrage de 1718 Groote Schouburgh, inventant de prétendues citations de Rembrandt, des informations biographiques inexactes et répandant des légendes. À cette époque, les faits relatifs à la vie de Rembrandt sont largement oubliés : on déduit de ses tableaux un statut social bas et un mauvais caractère, qui sont transposés à sa conception artistique. Dans l'entrée d'environ 20 pages, dans laquelle plusieurs auteurs sont impliqués en plus de Houbraken, il est fait référence à de nombreuses critiques anciennes et contemporaines. La critique sévère est contrée par le fait que les œuvres d'art de Rembrandt sont recherchées par des collectionneurs. À Paris, dans la seconde moitié du XVIIe et au XVIIIe siècle, lorsque les artistes qui y travaillent créent des compositions lisses et idéalisées, un marché important pour les réalistes hollandais et, surtout Rembrandt, voit le jour. En raison de la hausse des prix de ses œuvres, de plus en plus de faux arrivent sur le marché de l'art. Cet intérêt incite le marchand d'art français Edme-François Gersaint à créer un premier catalogue de ses eaux-fortes en 1751, une réalisation pionnière dans l'histoire de l'art.[réf. nécessaire]
Les peintures de Rembrandt sont également bien accueillies en Allemagne et en Angleterre où elles sont achetées à la fois par la bourgeoisie et la noblesse. Ses œuvres atteignent des prix si élevés en Angleterre que le marchand d'art britannique John Smith publie le premier catalogue des peintures en 1836.[réf. nécessaire]
Dans l'histoire de la réception et de l'interprétation de l'art de Rembrandt, ce sont les importantes « renaissances » ou « redécouvertes » inspirées par Rembrandt en France,, en Allemagne,, et en Grande-Bretagne,, aux XVIIIe et XIXe siècles qui contribuent de manière décisive à établir sa renommée durable au cours des siècles suivants. Les poètes du Sturm und Drang, un courant de la littérature allemande de la période de 1770 à 1785 environ, font l'éloge des aspects folkloriques et naturels de l'art de l'artiste.[réf. nécessaire]
Après avoir érigé des monuments à Albrecht Dürer en Allemagne et Pierre Paul Rubens en Belgique, un monument à Rembrandt est dévoilé à Amsterdam en 1853. Bien que ce soit principalement pour des raisons patriotiques, le résultat est un regain d'intérêt pour Rembrandt parmi les historiens de l'art. Pour la première fois, sa vie fait l'objet de recherches approfondies, avec des documents trouvés dans des archives montrant que les publications précédentes contiennent beaucoup d'informations erronées. En 1854, la première monographie d'histoire de l'art sur Rembrandt est publiée, dont l'auteur, Eduard Kolloff, d'après ses propres œuvres, connaît nombre de celles de l'artiste. Ces études forment la base de la recherche actuelle sur Rembrandt.
Lorsqu'un critique considère les bustes d'Auguste Rodin dans la même veine que les portraits de Rembrandt, le sculpteur français répond : « Me comparer à Rembrandt ? Quel sacrilège ! Avec Rembrandt, le colosse de l'Art ! À quoi penses-tu, mon ami ! Prosternons-nous devant Rembrandt et ne comparons personne à lui ! ». Vincent van Gogh écrit à son frère Théo en 1885 : « Rembrandt plonge si profondément dans le mystérieux qu'il dit des choses pour lesquelles il n'y a de mots dans aucune langue. C'est avec justice qu'ils appellent Rembrandt — magicien — ce n'est pas un métier facile ».
D'importants historiens de l'art tels qu'Abraham Bredius et Wilhelm von Bode étudient Rembrandt et son entourage. Jan Emmens corrige son image de briseur des règles de l'art de son temps, principalement le fait de la littérature d'art classique, rappelle les références historiques et s'intéresse à son travail d'atelier et à ses modèles artistiques. Christian Tümpel traite ses représentations historiques mal interprétées et non encore interprétées et le Rembrandt Research Project travaille à clarifier la paternité de ses peintures et de celles de son entourage.
En 2019, pour les 350 ans de la mort du peintre, les Pays-Bas sont sous le signe de Rembrandt et du Siècle d'or néerlandais. NBTC Holland Marketing, le Rijksmuseum Amsterdam, le Mauritshuis, le musée De Lakenhal, le Musée Prinsenhof de Delft, le Fries Museum (en), le Nederlands Scheepvaartmuseum et le musée de la maison de Rembrandt collaborent avec des villes comme Middelbourg, Leyde, Dordrecht, Haarlem, Enkhuizen, Hoorn, Delft et Amsterdam,.

### Influence dans la peinture et autres arts graphiques
Dès son vivant, les œuvres de Rembrandt ont inspiré de nombreux artistes, qui les ont en partie copiées ou utilisées comme modèle dans le cadre de leur propre travail. Ainsi, par exemple, le peintre Gerrit Lundens fait plusieurs copies de La Ronde de nuit et transfère sa composition dans ses propres œuvres. Dix de ces œuvres sont connues. L'état d'origine du tableau de Rembrandt avant sa réduction et son assombrissement est visible dans sa copie, réalisée entre 1642 et 1649 et conservée à la National Gallery de Londres. Une aquarelle dans l'album de famille de Frans Banning Cocq, réalisée vers 1650, constitue une autre reprise contemporaine du tableau. En plus de ces copies, de nombreuses gravures des œuvres de Rembrandt circulent, qui le rendent célèbre dans toute l'Europe. À l'époque baroque, Rembrandt influence, par exemple, d'autres portraitistes comme Fra Galgario, par l'intermédiaire de Salomon Adler.
Après sa mort, son influence sur les générations d'artistes suivantes ne diminue pas, de sorte que des œuvres qu'il inspire, basées sur ses peintures et gravures, sont créées encore et encore. Ses peintures, celles de ses élèves et de ses disciples, présentes dans les collections de toute l'Europe, inspirent les artistes du XVIIIe siècle : en Allemagne, le peintre Januarius Zick s'intéresse aux costumes des personnages et à sa peinture en clair-obscur ; en Angleterre, Joshua Reynolds acquiert des peintures que Rembrandt a peintes et s'oriente sur sa coloration ; en Italie, Giambattista Tiepolo s'intéresse aux compositions de ses gravures. Christian Wilhelm Ernst Dietrich est l'un des disciples qui ne l'imite pas, mais représente ses compositions de manière plus narrative et reprend sa dramaturgie. L'expressivité de ses autoportraits influence également un certain nombre d'artistes tels que Francisco de Goya et Anton Raphael Mengs dans leur propre autoportrait. Le premier, qui est souvent considéré comme l'un des derniers vieux maîtres, a déclaré : « J'ai eu d'autres maîtres que la Nature, Velázquez et Rembrandt ».
Au XIXe siècle, les influences de Rembrandt sur Max Liebermann, qui lui a été révélé par son professeur Ferdinand Pauwels au Fridericianum de Kassel, peuvent être identifiées dans ses premiers travaux. Lors de son séjour à Amsterdam en 1876, Liebermann se fait présenter des eaux-fortes de Rembrandt au Rijksmuseum et les copie en dessins à la plume, notamment une gravure représentant un portrait de la mère de Rembrandt. Le graphiste français Rodolphe Bresdin, qui imite son modèle en représentant la luminosité en contraste avec le noir, fait également à ses eaux-fortes. Vincent van Gogh est impressionné par le travail de Rembrandt dont il apprécie particulièrement La Fiancée juive. Il peint quelques tableaux s'appuyant sur ses œuvres. Édouard Manet copie la La Leçon d'anatomie du docteur Tulp et Pablo Picasso lui fait référence dans certaines de ses œuvres. Rembrandt inspire de nombreux autres artistes tels que Hans von Marées, Ilia Répine, Wilhelm Leibl, Franz von Lenbach, Max Slevogt, Eugène Delacroix et Gustave Courbet.
Au xxe siècle, Rembrandt est une source d'inspiration récurrente pour Herman Braun-Vega. Ce dernier étudie les gravures de Rembrandt au Rijksmuseum d'Amsterdam au début des années 1970. De cette étude résulte un album de sept estampes intitulé Rembraun, contraction de Rembrandt et de Braun, réalisé avec des techniques multiples, de la gravure la plus traditionnelle à la sérigraphie, dans lequel il approprie La leçon d’anatomie et La pièce d’or aux cent florins. Lorsqu’en 1983, répondant à l’appel de Jean-Luc Chalumeau, il réalise ¡Caramba!, un tableau qui désigne picturalement ses maîtres en peinture, il place Rembrandt derrière lui posant la main sur son épaule.
À l'époque moderne, ses tableaux ont inspiré Glenn Brown, qui inclut souvent des peintures d'artistes célèbres dans ses œuvres. Son tableau Joseph Beuys (after Rembrandt) de 2001 se fonde sur un portrait de l'artiste. Devorah Sperber recrée l'autoportrait de Rembrandt de 1659 qui est accroché à la National Gallery of Art de Washington dans l'installation After Rembrandt faite de bobines de fil dans une vue détaillée pixélisée. Hiroshi Sugimoto réalise en 1999 une épreuve à la gélatine argentique de Rembrandt van Rijn en cire inspirée de l'autoportrait de 1659 à la National Gallery de Londres.

Sélection d'œuvres inspirées par Rembrandt
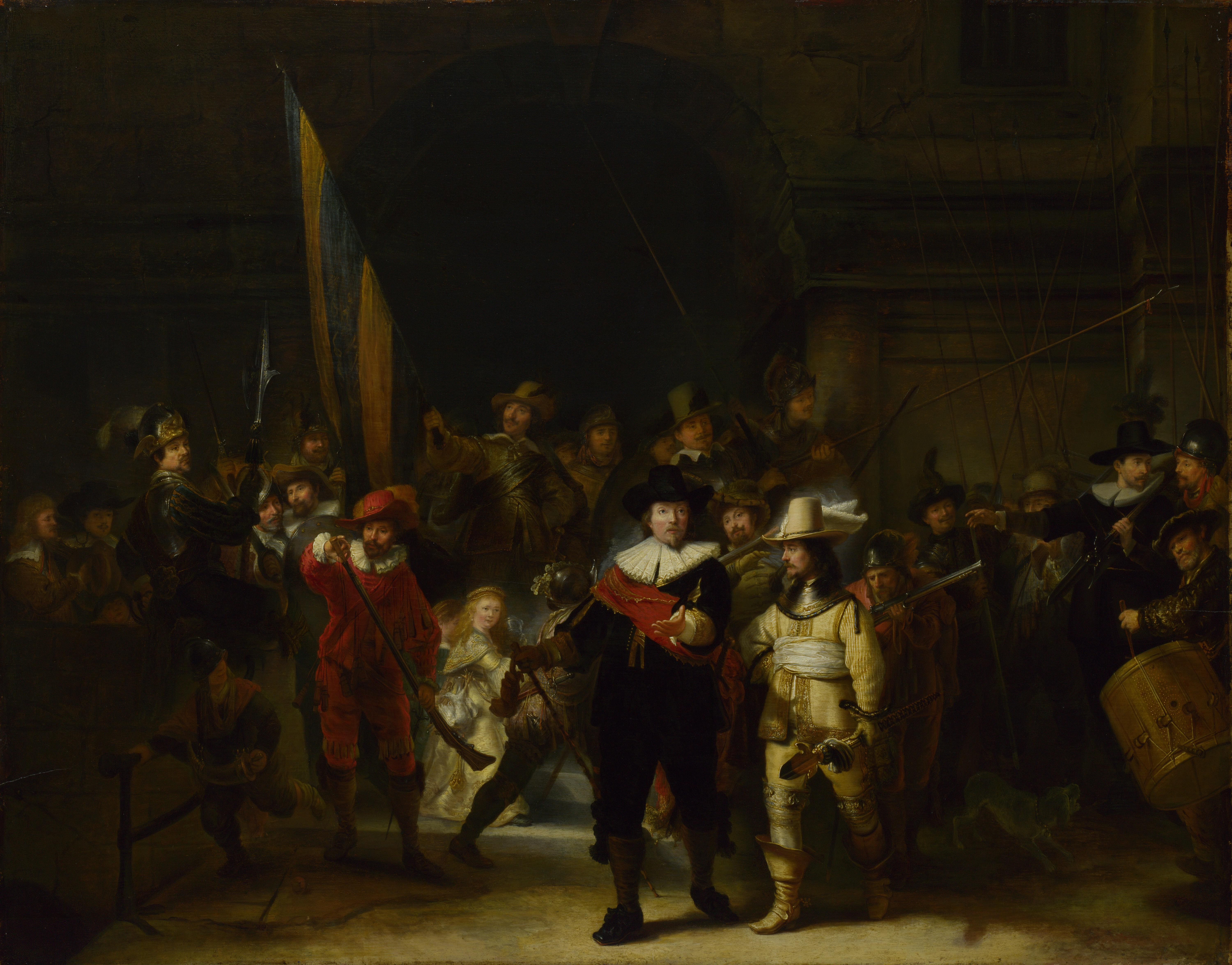
Geritt Lundens, Copie de La Ronde nuit (d'après La Ronde de nuit, 1642-1649, National Gallery, Londres).
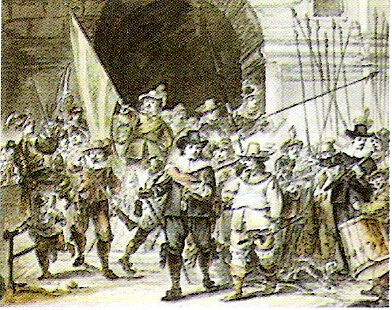
Copie de La Ronde nuit (vers 1650, dans l'album de famille de Frans Banning Cocq, Rijksmuseum Amsterdam).
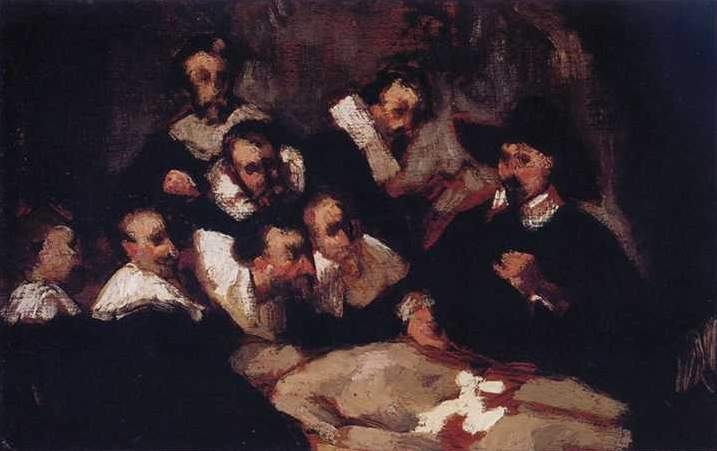
Édouard Manet, La Leçon d'anatomie du docteur Tulp (d'après La Leçon d'anatomie du docteur Tulp, 1856, collection privée).
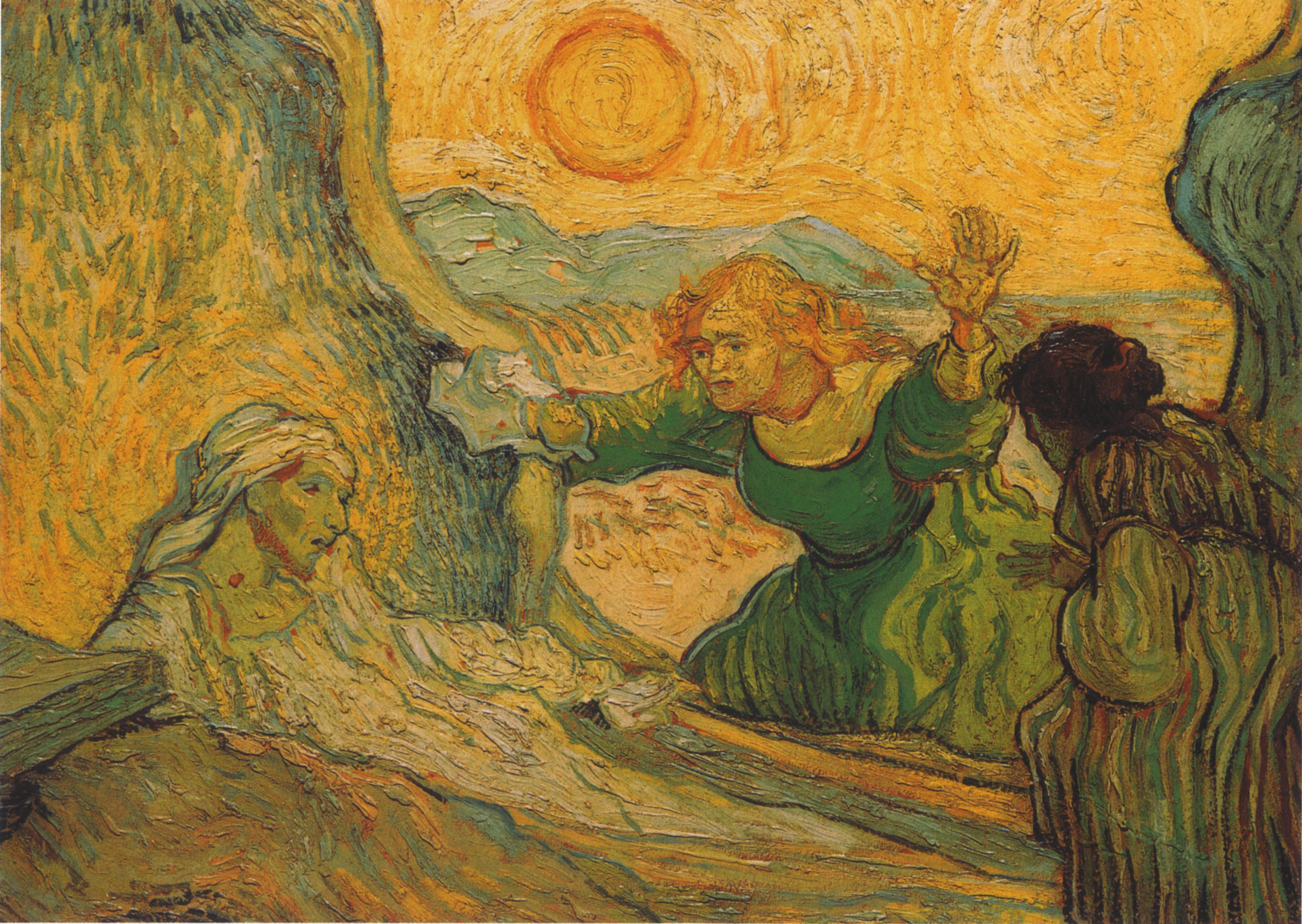
Vincent van Gogh, La Résurrection de Lazare (d'après La Résurrection de Lazare, 1889-1890, musée Van-Gogh, Amsterdam).

### Dans la littérature

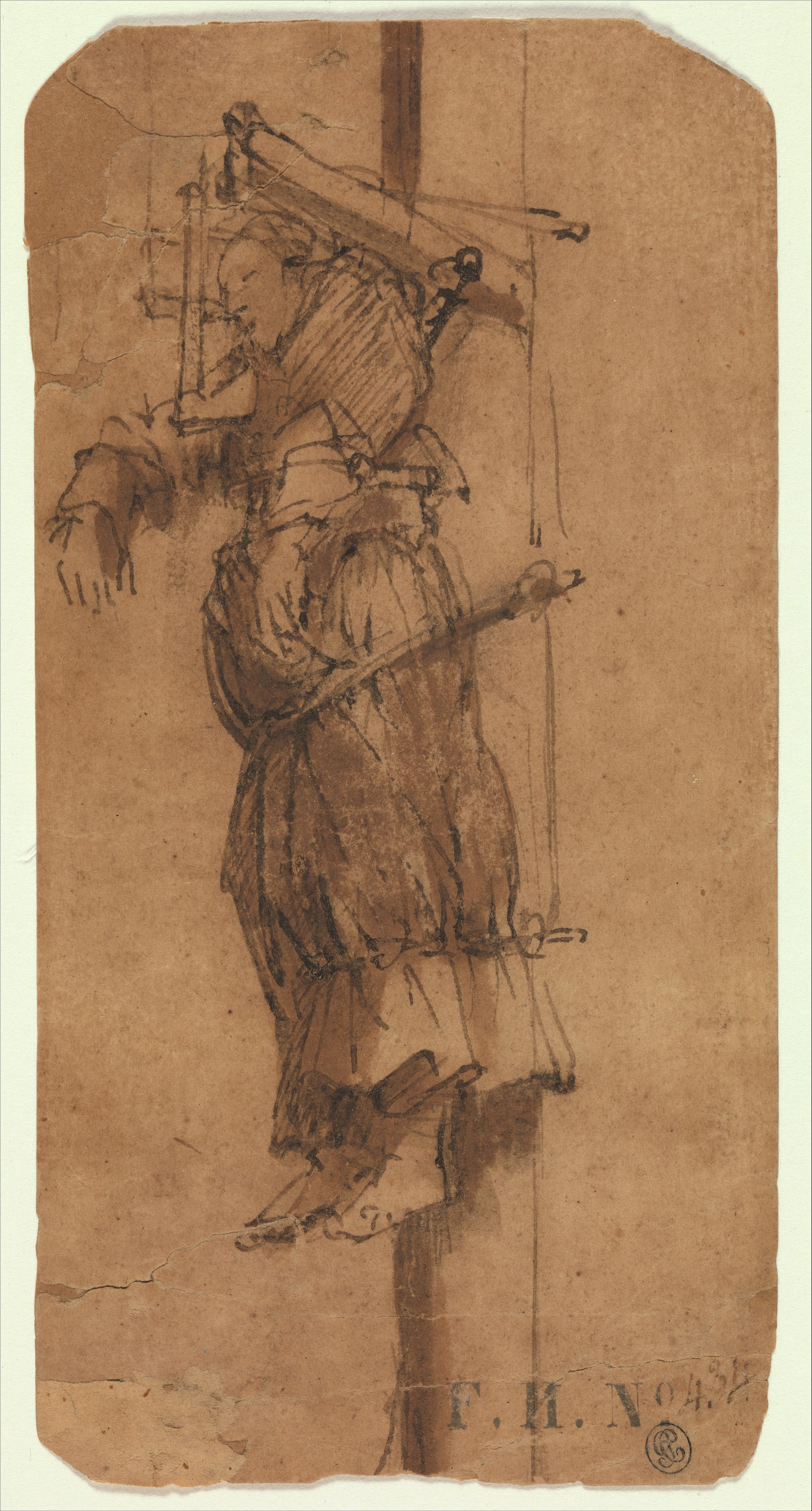
Le corps d'Elsje Christiaens, exposé au gibet après son exécution, avec la hache utilisée comme arme du crime suspendue à sa gauche, dessin de Rembrandt (1664, Metropolitan Museum of Art, New York).

En 1775, Johann Wolfgang von Goethe, alors âgé de 25 ans, écrit dans une lettre : « je vis entièrement avec Rembrandt » (« ich zeichne, künstle p. Und lebe ganz mit Rembrandt »). À l'âge de 81 ans, en 1831, il écrit l'essai Rembrandt der Denker (Rembrandt le Penseur), publié dans son recueil posthume,.
Rembrandt a fait l'objet de plusieurs romans historiques. En 1934, l'auteur d'origine russe Valerian Tornius publie le roman Entre la lumière et l'obscurité. Le sujet du livre porte sur le contraste entre les réalisations de Rembrandt et sa décéhance matérielle au point de mourir dans la pauvreté. L'hommage à son génie joue un rôle central.[réf. souhaitée]
Un certain nombre de romans explorent la relation de Rembrandt à la religion, comme Die Sendung des Rembrandt Harmenszoon van Rijn (La mission de Rembrandt Harmenszoon van Rijn) de Meta Scheele en 1934 et Rembrandt und das große Geheimnis Gottes (Rembrandt et le Grand Mystère de Dieu) de Kurt Schuder en 1952. Licht auf dunklem Grund. Ein Rembrandt-Roman (Lumière sur un fond sombre. Un roman sur Rembrandt) de Renate Krüger, publié en 1967, traite du déménagement de Rembrandt dans le quartier juif d'Amsterdam et de ses relations avec ses voisins.
Der Gehilfe des Malers: Ein Rembrandt-Roman (L’assistant du peintre : Un roman sur Rembrandt), écrit par Alexandra Guggenheim et publié en 2006, relate l'histoire d'un élève fictif de Rembrandt, Samuel Bol. Le peintre est chargé de peindre le portrait d'un anatomiste au travail, mais ne dispose pas de corps d'homme exécuté. Lorsque la conférence a finalement lieu, le cadavre d'un petit voleur est disséqué, ce qui rend Bol suspect. Malgré cette histoire de crime, l'accent principal du roman est mis sur le travail de Rembrandt en tant que peintre, son style et le choix des sujets. Toujours en 2006, le roman Van Rijn de Sarah Emily Miano, met en scène un Rembrandt âgé et désargenté, dont le jeune éditeur Pieter Blaeu visite l'atelier en 1667. D'autres personnages liés à Rembrandt figurent également dans le roman.
Dans le roman Die Farbe Blau (La Couleur bleue), Jörg Kastner raconte les expériences du peintre Cornelius Suythof dans la résolution d'un complot contre les Pays-Bas en 1669. Suythof est décrit comme un étudiant de Rembrandt. Rembrandt lui-même joue un rôle essentiel en tant que peintre dans l'histoire. Suythof finit par épouser la fille de Rembrandt, Cornelia.[réf. souhaitée]
Le roman de Margriet de Moor, De schilder en het meisje, publié aux Pays-Bas en 2010 (traduction française : Le Peintre et la Jeune Fille, 2012) établit un parallèle entre la vie de Rembrandt, essayant alors de surmonter son chagrin après la mort récente de sa compagne Hendrickje Stoffels et le triste destin de Elsje Christiaens qu'il apprend de son fils Titus, aboutissant à une rencontre silencieuse avec le corps de la jeune suppliciée que Rembrandt a dessiné en 1664.

### Films
Plusieurs fictions, au cinéma ou à la télévision, retracent la vie de Rembrandt.
Le film britannique Rembrandt de 1936, réalisé par Alexander Korda et dont le scénario a été écrit par Carl Zuckmayer et June Heart, tente de transférer la technique de peinture de Rembrandt à l'imagerie et commence après la mort de sa femme. Le rôle titre est joué par Charles Laughton.
Le film néerlandais Rembrandt de 1940 de Gerard Rutten est considéré comme perdu.
Le film Rembrandt réalisé par Hans Steinhoff, sort en 1942 ; le peintre est incarné par Ewald Balser. Il présente en partie la conception national-socialiste de la culture et s'intéresse à la création du tableau La Ronde de nuit. Son contenu se base sur le roman Entre lumière et ténèbres de Valerian Tornius.
Le court métrage Rembrandt: A Self-Portrait de Morrie Roizman, est nommé aux Oscars en 1954.
Dans les années 1970 et 1980, un certain nombre de téléfilms sur Rembrandt sont produits dont La Ronde de nuit en 1978, téléfilm français réalisé par Gabriel Axel, avec Michel Bouquet dans le rôle de Rembrandt.
Rembrandt fecit 1669 est un film néerlandais de 1977 réalisé par Jos Stelling, avec Frans Stelling dans le rôle de Rembrandt jeune et Ton de Koff dans le rôle de Rembrandt vieux.
Le long métrage Rembrandt de 1999, dans lequel Klaus Maria Brandauer campe le peintre sous la direction de Charles Matton, aborde de nombreux aspects biographiques de Rembrandt et présente sa vision de la peinture.
Le documentaire de 55 minutes Die Rembrandt GmbH de 2006 explore le travail du Rembrandt Research Project et la réalisation artistique de Rembrandt.
Dans son film La Ronde de nuit de 2007, dans lequel Martin Freeman joue Rembrandt, Peter Greenaway fait une représentation non historiquement exacte du peintre, qui est utilisée beaucoup plus comme une projection de son propre art cinématographique. Greenaway interprète le coup de feu tiré dans La Ronde de nuit comme un meurtre, la ceinture du maître de la guilde comme la queue du diable et la femme représentée comme une allégorie comme la fille illégitime d'un membre de la guilde. L'interprétation du tableau par Greenaway a été contredite par l'expert de Rembrandt Ernst van de Wetering.

### Dans la culture juive
Bien que Rembrandt ne soit pas juif, il a eu une influence considérable sur de nombreux artistes, écrivains et universitaires juifs modernes, critiques d'art et historiens de l'art en particulier,. Le peintre juif allemand Max Liebermann a déclaré : « Chaque fois que je vois un Frans Hals, j'ai envie de peindre ; chaque fois que je vois un Rembrandt, j'ai envie d'abandonner. Marc Chagall écrit en 1922 : « Ni la Russie impériale, ni la Russie des Soviets n'ont besoin de moi. Ils ne me comprennent pas. Je leur suis un étranger », et il ajoute : « Je suis certain que Rembrandt m'aime ».

### The Next Rembrandt: un portrait-robot de ses œuvres

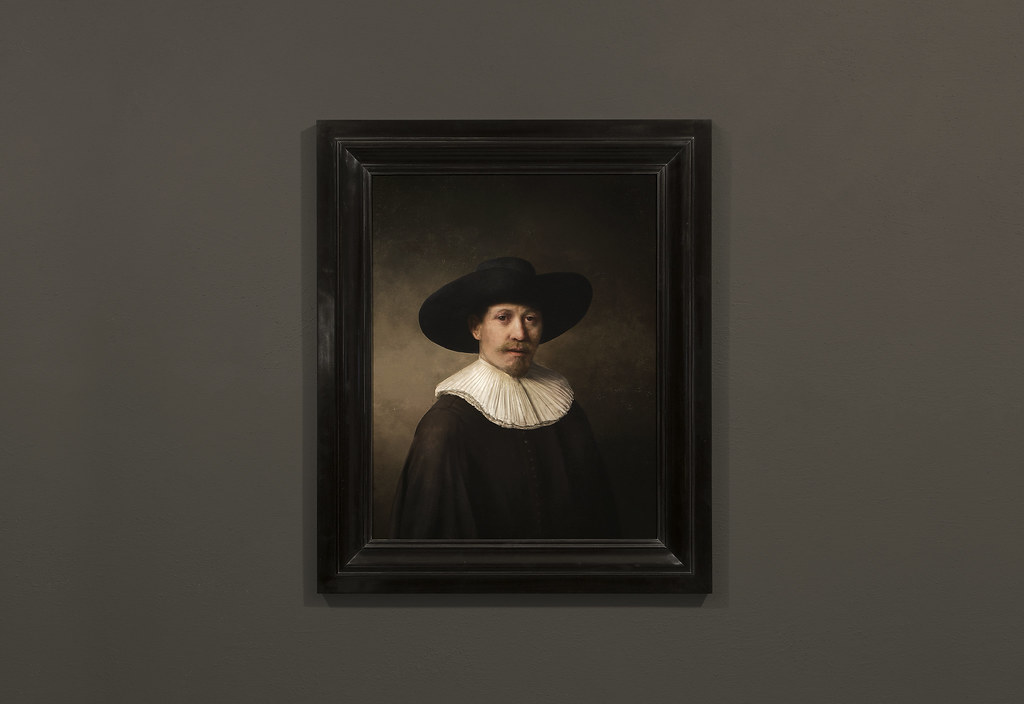
The Next Rembrandt

Ce travail a été réalisé en partenariat avec une équipe de Microsoft, le musée de la maison Rembrandt à Amsterdam, l'Université technique de Delft et le Mauritshuis de La Haye, et a été présentée le 5 avril 2016 à Amsterdam. Résultat d'un travail collaboratif de 18 mois, le rendu de 148 millions de pixels s'appuie sur les technologies d'apprentissage automatique et l'impression 3D. 346 peintures ont été scannées en 3D pour enregistrer les couleurs et le relief de l'huile. Ces images ont ensuite été analysées par un algorithme qui en a extrait toutes les informations. 
Le programme a permis de faire ressortir les caractéristiques de l’œuvre du peintre pour faire le portrait-robot de ses œuvres soit un portrait, d'un homme de type caucasien, de face, regardant vers la droite, âgé entre 30 et 40 ans, vêtu de noir avec un col, portant la barbe et coiffé d'un chapeau. Grâce à un algorithme de traitement et de reconnaissance d'image, les détails clés des œuvres de Rembrandt ont été mis en évidence : l’espacement des yeux, la position du nez, la forme des visages, etc. Treize couches ont été imprimées successivement avec une encre à UV spéciale pour respecter l'aspect des multiples glacis d'une peinture à l'huile.

### Marché de l'art depuis 2000

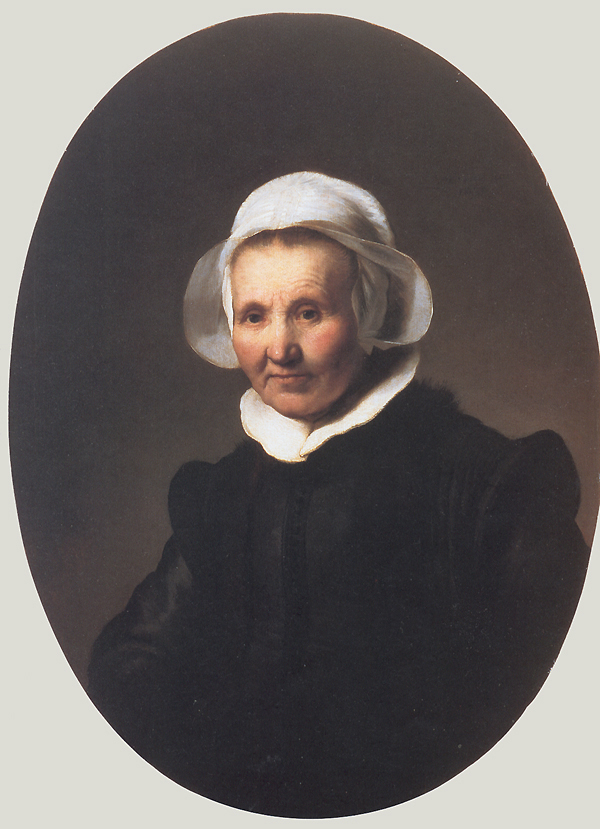
Portrait d'une femme âgée de 62 ans, peut-être Aeltje Pietersdr Uylenburgh (1632, coll. priv.), vendu aux enchères en décembre 2000 pour plus de 28 millions de dollars.

Depuis le début du XXIe siècle, le succès de Rembrandt sur le marché de l'art est ininterrompu. Ses œuvres ont obtenu des résultats d'enchères élevés ces dernières années. Le 13 décembre 2000, le Portrait d'une femme âgée de 62 ans, peut-être Aeltje Pietersdr Uylenburgh, peint en 1632, est vendu chez Christie's à Londres (numéro de lot : 52) pour 19 803 750 £, soit l'équivalent de 28 675 830 $. Le portrait de 1633, Un gentleman en manteau rouge de la collection de la Bellagio Gallery of Fine Art de Las Vegas, est exposé le 26 janvier 2001 chez Christie's à New York (numéro de lot : 81) et est acquis par le marchand d'art Robert Noortmann pour 12 656 000 $. Le 25 janvier 2007, deux toiles sont proposées chez Sotheby's à New York, dont le portrait Une femme avec une coiffe noire (Lot no 6) de 1632 pour 9 000 000 $ et L'Apôtre Jacques (Lot n° : 74) de 1661 pour 25 800 000 $. Le 8 décembre 2009, la vente de Portrait d’un homme avec les bras sur les hanches (Lot no 12) de 1658, propriété de Barbara Piasecka Johnson, est vendu aux enchères chez Christie's à Londres, et rapporte 20 201 250 £, soit 33 210 855 $, le prix le plus élevé jamais payé pour une œuvre de Rembrandt.

### Hommages
Une rose a été baptisée de son nom en 1883 par la maison Moreau-Robert.